# Умершие в декабре 2023 года
Это список известных людей, соответствующих установленным критериям значимости (см. Википедия:Критерии значимости персоналий), умерших в декабре 2023 года.
Причина смерти указывается лишь в исключительных случаях (убийство, самоубийство, гибель в результате военных действий, смертная казнь, ДТП или несчастные случаи). В остальных случаях — не указывается.

## 31 декабря

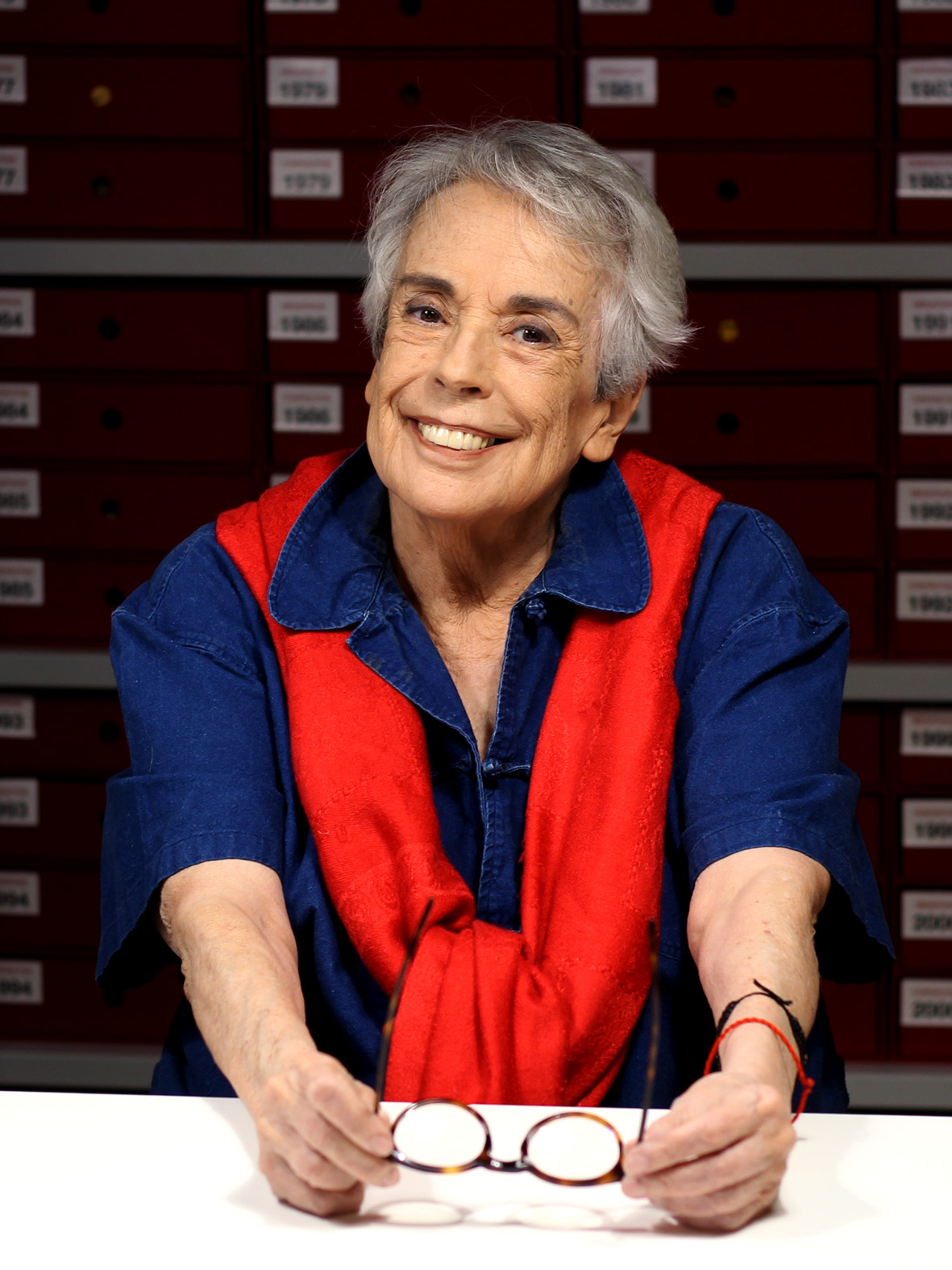
Колита

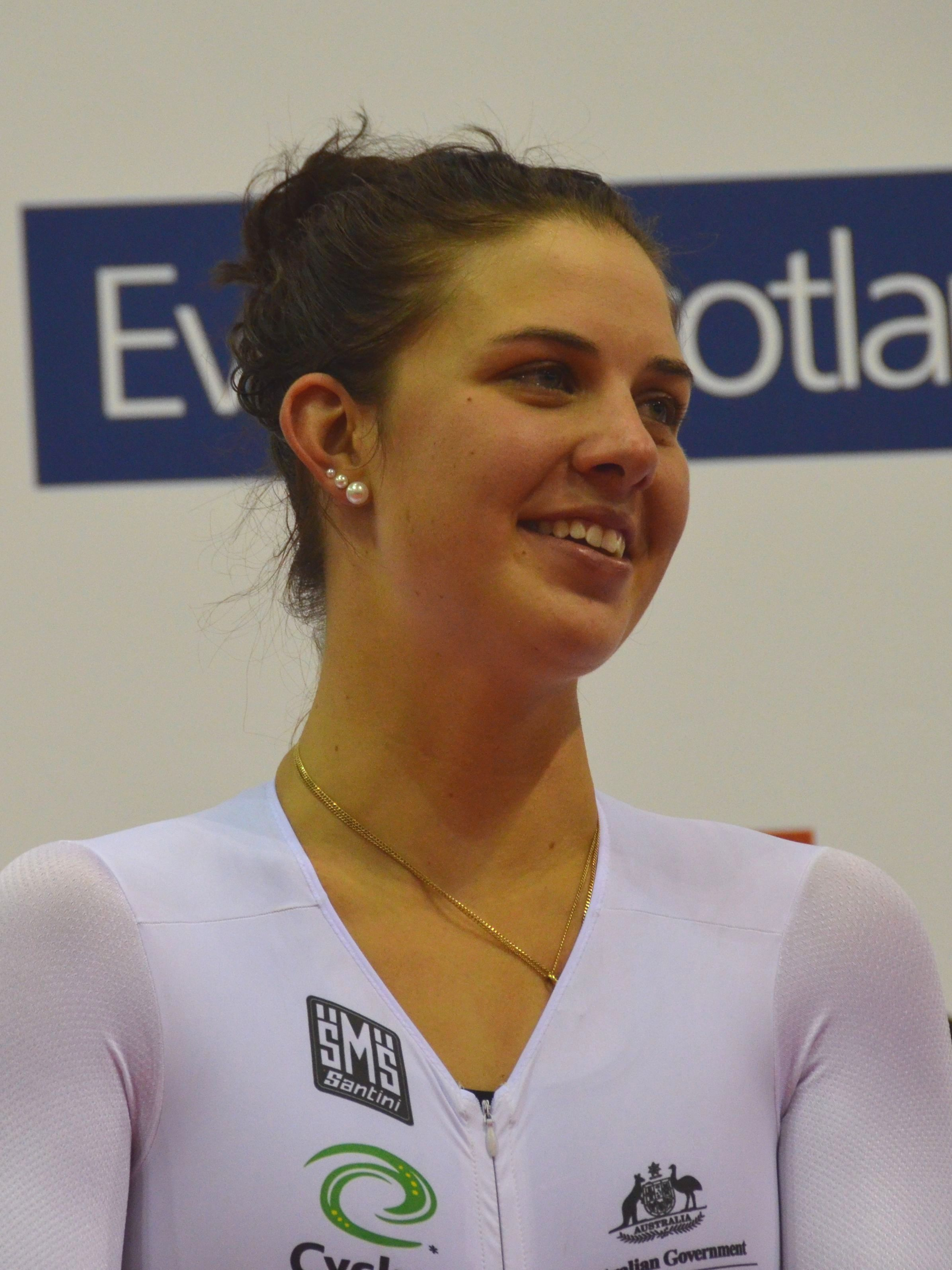
Мелисса Хоскинс

- Алиев, Кайыржан Изтелеуович (86) — советский и казахстанский хозяйственный деятель[1].
- Белошников, Сергей Владимирович (71) — российский писатель, сценарист, кинорежиссёр и продюсер[2].
- Гавлич, Сергей Иванович (74) — советский и российский актёр. Заслуженный артист Российской Федерации (2008)[3].
- Грин, Шекки[англ.] (97) — американский комик и актёр[4].
- Джонсон, Эдди Бернис[англ.] (89) — американский политик, член Палаты представителей (1993—2023)[5].
- Журавлёва, Тамара Марковна (85) — советский и российский передовик производства, Герой Социалистического Труда (1981)[6].
- Койфман, Оскар Иосифович (79) — советский и российский химик, ректор (1998—2013) и президент (2013—2022) ИГХТУ, академик РАН (2022)[7].
- Колита (83) — испанский фотограф[8].
- Мургия, Ана Офелия (90) — мексиканская актриса[9].
- Тер-Газарянц, Георгий Арташесович (100) — советский дипломат, посол СССР в Сенегале и (по совместительству) в Гамбии (1973—1981), в Зимбабве (1981—1987)[10].
- Хоскинс, Мелисса (32) — австралийская велогонщица, чемпионка мира (2015); ДТП[11].
- Ярборо, Кейл[англ.] (84) — американский автогонщик[12].

## 30 декабря

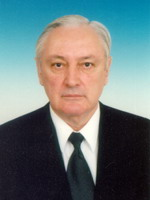
Хачим Кармоков

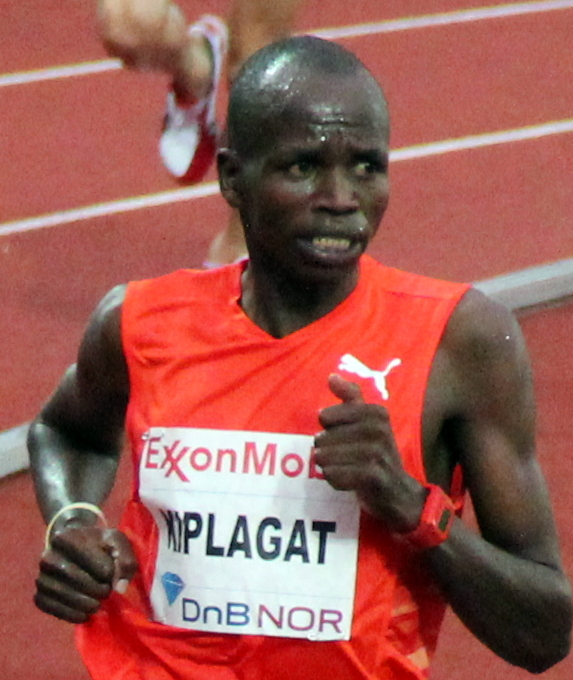
Бенджамин Киплагат

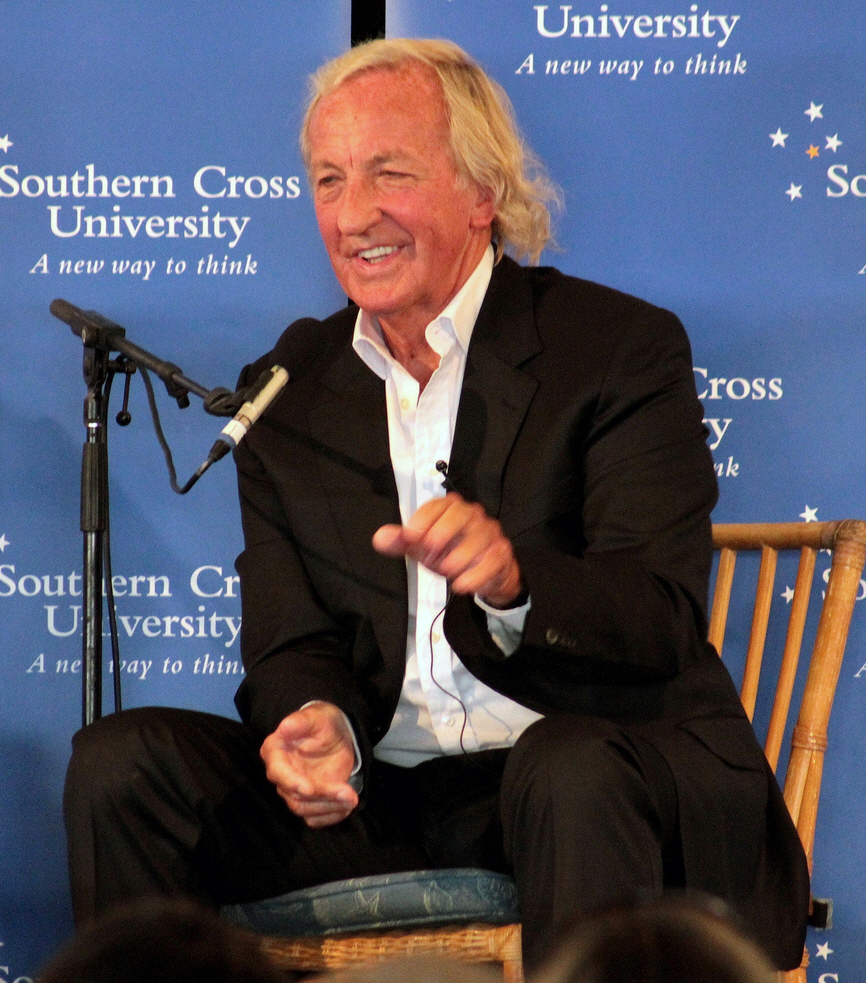
Джон Пилджер

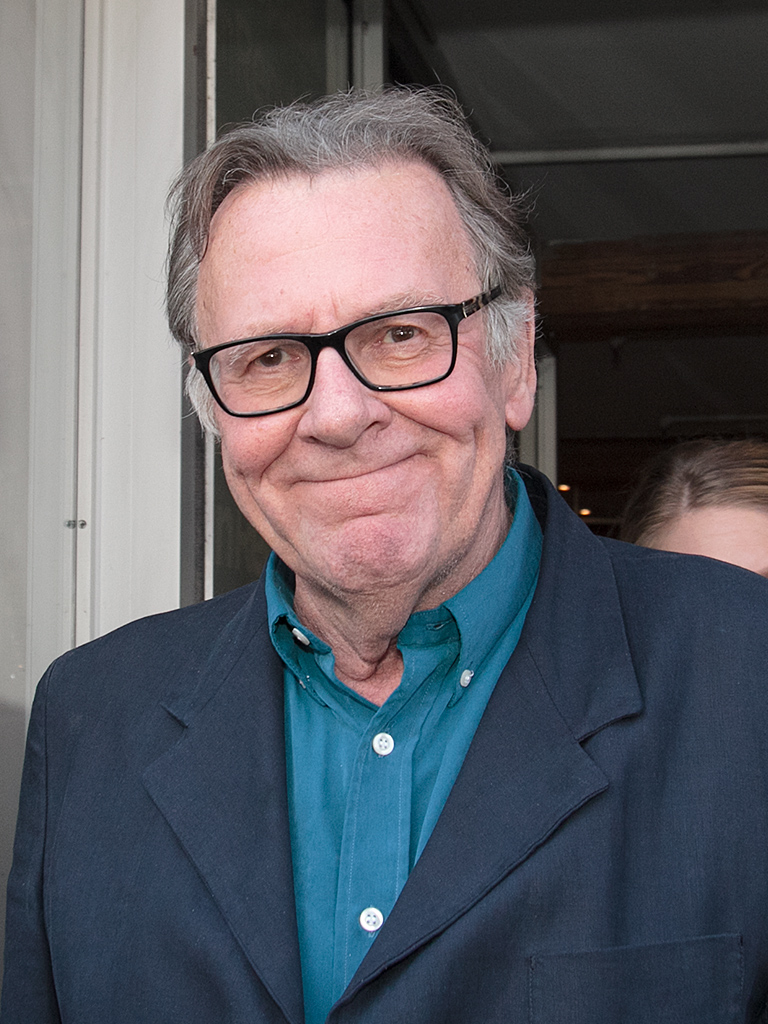
Том Уилкинсон

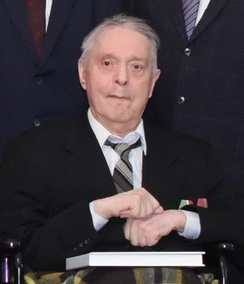
Назым Ханзафаров

- Булавинцев, Сергей Дмитриевич (50) — российский рэп-исполнитель и битмейкер, погиб при пожаре[13].
- Бушмелев, Евгений Вячеславович (44) — российский военнослужащий, Герой Российской Федерации (1999); ДТП[14].
- Кармоков, Хачим Мухамедович (82) — российский политический и государственный деятель, депутат Государственной думы (1993—1995), председатель Счётной палаты Российской Федерации (1994—2000), член Совета Федерации (2001—2009)[15].
- Киплагат, Бенджамин (34) — угандийский легкоатлет; убит[16].
- Когоутек, Лубош (88) — чешский астроном, первооткрыватель комет и астероидов[17].
- Морган, Синди[англ.] (69) — американская актриса[18].
- Обломский, Андрей Михайлович (66) — российский историк и археолог[19].
- Пилджер, Джон (84) — австралийский режиссёр и сценарист[20].
- Робертсон, Ламми[англ.] (76) — шотландский футболист (о смерти объявлено в этот день)[21].
- Соколов, Максим Юрьевич (64) — российский журналист[22].
- Уилкинсон, Том (75) — английский актёр, лауреат премий BAFTA (1998), «Эмми» (2008) и «Золотой глобус» (2009), дважды номинант на премию «Оскар» (2002, 2008)[23].
- Ханзафаров, Назым Габдрахманович (86) — советский и российский краевед, литературовед и геральдист, лауреат Государственной премии Республики Татарстан в области науки и техники (1997)[24].
- Шанкар, Бхавани[англ.] (66—67) — индийский барабанщик[25].

## 29 декабря

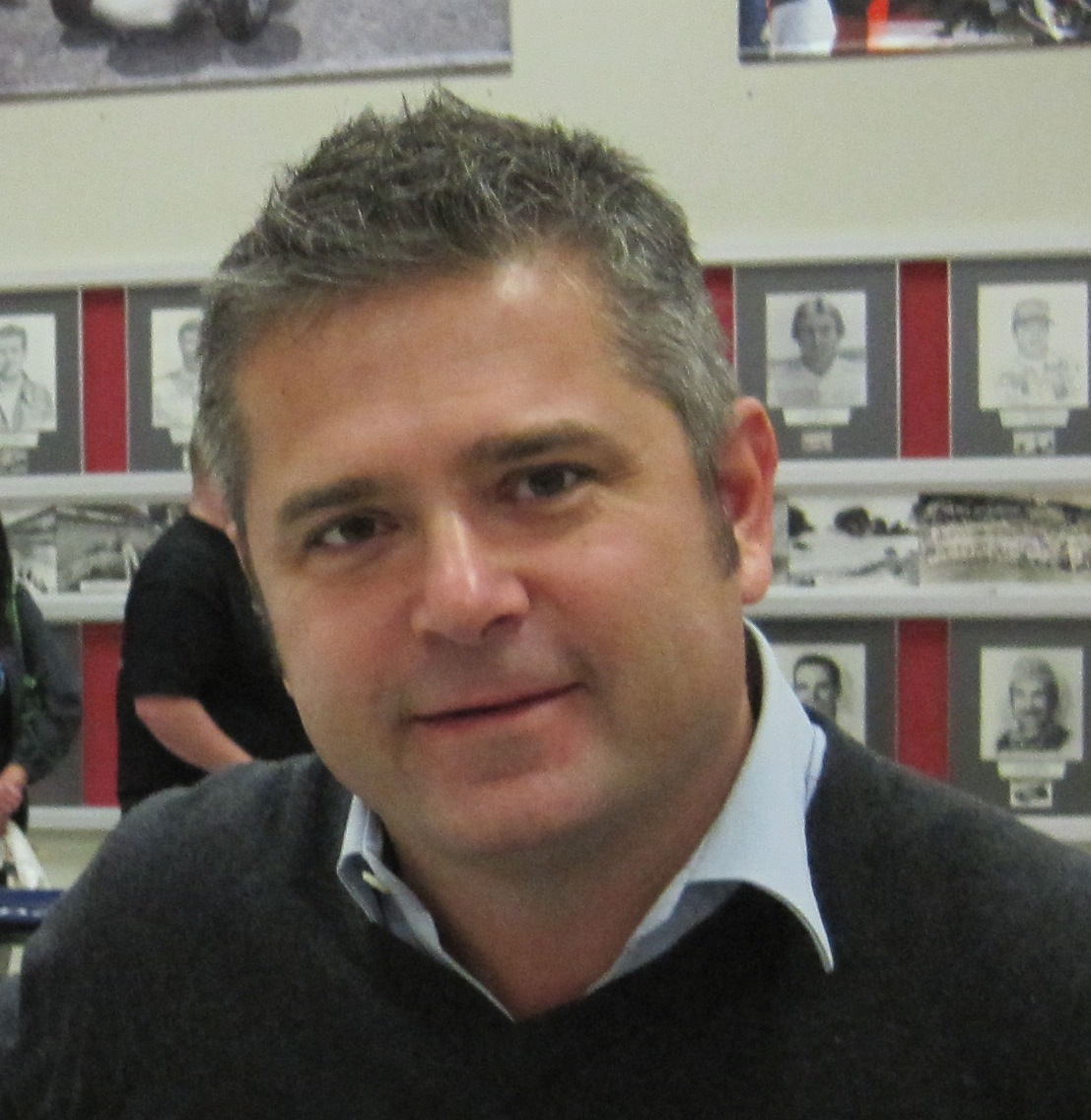
Жиль Де Ферран

- Бауман, Герман (89) — немецкий валторнист и музыкальный педагог[26].
- Бойз, Майкл Харди[англ.] (92) — новозеландский политик и государственный деятель, генерал-губернатор Новой Зеландии (1996—2001)[27].
- Васильев, Юрий Сергеевич (94) — советский и российский гидротехник, ректор (1983—2003) и президент (2003—2013) СПбПУ, академик РАН (2000)[28].
- Де Ферран, Жиль (56) — бразильский автогонщик и спортивный менеджер, победитель 500 миль Индианаполиса[29].
- Зименкова, Галина Михайловна (82) — диктор Центрального телевидения СССР, ведущая программы «Время», заслуженная артистка РСФСР (1985)[30].
- Кобзистый, Виктор Владимирович (44) — украинский баскетболист и тренер; погиб в результате ракетного обстрела[31].
- Пиракова, Гавхарби (81) — советский хлопковод, Герой Социалистического Труда (1965)[32].
- Росси Мендоса[исп.] (80) — мексиканская актриса и танцовщица[33].
- Саламе, Рамзи Туфик[англ.] (70) — ливанский писатель и художник[34].
- Халед, Неззар (86) — алжирский военный деятель[35].
- Эпштейн, Олег Ефимович (67) — советский, российский и американский тренер по фигурному катанию, мастер спорта СССР (1973)[36].

## 28 декабря

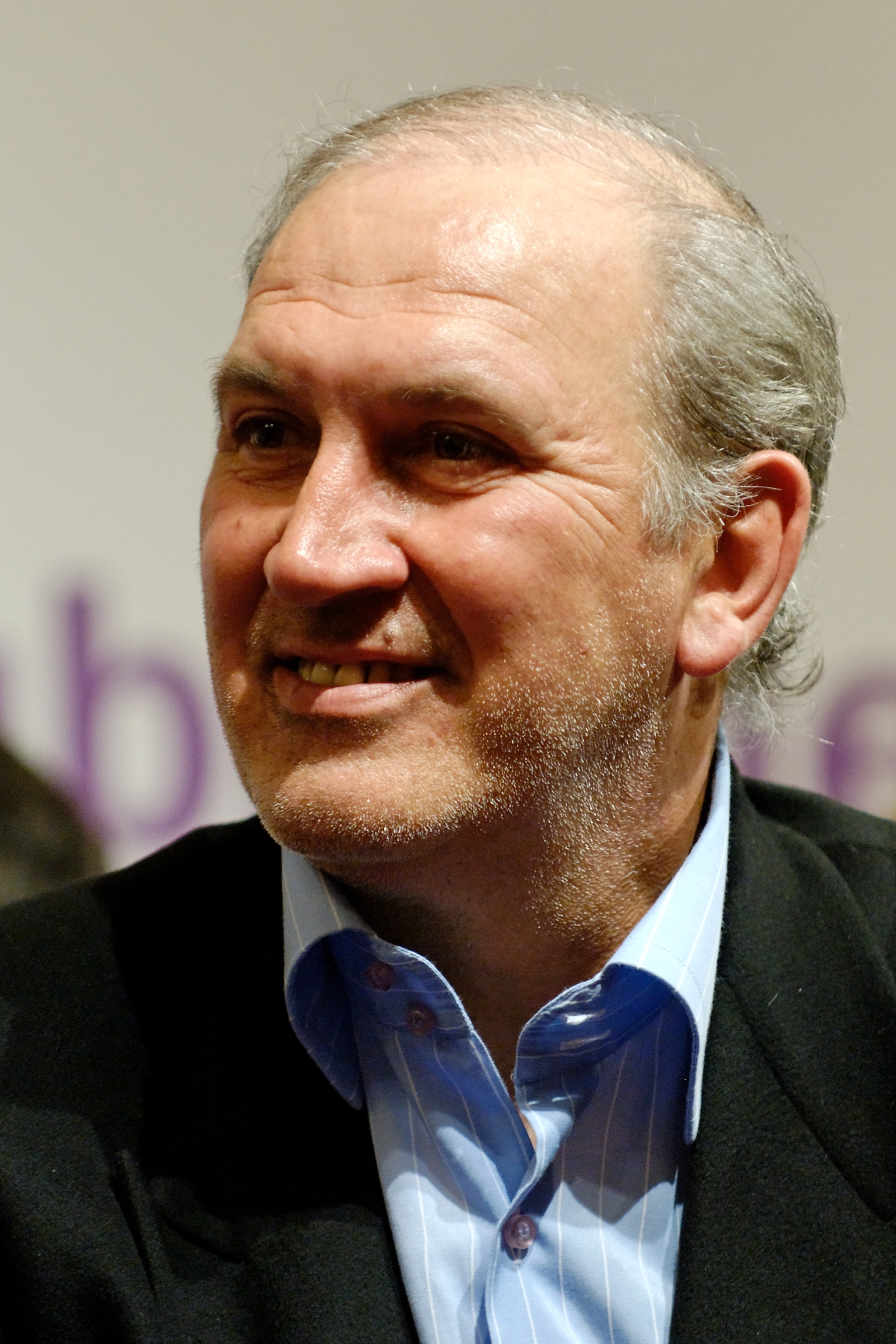
Франсуа Браччи

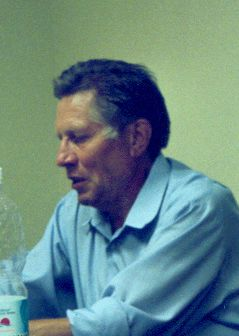
Валей Кельмаков

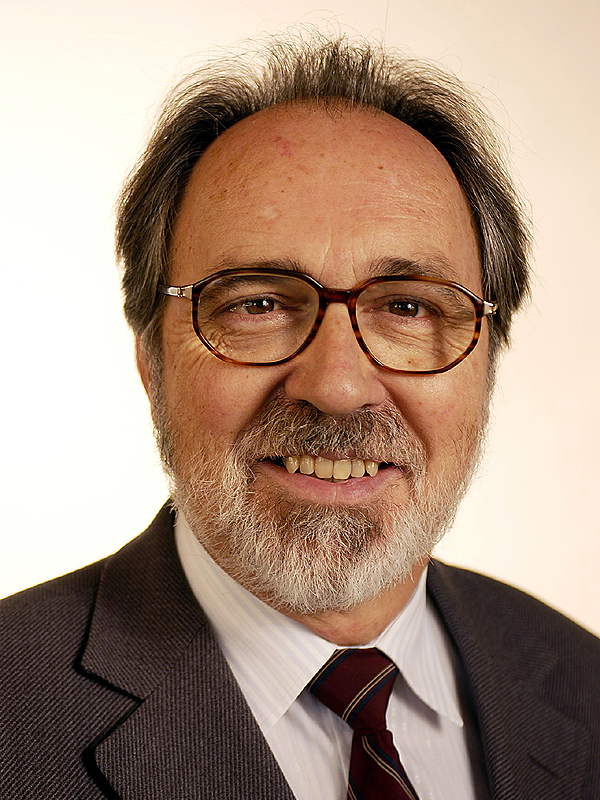
Дик Марти

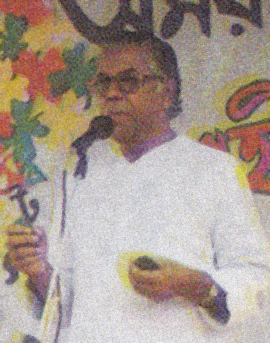
Абубакар Сиддик

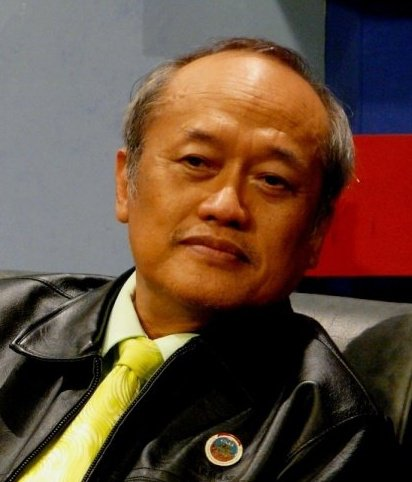
Харди

- Абдулла, Шахаруддин[малайск.] (75) — малайзийский футболист[37].
- Аракелян, Норайр Унанович (87) — советский и армянский математик, академик АН Армянской ССР/НАН Армении (1990)[38].
- Браччи, Франсуа (72) — французский футболист и футбольный тренер[39].
- Виджаякант (71) — индийский актёр и политик[40].
- Гримальди, Альда[итал.] (104) — итальянский режиссёр[41].
- Домон, Франсис[фр.] (97) — французский композитор[42].
- Кельмаков, Валей Кельмакович (81) — советский и российский языковед, заслуженный деятель науки Российской Федерации (1997)[43].
- Киселёв, Сергей Александрович (90) — советский и российский парашютист, чемпион СССР (1959), бронзовый призёр чемпионата мира (1962)[44].
- Кузенков, Владимир Николаевич (83) — советский и российский актёр, заслуженный артист Российской Федерации (2019)[45].
- Марти, Дик (78) — швейцарский политик, член Совета кантонов Швейцарии (1995—2011)[46].
- Мартинес, Эрнан[исп.] (81) — колумбийский политический деятель, министр энергетики (2006—2010)[47].
- Мюрберг, Пер[швед.] (90) — шведский актёр[48].
- Пулидо, Хуан Карлос[исп.] (52) — венесуэльский бейсболист[49].
- Сиддик, Абубакар (87) — бангладешский поэт, писатель и критик[50].
- Суарес-Вертис, Педро[исп.] (54) — перуанский музыкант, продюсер и писатель[51].
- Тучемский, Лев Ипполитович (81) — советский и российский учёный в области мясного птицеводства, член-корреспондент РАСХН (2003—2014), член-корреспондент РАН (2014)[52].
- Хамитов, Эдуард Шайхуллович (86) — советский и российский педагог, ректор БГПУ (1983—2005), депутат Государственной думы (2005—2007)[53].
- Харди (72) — индонезийский художник[54].
- Хофман, Бено[нидерл.] (69) — нидерландский историк и телеведущий[55].

## 27 декабря

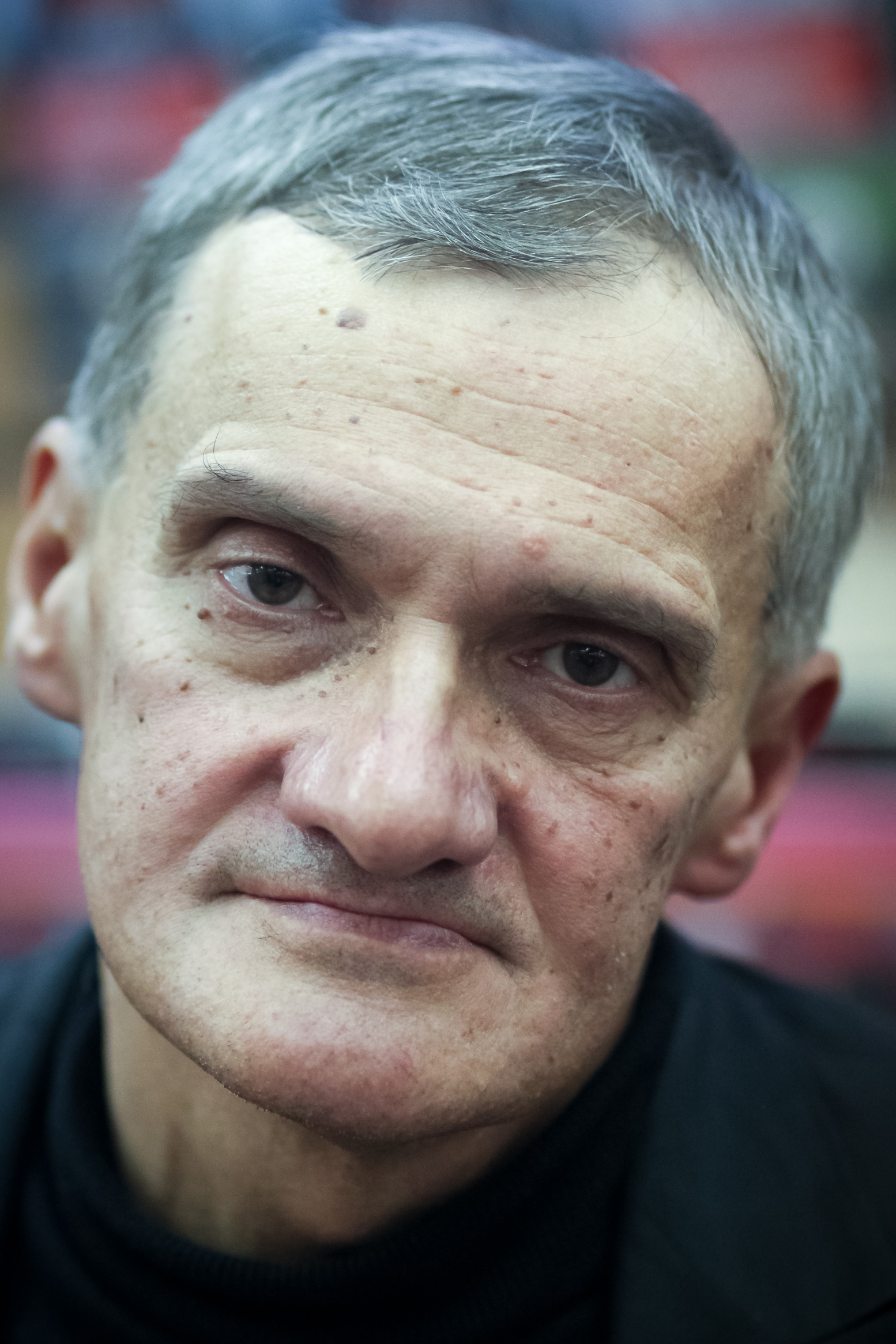
Юрий Арабов

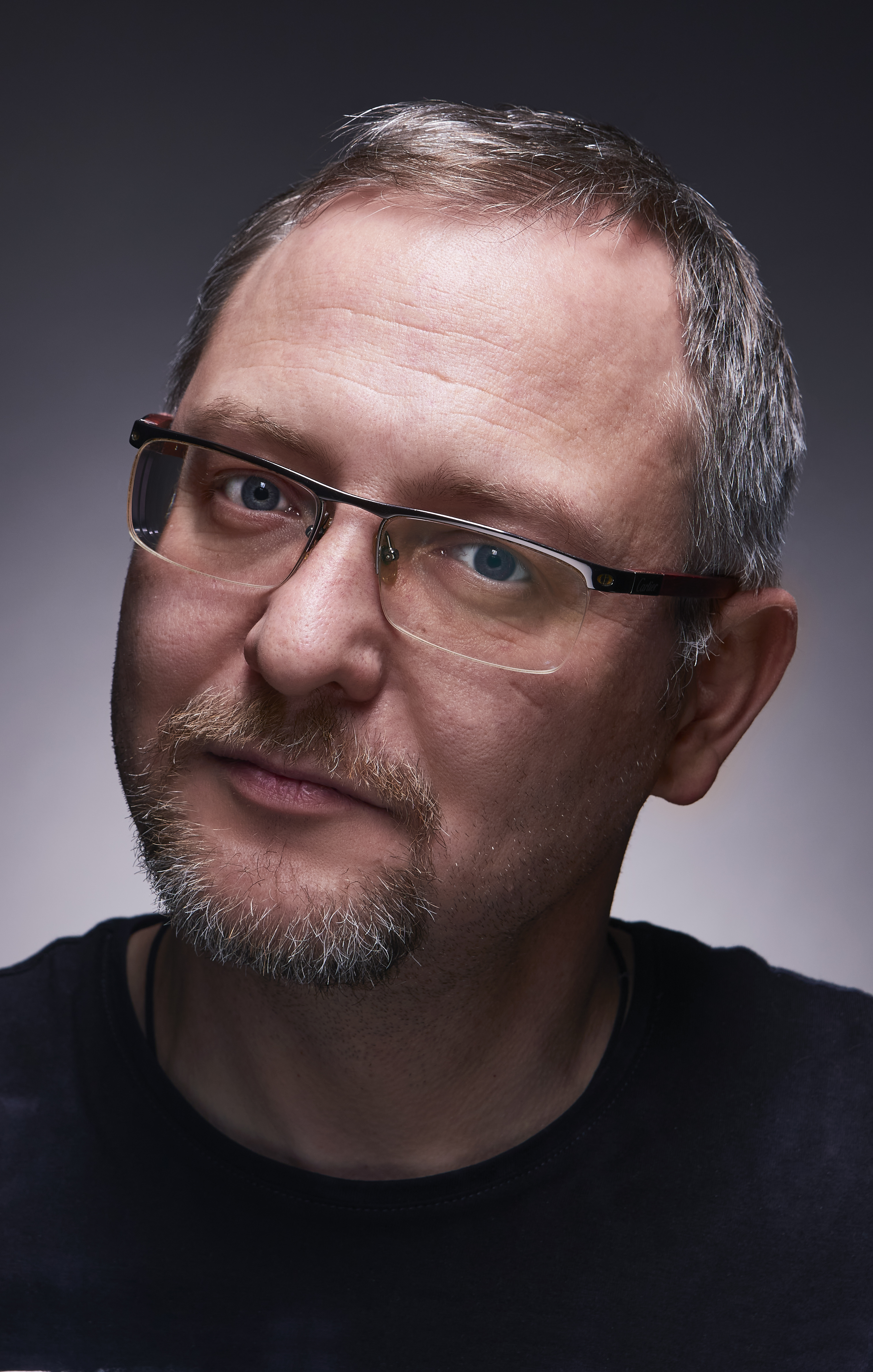
Пётр Бесчастнов

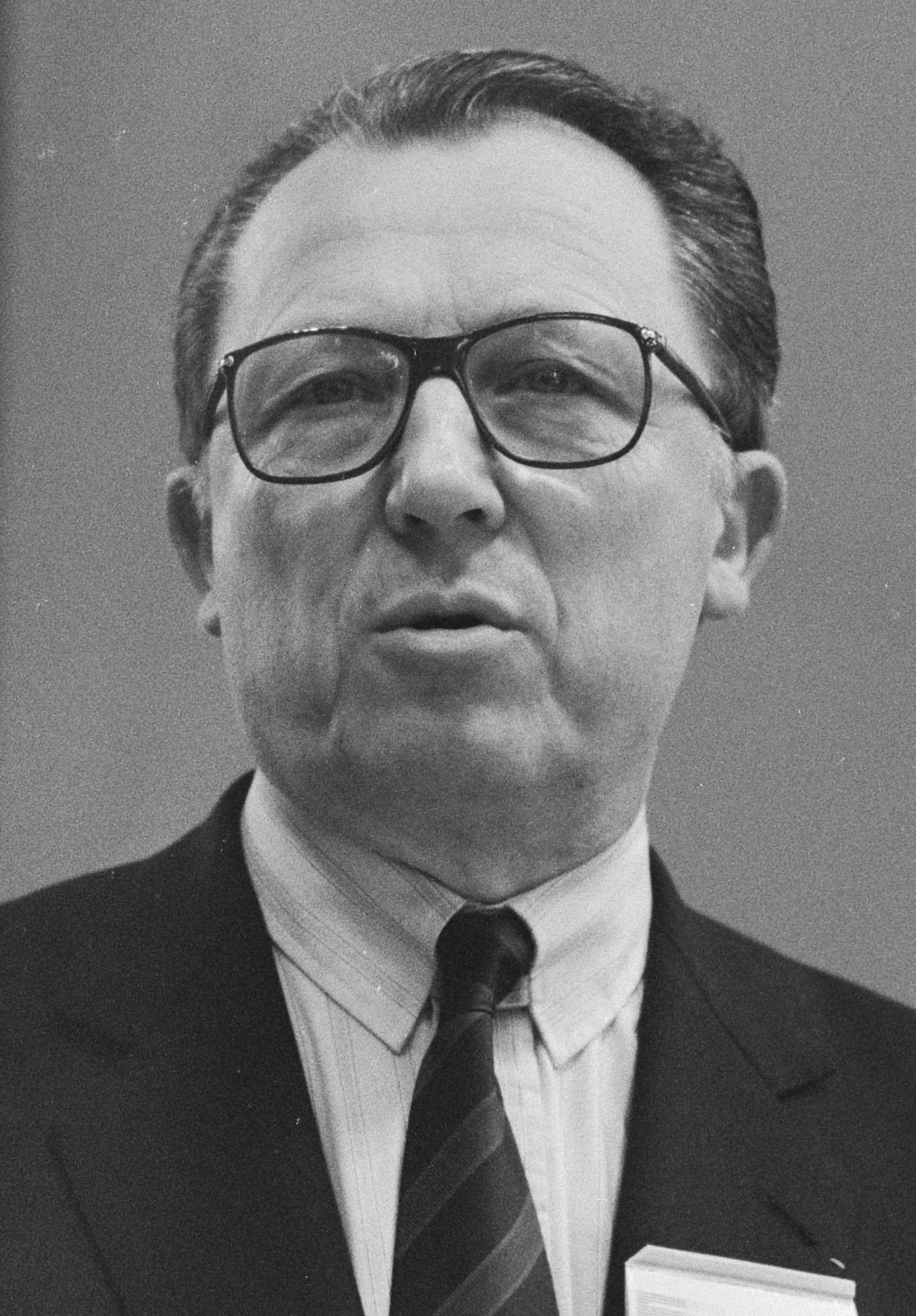
Жак Делор

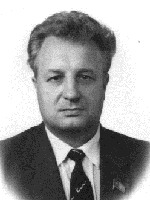
Василий Десятников

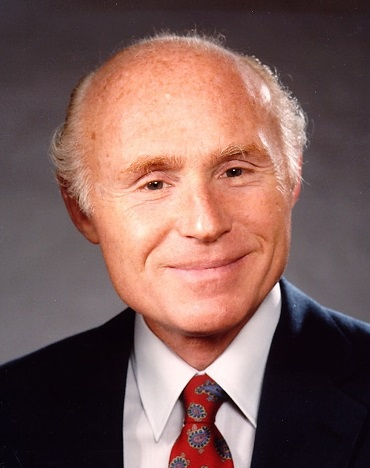
Герб Коль

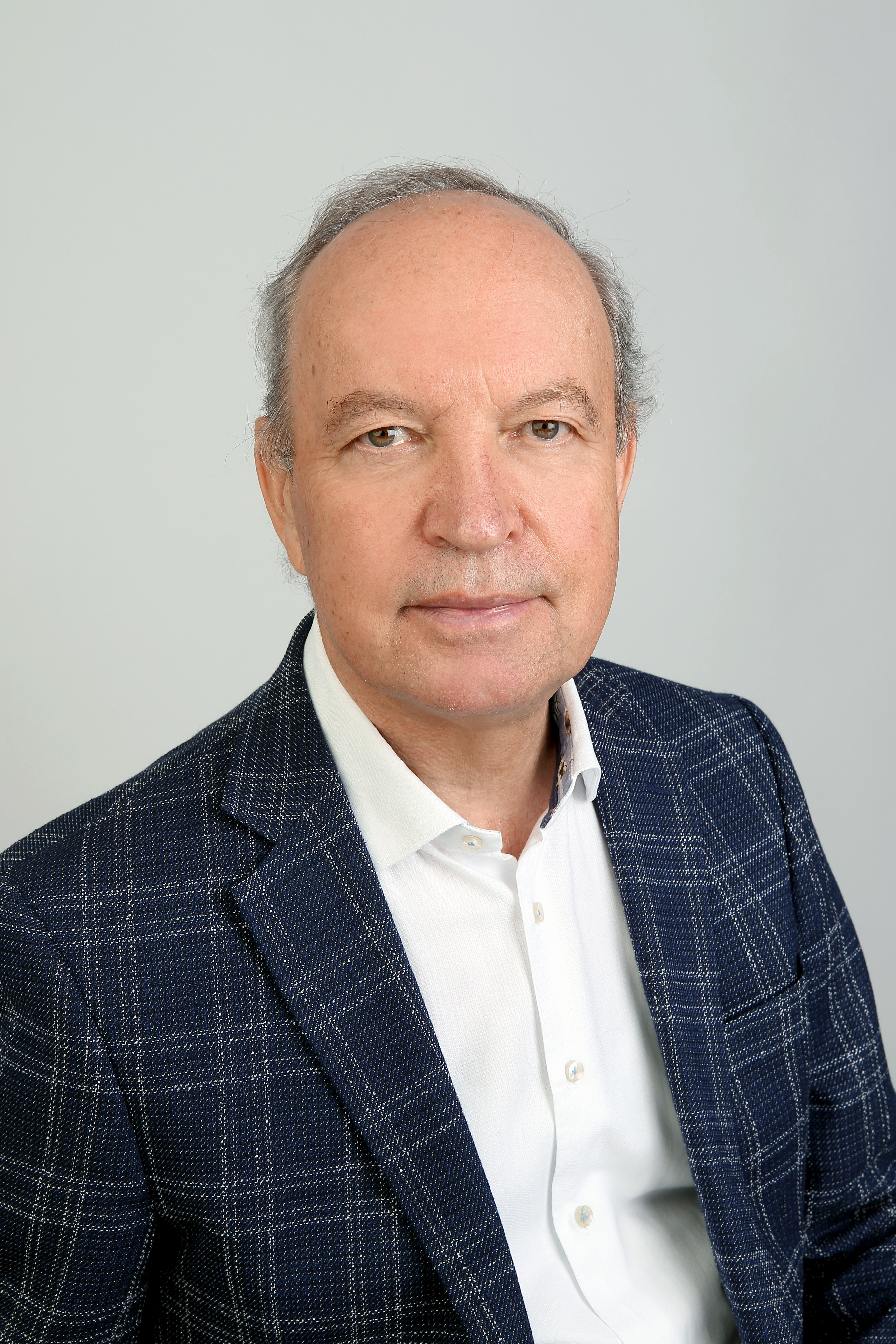
Владимир Наводнов

- Акередолу, Ротими[англ.] (67) — нигерийский политический деятель, губернатор штата Ондо (с 2017 года)[56].
- Аманбаев, Толобек (84) — советский передовик сельского хозяйства, Герой Социалистического Труда (1991)[57].
- Арабов, Юрий Николаевич (69) — советский и российский прозаик, поэт и сценарист, заслуженный деятель искусств Российской Федерации (1999)[58].
- Бесчастнов, Пётр Николаевич (45) — российский фотохудожник и искусствовед[59].
- Глок, Гастон (94) — австрийский инженер и предприниматель, основатель компании Glock[60].
- Дарчхавна (87) — индийский историк и писатель[61].
- Делор, Жак (98) — французский и европейский политический деятель, министр экономики и финансов (1981—1984), депутат Европейского парламента (1979—1981), председатель Европейской комиссии (1985—1995)[62].
- Десятников, Василий Алексеевич (81) — советский и российский политик, глава администрации Кировской области (1991—1996), депутат Государственной думы (1998—2000)[63].
- Ефимов, Анатолий Степанович (84) — советский и российский партийный и государственный деятель, первый секретарь Навоийского обкома Компартии Узбекистана (1986—1988), второй секретарь ЦК КП Узбекистана (1989—1991), народный депутат СССР (1989—1991)[64].
- Карре, Жюльетт[фр.] (90) — французская актриса[65].
- Коль, Герб (88) — американский политик, сенатор (1989—2013)[66].
- Коржов, Дмитрий Васильевич (52) — русский поэт, писатель и литературный критик[67].
- Лайна, Мария[греч.] (76) — греческая поэтесса[68].
- Ли Сон Гюн (48) — южнокорейский актёр; самоубийство[69].
- Маклин, Джек[англ.] (78) — британский журналист[70].
- Наабба, Гали Умар[англ.] (65) — нигерийский политик, спикер Палаты представителей (1999—2003)[71].
- Наводнов, Владимир Григорьевич (71) — советский и российский учёный в области информационных технологий[72].
- Нгема, Мбонгени[англ.] (67) — южноафриканский писатель, драматург и композитор; ДТП[73].
- Сантуш, Одете[порт.] (82) — португальский политик, член Ассамблеи (1980—2007)[74].
- Феррейра, Патрисия[исп.] (65) — испанская сценаристка и кинорежиссёр[75].

## 26 декабря

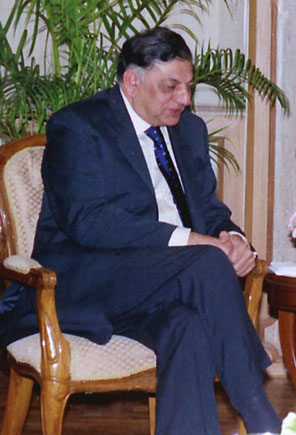
Риаз Хохар

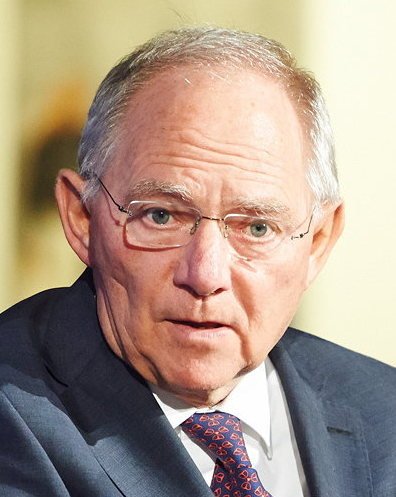
Вольфганг Шойбле

- Гуадьяна Тихерина, Армандо[исп.] (77) — мексиканский политик, сенатор (2018—2023)[76].
- Макнот-Мендли, Лесли[англ.] (59) — швейцарская спортсменка-конница, серебряный призёр Олимпийских игр в командном конкуре (2000)[77].
- Мехлих, Рональд[пол.] (54) — польский атлет[78].
- Окуян, Яшар[тур.] (73) — турецкий журналист, писатель и политик, министр труда и социального обеспечения (1999—2002), депутат Великого национального собрания (1996—2002)[79].
- Родоман, Борис Борисович (92) — советский и российский географ и теоретик географии[80].
- Сальми Манджа[англ.] (86) — малайзийская журналистка, поэтесса и писательница[81].
- Фернандес, Джон[малайск.] (82) — малайзийский политик, депутат Парламента (2008—2013)[82].
- Хохар, Риаз (80) — пакистанский политический деятель и дипломат, федеральный секретарь Министерства иностранных дел (2002—2005), посол в США (1997—1999) и Китае (1999—2002)[83].
- Шамшурин, Валерий Анатольевич (84) — советский и российский поэт и писатель, заслуженный работник культуры Российской Федерации (1998)[84].
- Шойбле, Вольфганг (81) — немецкий государственный деятель, министр внутренних дел (1989—1991, 2005—2009), министр финансов (2009—2017) ФРГ, депутат (с 1972) и председатель бундестага (2017—2021)[85].
- Энембе, Лукас[индон.] (56) — индонезийский политик, губернатор провинции Папуа (2013—2023)[86].

## 25 декабря
- Бен-Арье, Йегошуа[ивр.] (95) — израильский географ, ректор Еврейского университета в Иерусалиме (1993—1997)[87].
- Власов, Евгений Дмитриевич (90) — советский мотогонщик, многократный чемпион СССР и России[88].
- Купцов, Василий Николаевич (71) — российский деятель органов охраны общественного порядка, начальник МУРа (1994—1996)[89].
- Лорье, Ален[фр.] (79) — французский футболист и менеджер, участник Олимпийских игр (1968)[90].
- Риккомини, Эудженио[итал.] (87) — итальянский искусствовед[91].
- Сеидов, Язгельды Велиевич (91) — советский режиссёр[92].
- Сёмин, Юрий Юрьевич (73) — российский юрист, прокурор Москвы (2006—2011), государственный советник юстиции 2-го класса[93].
- Фишер, Элиза[фр.] (75) — французская журналистка и писательница[94].
- Франклин, Ричард[англ.] (87) — британский актёр и режиссёр[95].
- Царёв, Борис Михайлович (87) — советский и российский военно-морской деятель, контр-адмирал (1981)[96].

## 24 декабря

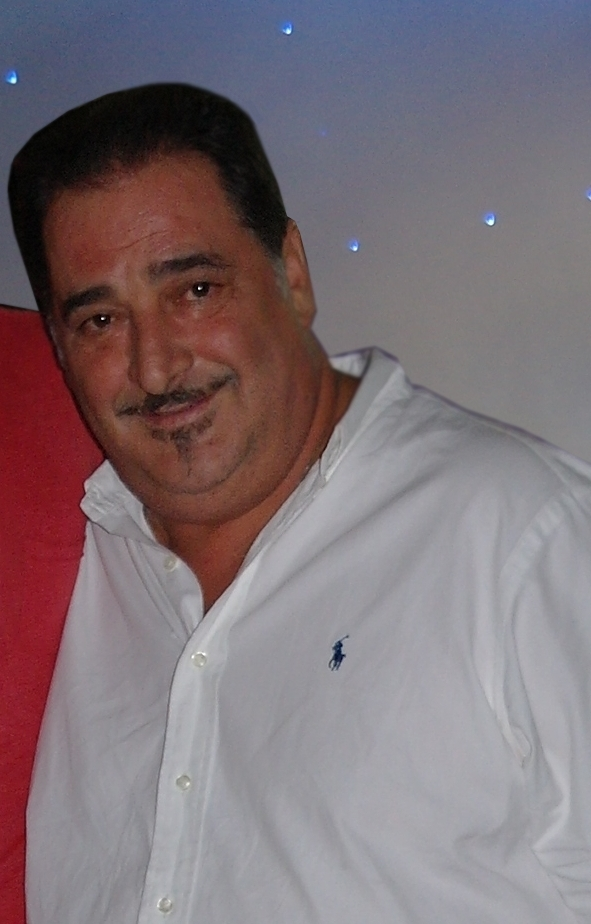
Василис Каррас

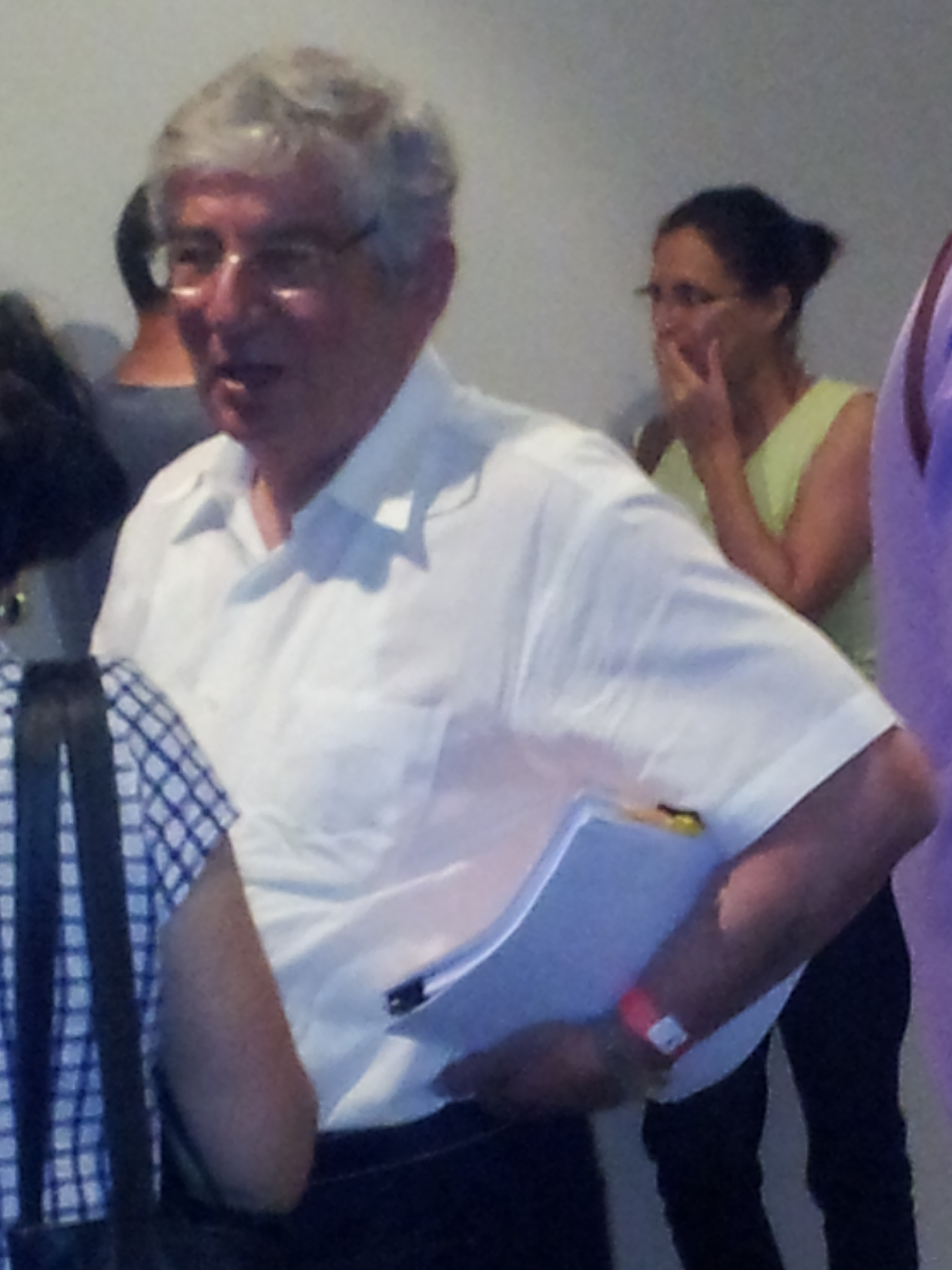
Давид Либаи

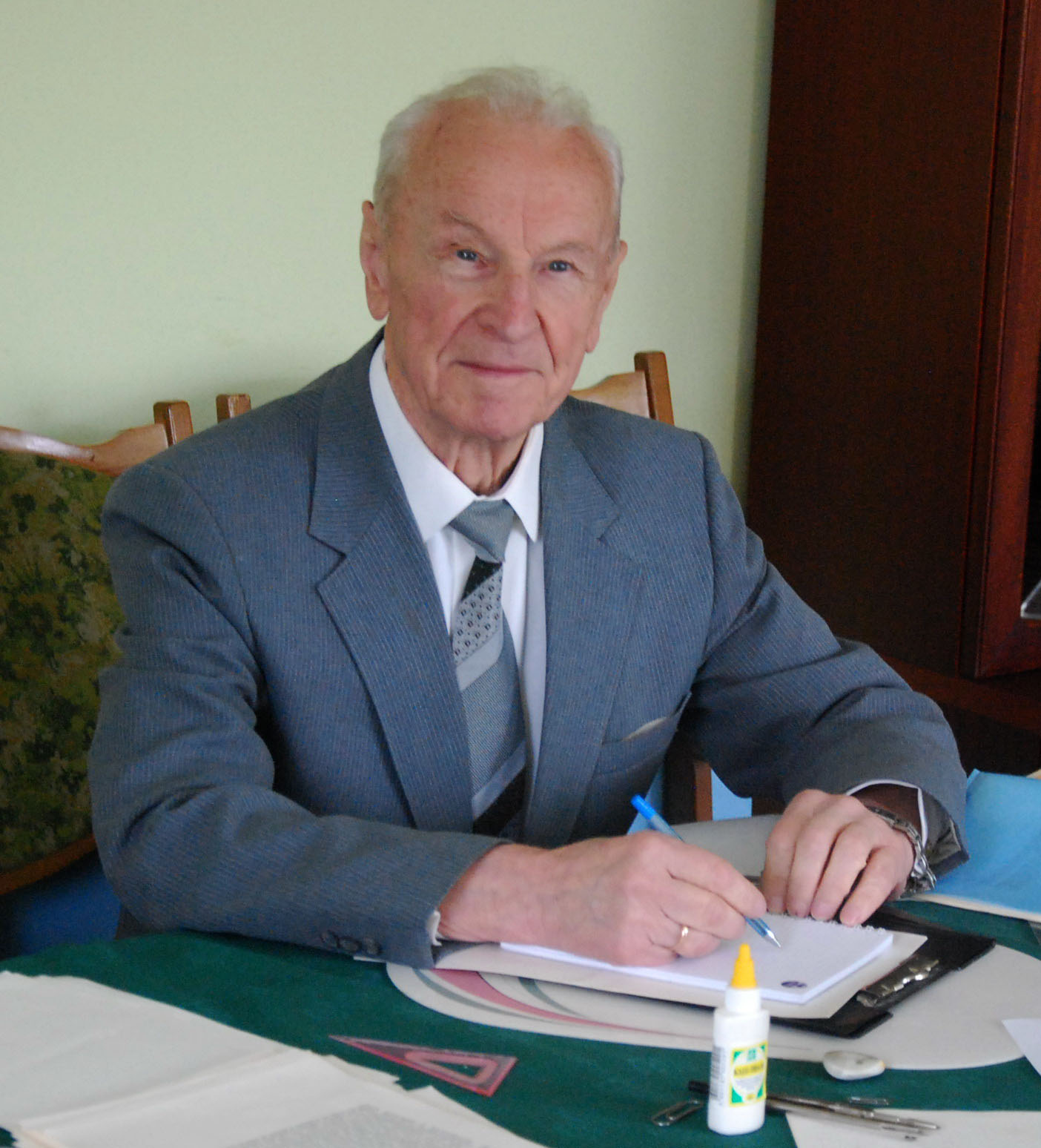
Казимерас Рагульскис

- Биктагиров, Искандер Исмагилович (72) — советский и российский певец, народный артист Татарстана (2000)[97].
- Гурулёв, Альберт Семёнович (89) — русский прозаик и поэт[98].
- Де Лос Рейес, Камар[англ.] (56) — пуэрто-риканский актёр[99].
- Кадри, Нисар[англ.] (82) — пакистанский актёр[100].
- Каррас, Василис (70) — греческий певец, исполнитель в жанре лаика[101].
- Кодиппили, Рекс[англ.] (85) — ланкийский актёр[102].
- Либаи, Давид (89) — израильский политик, министр юстиции (1992—1996) и внутренних дел (1995)[103].
- Мохаммади, Мелика[перс.] (23) — иранская футболистка, игрок национальной сборной; ДТП[104].
- Паркер, Элис[англ.] (98) — американский композитор, аранжировщик и дирижёр[105].
- Рагульскис, Казимерас Миколович (97) — советский и литовский инженер-механик, член-корреспондент РАН (1991; член-корреспондент АН СССР с 1987)[106].
- Таппонье, Поль[фр.] (76) — французский геолог[107].
- Фейль, Наоми[англ.] (91) — американский геронтолог[108].

## 23 декабря

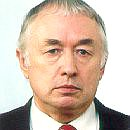
Мурад Кажлаев

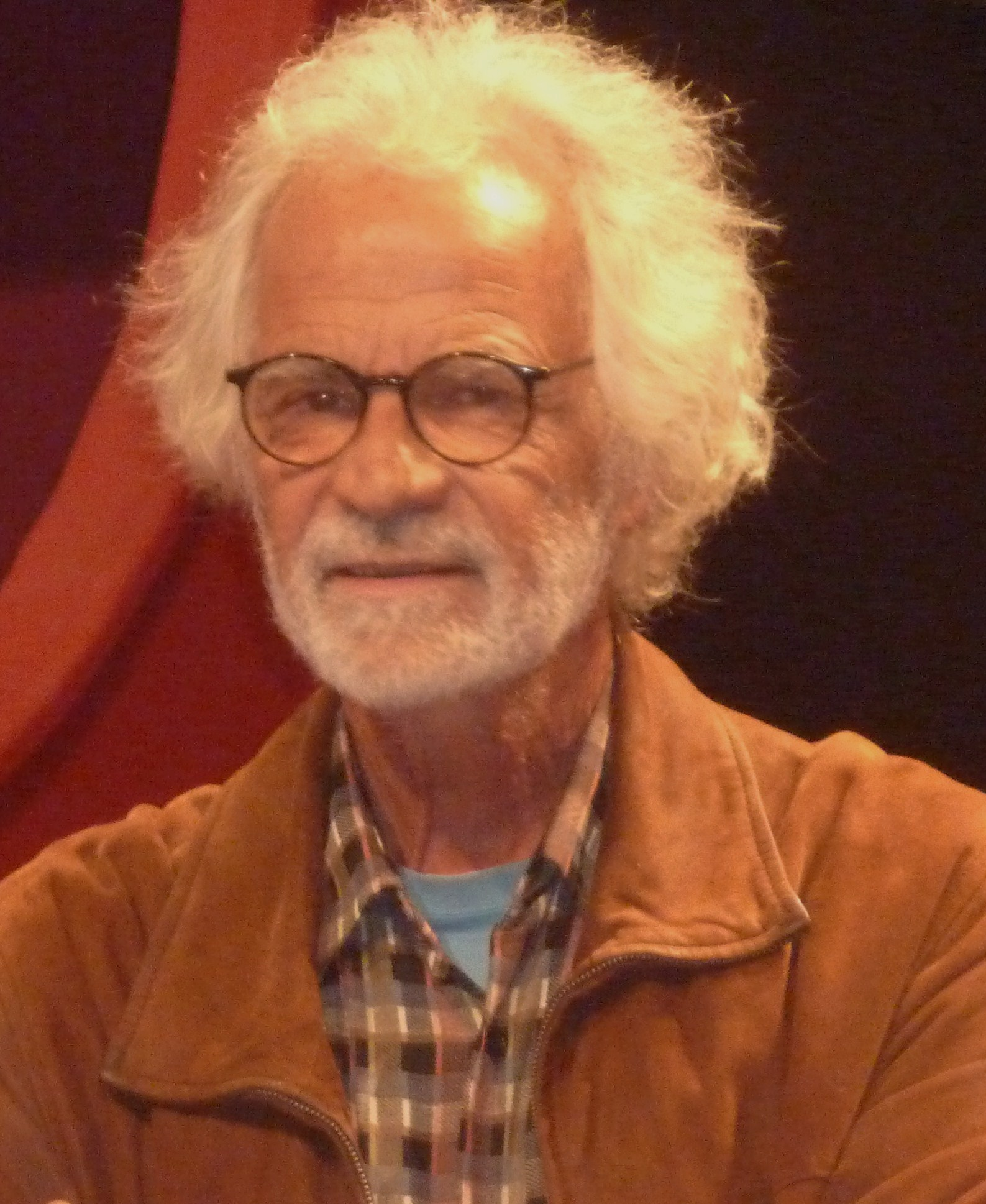
Франк Кассанти

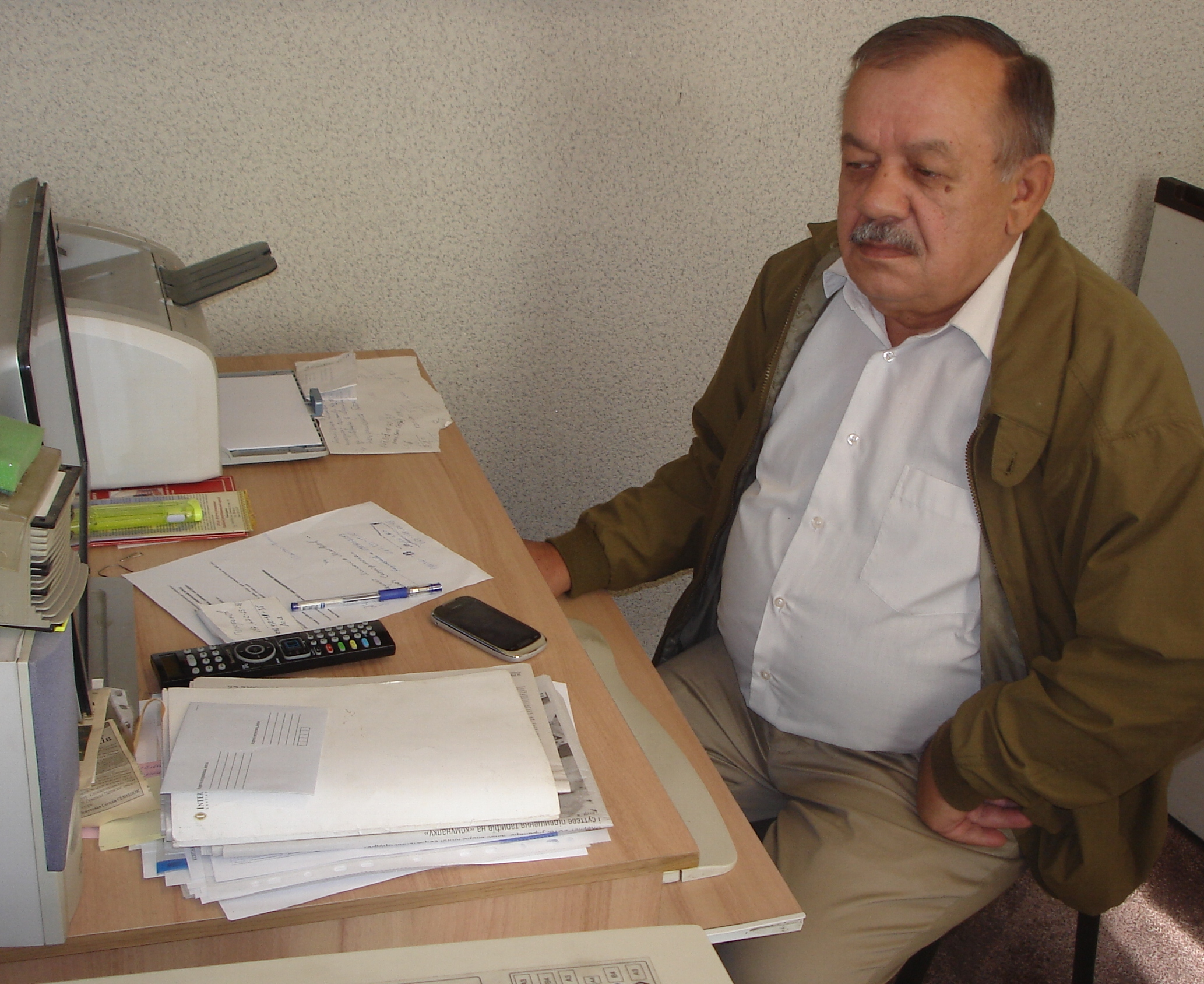
Роман Круцик

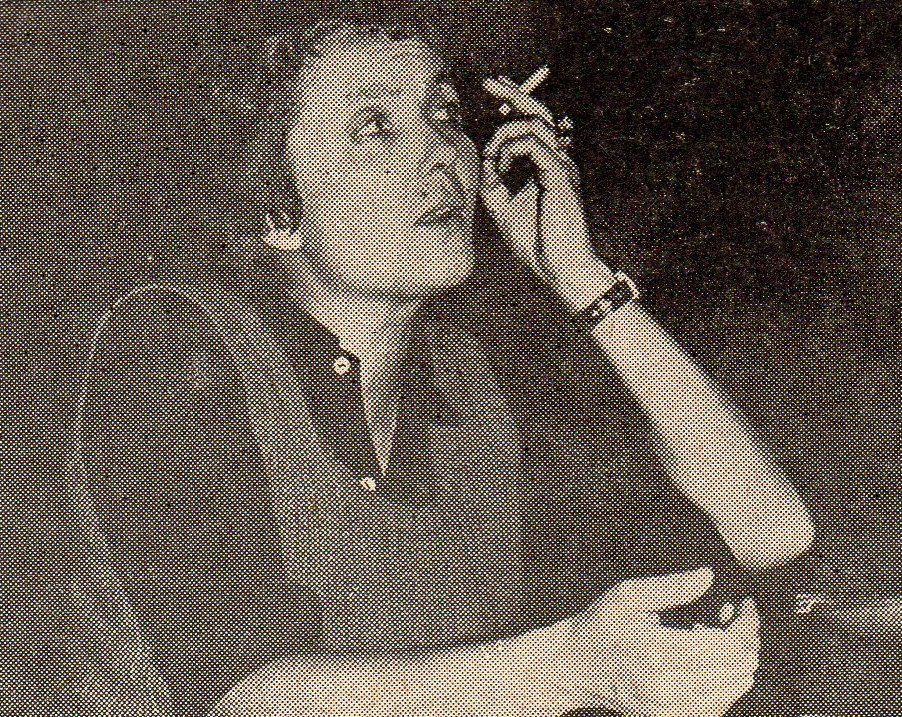
Изабелла Цивиньская

- Альмейда, Иван[исп.] (45) — парагвайский футболист и футбольный тренер[109].
- Бем, Бернард (87) — польский футболист[110].
- Бонда Мани[англ.] (60) — индийский актёр[111].
- Кажлаев, Мурад Магомедович (92) — советский и российский композитор и дирижёр, народный артист СССР (1981), Герой Труда Российской Федерации (2021), депутат Государственной думы (1993—1996)[112].
- Кассанти, Франк (78) — французский сценарист, кинооператор и кинорежиссёр[113].
- Круцик, Роман Николаевич (78) — украинский политик, депутат Верховной рады (1994—1998)[114].
- Самбой Лим[англ.] (61) — филиппинский баскетболист[115].
- Лойко, Пётр Фёдорович (84) — советский и российский специалист в области экономики земельных отношений, член-корреспондент РАСХН (1999—2014), член-корреспондент РАН (2014)[116].
- Льюис, Дежумо[англ.] (80) — нигерийский актёр[117].
- Нуссбаум, Майк (99) — американский актёр и режиссёр[118].
- Поуп Эл, Уильям (68) — американский художник[119].
- Рэдулеску, Михаэль (80) — румыно-немецкий композитор и органист[120].
- Славнов, Дмитрий Алексеевич (88) — советский и российский физик-теоретик, заслуженный профессор МГУ имени М. В. Ломоносова[121].
- Сполан, Олег Юрьевич (57) — белорусский спортсмен и спортивный функционер, председатель Федерации парусного спорта Беларуси (с 2019)[122].
- Хеффермель, Фредрик[норв.] (85) — норвежский общественный деятель, глава Норвежского совета мира (1988—2004)[123].
- Цывиньская, Изабелла (88) — польский кино- и театральный режиссёр и кинокритик[124].
- Черных, Алексей Владимирович (43) — российский актёр[125].
- Эйнесворт, Хью[англ.] (92) — американский журналист и писатель[126].
- Эфрат, Эхуд[ивр.] (99) — израильский полковник, военный атташе в Турции[127].
- Ютанов, Николай Юрьевич (64) — российский писатель-фантаст, футуролог и издатель[128].

## 22 декабря

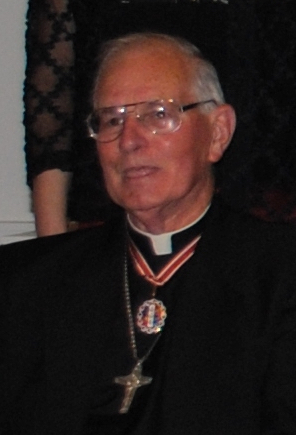
Томас Уильямс

- Будников, Александр Викторович (72) — советский и российский военачальник, командир ОДОН (1993—1995), генерал-полковник (2008)[129].
- Имроз[англ.] (97) — индийский художник и поэт[130].
- Кауас, Хорхе[исп.] (89) — чилийский экономист и политик, министр финансов Чили (1974—1976)[131].
- Левенбук, Александр Семёнович (90) — советский и российский актёр и режиссёр, художественный руководитель московского еврейского театра «Шалом» (1988—2021), народный артист Российской Федерации (2004)[132].
- Респондек, Кшиштоф[пол.] (54) — польский актёр, певец и артист кабаре[133].
- Романи, Амара (30) — американская порноактриса[134].
- Сарди, Армандо[итал.] (83) — итальянский легкоатлет-спринтер, участник Олимпийских игр (1960)[135].
- Сонаване, Пратап Нарайянрао[англ.] (75) — индийский политик, член Лок сабхи (2009—2014)[136].
- Сохо, Гарли[исп.] (24) — венесуэльский баскетболист[137].
- Тезини, Джанкарло[итал.] (94) — итальянский политик, министр транспорта (1992—1993) и депутат Палаты депутатов (1972—1992)[138].
- Уильямс, Томас Стэффорд (93) — новозеландский кардинал, архиепископ Веллингтона (1979—2005)[139].
- Чернавский, Алексей Викторович (85) — российский математик, сотрудник Института проблем передачи информации РАН, профессор МГУ[140].
- Шеворошкин, Виталий Викторович (91) — советский и американский языковед[141].
- Штегер, Ингрид[нем.] (76) — немецкая актриса[142].

## 21 декабря

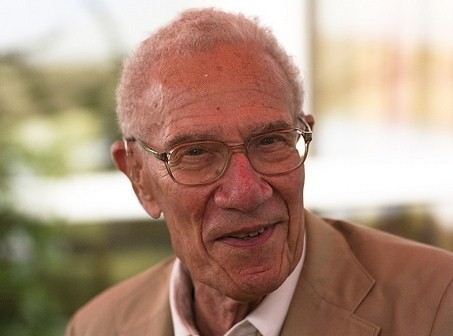
Роберт Солоу

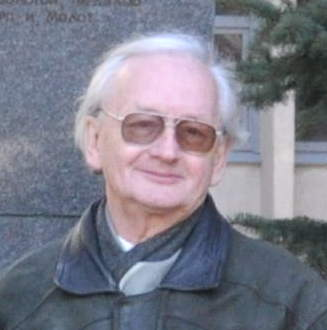
Алексей Старобинский

- Аверьянова, Элви Валентиновна (85) — российский музейный работник, директор музея-заповедника «Кижи» (1999—2013)[143].
- Арутюнов, Сергей Александрович (91) — советский и российский этнолог, член-корреспондент РАН (1991; член-корреспондент АН СССР с 1990)[144].
- Баррос, Кармен[исп.] (98) — чилийская актриса и певица[145].
- Видес Касанова, Карлос Эухенио[исп.] (86) — сальвадорский военный деятель, глава национальной гвардии (1979—1983), министр национальной обороны (1983—1989)[146].
- Главкова, Ленка (49) — чешский музыковед; убийство[147].
- Доброхотова, Тамара Амплиевна (94) — советский и российский учёный в области нейро- и психохирургии[148].
- Куприянов, Владимир Петрович (82) — советский и российский художник-график, заслуженный художник Российской Федерации (1994)[149].
- Маас, Вильгельм Фридрихович (83) — советский и российский передовик нефтяной промышленности, полный кавалер ордена Трудовой Славы[150].
- Матвеев, Борис Иванович (74) — советский и российский актёр, заслуженный артист Российской Федерации (1999)[151].
- Пачеко, Кристина[исп.] (82) — мексиканская журналистка и телеведущая[152].
- Померло, Роже (76) — канадский политик, депутат парламента (1993—1997, 2008—2011)[153].
- Солоу, Роберт (99) — американский экономист, член НАН США (1972), лауреат Нобелевской премии по экономике (1987)[154].
- Старобинский, Алексей Александрович (75) — российский физик-теоретик, академик РАН (2011)[155].
- Хабермас, Ребекка[нем.] (64) — немецкий историк[156].

## 20 декабря

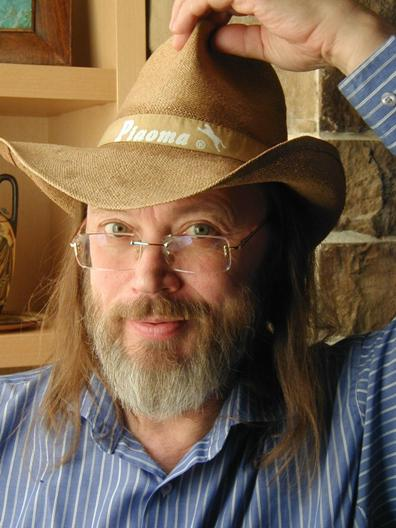
Валерий Сауткин

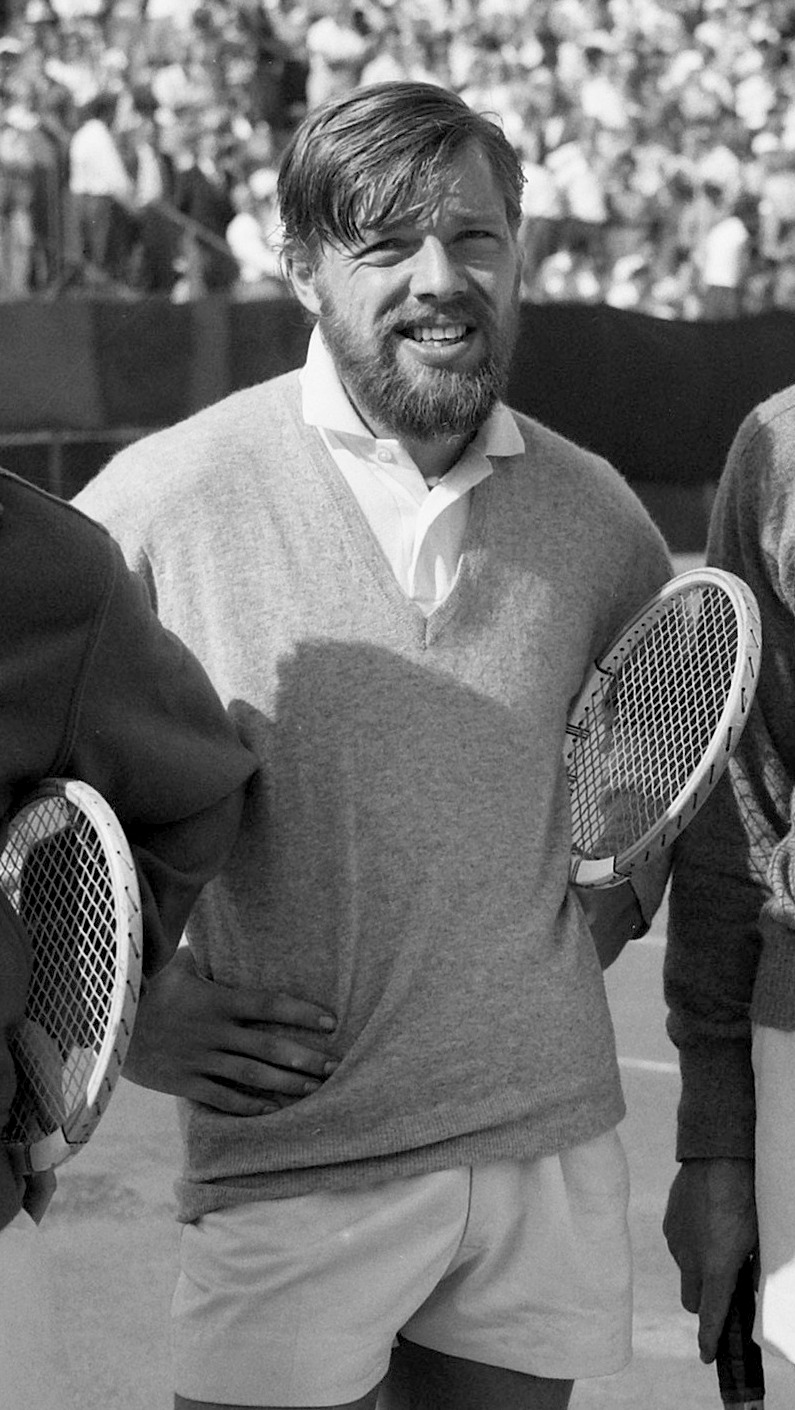
Торбен Ульрих

- Бургос, Антонио[исп.] (80) — испанский журналист и писатель[157].
- Глумов, Иван Фёдорович (87) — советский и российский учёный в области морской геофизики и океанологии[158].
- Госало, Мигель Анхель[исп.] (85) — испанский журналист[159].
- Коццо, Франко[англ.] (87) — австралийский бизнесмен[160].
- Рыжов, Сергей Григорьевич (79) — советский и российский актёр, заслуженный артист Российской Федерации (2004)[161].
- Сауткин, Валерий Вениаминович (80) — русский поэт-песенник[162].
- Сметс, Харри[нидерл.] (63) — нидерландский католический прелат, епископ Рурмонда (2018—2023)[163].
- Ульрих, Торбен (95) — датский теннисист и музыкант, отец Ларса Ульриха[164].
- Федюк, Владимир Павлович (68) — российский историк[165].
- Хейс, Филип[англ.] (83) — американский политик, член Палаты представителей США (1975—1977)[166].

## 19 декабря

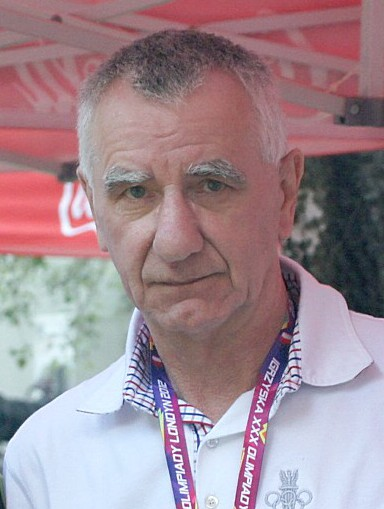
Януш Гортат

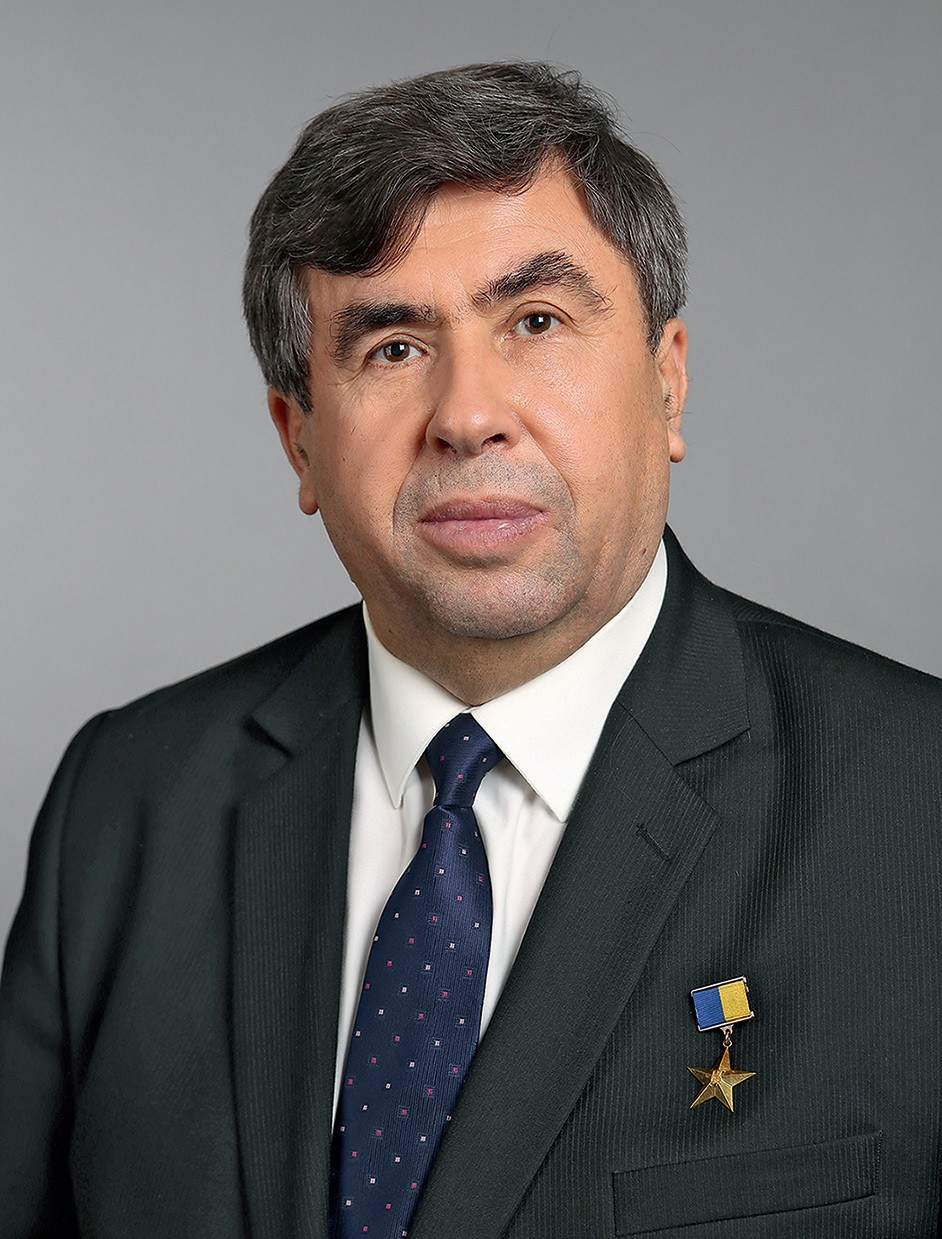
Владимир Дидкивский

- Александр (Пападопулос) (87) — иерарх Элладской православной церкви, митрополит Навпактский и Свято-Власиевский (1984—1995), митрополит Мантинейский и Кинурийский[фр.] (с 1995)[167].
- Арыкан, Джевдет[тур.] (75) — турецкий актёр[168].
- Гортат, Януш (75) — польский боксёр, бронзовый призёр Олимпийских игр (1972, 1976)[169].
- Дидкивский, Владимир Александрович (70) — украинский хозяйственный деятель, директор частной агрофирмы «Ерчики», Герой Украины (2002)[170].
- Йованович, Боро (84) — югославский теннисист, финалист Уимблдонского турнира в мужском парном разряде (1962)[171].
- Казарян, Николай Андреевич (76) — советский футболист, армянский футбольный функционер и тренер, чемпион СССР (1973)[172].
- Рабинович, Пётр Моисеевич (87) — советский и украинский юрист, академик НАПрНУ (2009)[173].
- Руфицкая, Елена Всеволодовна (63) — российская шахматистка[174].
- Цзян Пин (92) — китайский юрист, президент Китайского университета политических наук и права (1988—1990)[175].

## 18 декабря

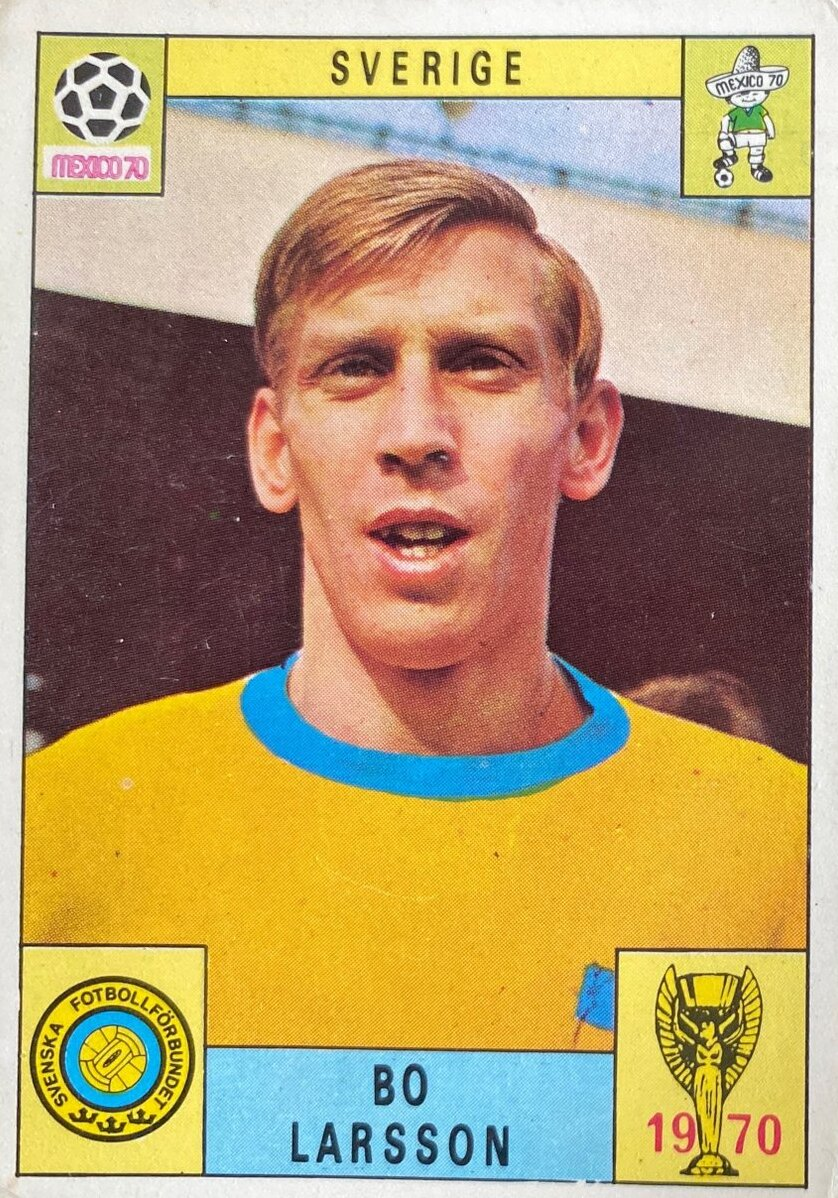
Бу Ларссон

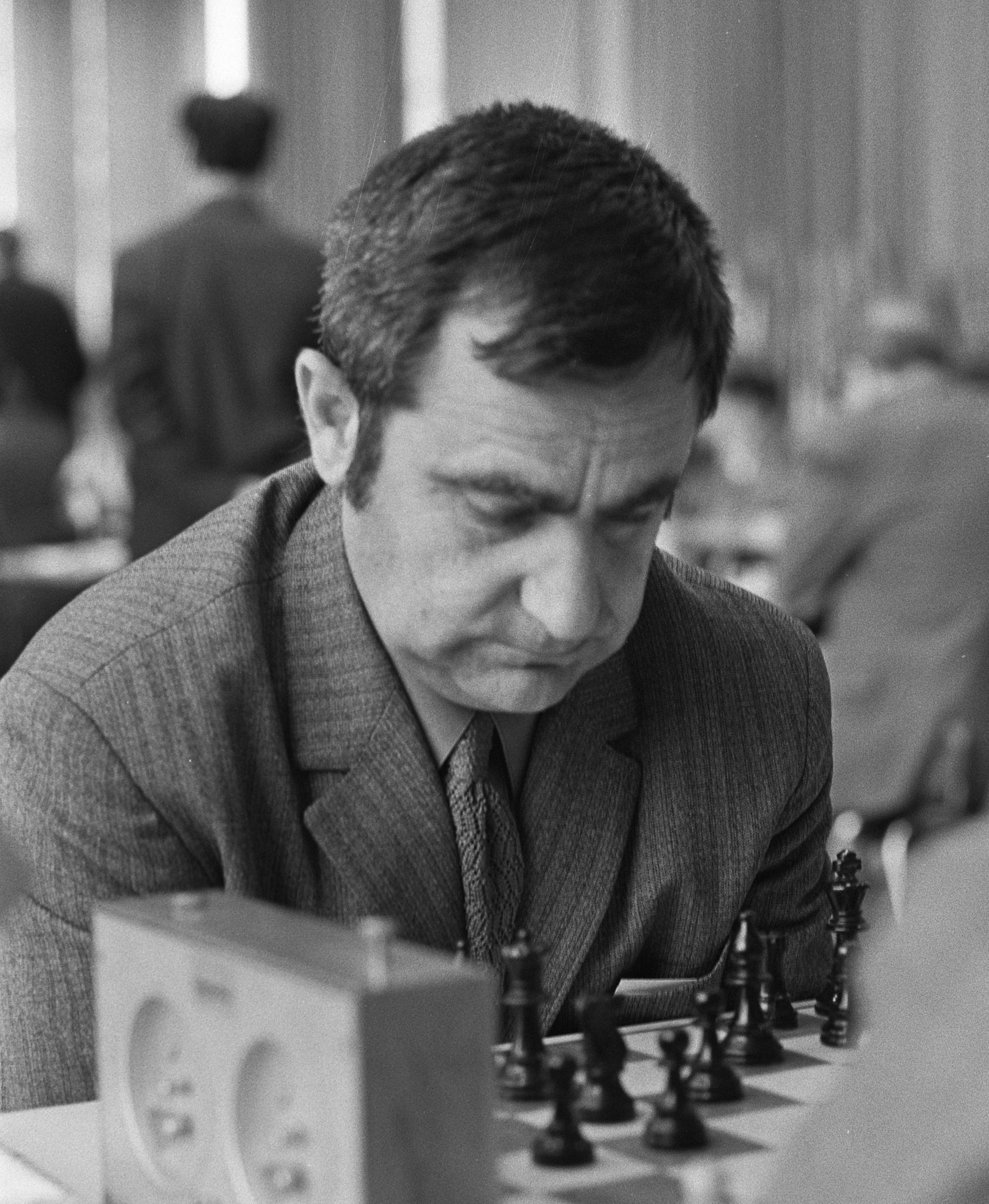
Никола Падевский

- Ансельмо, Джованни (89) — итальянский художник и скульптор[176].
- Гензелис, Бронисловас[лит.] (89) — советский и литовский политический и партийный деятель, народный депутат СССР (1989—1991), депутат Сейма (1992—1996)[177].
- Гринберг, Дэн[англ.] (87) — американский журналист и писатель[178].
- Жигалова, Александра Павловна (94) — советская и российская актриса, народная артистка Российской Федерации (1999)[179].
- Красилов, Дмитрий Игоревич (29) — российский шоумен, танцор и актёр[180].
- Лагунов, Валерий Степанович (81) — советский и российский артист балета, балетный педагог, заслуженный артист РСФСР (1976)[181].
- Ларссон, Бу (79) — шведский футболист, игрок национальной сборной[182].
- Лобода, Владимир Викторович (80) — украинский живописец, график, скульптор и поэт[183].
- Падевский, Никола (90) — болгарский шахматист, гроссмейстер (1964)[184].
- Париджи, Сузанна[итал.] (62) — итальянская певица, автор песен и писательница[185].
- Пейчев, Дмитрий Петрович (80) — молдавский художник и болгарский поэт[186].
- Прайс, Брайан[англ.] (86) — уэльский регбист, игрок национальной сборной[187].
- Родионов, Владимир Евстафьевич (76) — советский и российский спортивный менеджер, тренер, бизнесмен, президент БК «Автодор» (с 1982)[188].
- Ромашина, Михаил Александрович (93) — советский передовик сельского хозяйства, Герой Социалистического Труда (1966)[189].
- Саммер, Карен (61) — американская порноактриса, член залов славы AVN и XRCO[190].
- Уакили, Абдеррахим (53) — марокканский футболист, игрок национальной сборной[191].

## 17 декабря

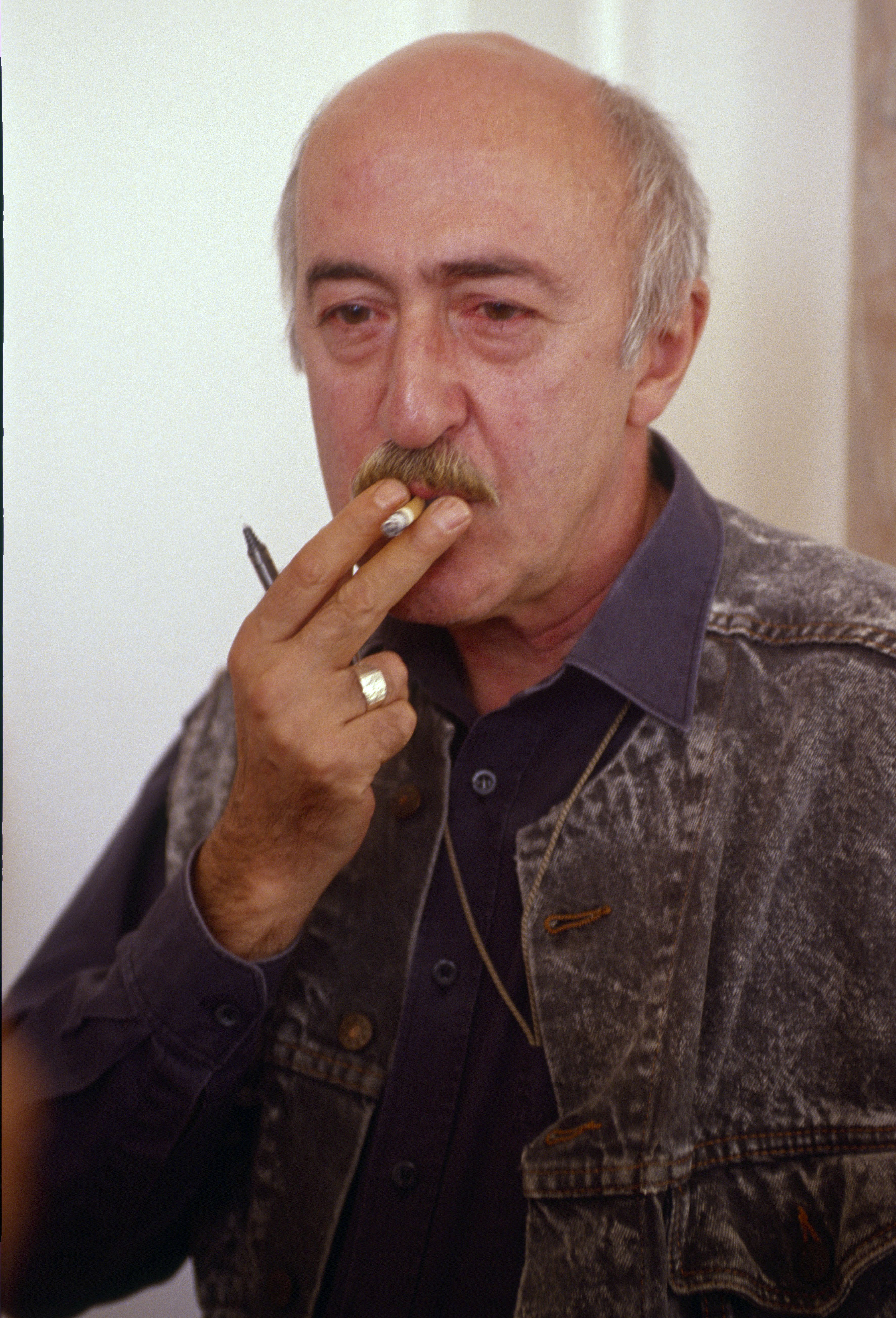
Отар Иоселиани

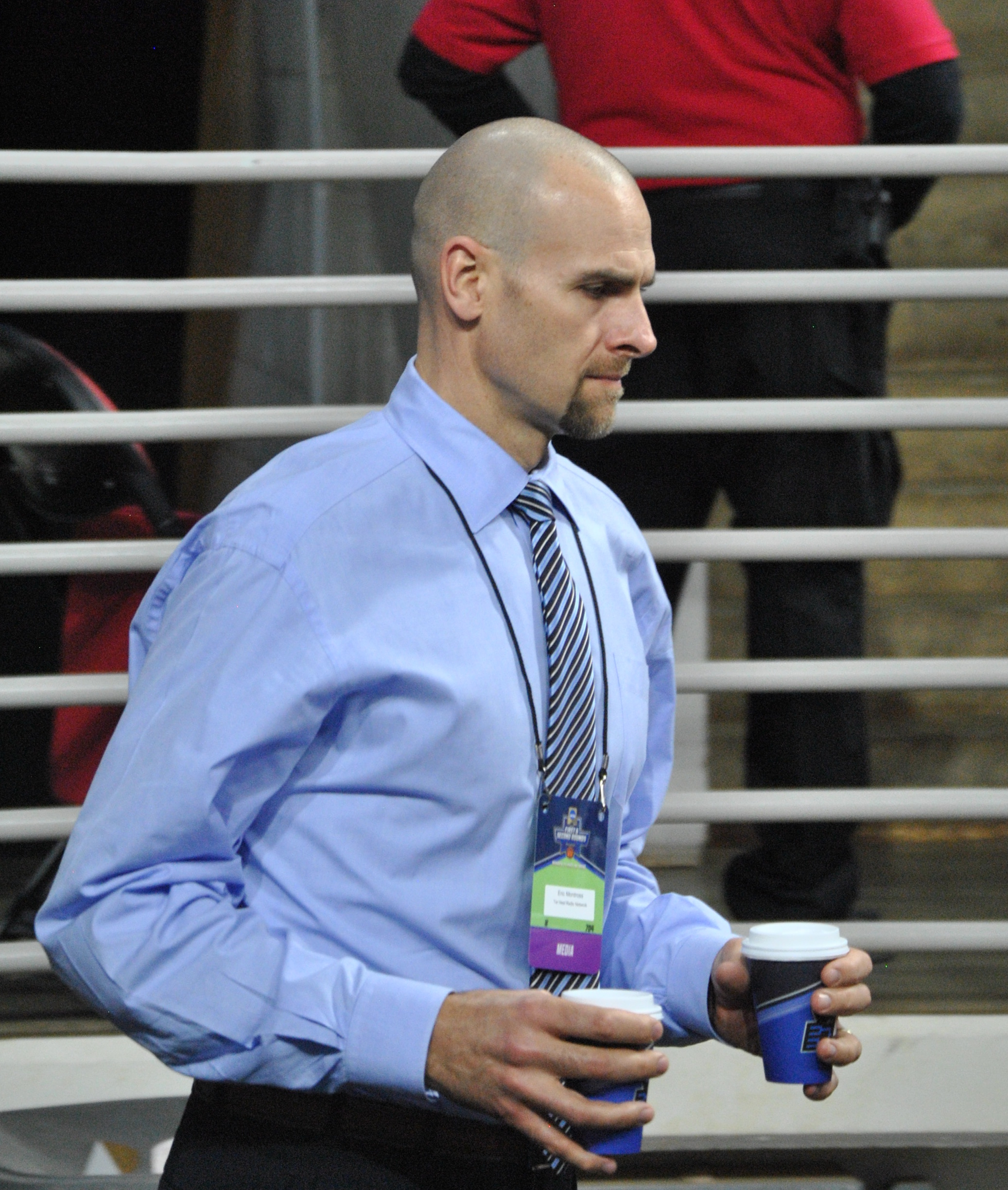
Эрик Монтросс

- Вальдес, Рональдо[англ.] (76) — филиппинский актёр[192].
- Биль, Джон[англ.] (84) — чилийский политический деятель, министр — генеральный секретарь президента Чили (1998—1999)[193].
- Ганкина, Элла Зиновьевна (99) — советский и российский искусствовед[194].
- Ди Кастру, Лука[порт.] (70) — бразильский киноактёр[195].
- Иоселиани, Отар Давидович (89) — советский, грузинский и французский кинорежиссёр, сценарист и актёр, народный артист Грузинской ССР (1984)[196].
- Капустин, Игорь Алексеевич (66) — советский и российский хоккеист[197].
- Климентьева, Таисия Петровна (93) — советский передовик сельского хозяйства, Герой Социалистического Труда (1971)[198].
- Маккэффри, Джеймс (65) — американский актёр[199].
- Мангкусуброто, Кунторо[англ.] (76) — индонезийский политический деятель, министр энергетики (1998—1999)[200].
- Митчелл, Джеймс Кеннет[нем.] (93) — американский инженер-строитель, член Национальной академии наук США (1998)[201].
- Монтросс, Эрик (52) — американский баскетболист[202].
- Сердарис, Ваггелис[греч.] (87) — греческий кинорежиссёр[203].
- Якушева, Галина Викторовна (82) — советский и российский литературовед[204].

## 16 декабря

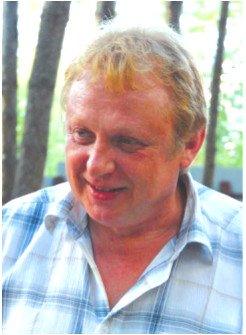
Сергей Калякин

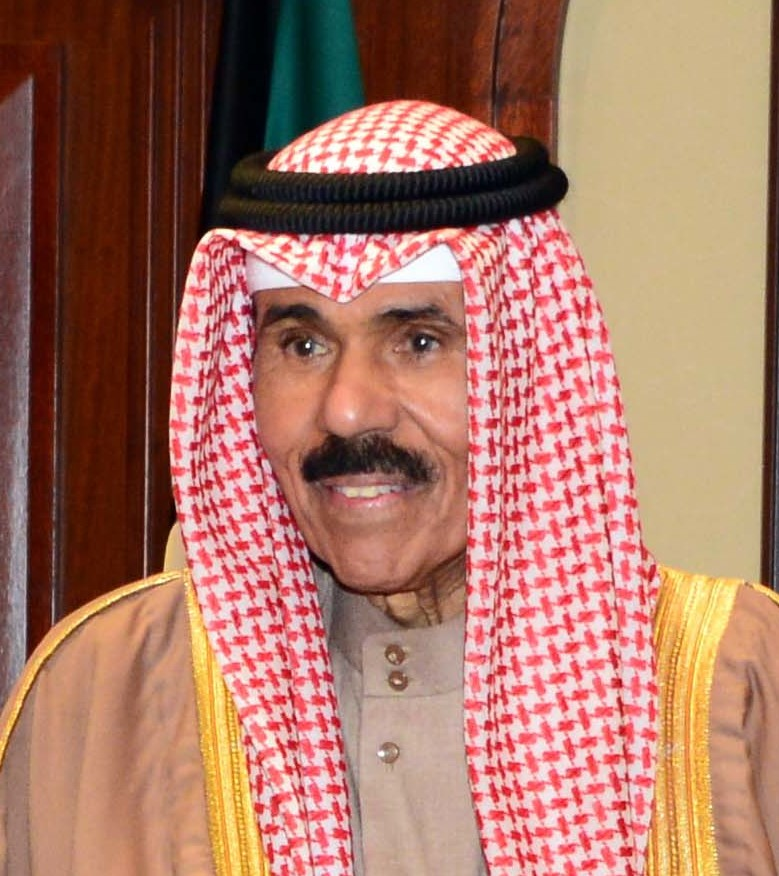
Наваф аль-Ахмед аль-Джабер ас-Сабах

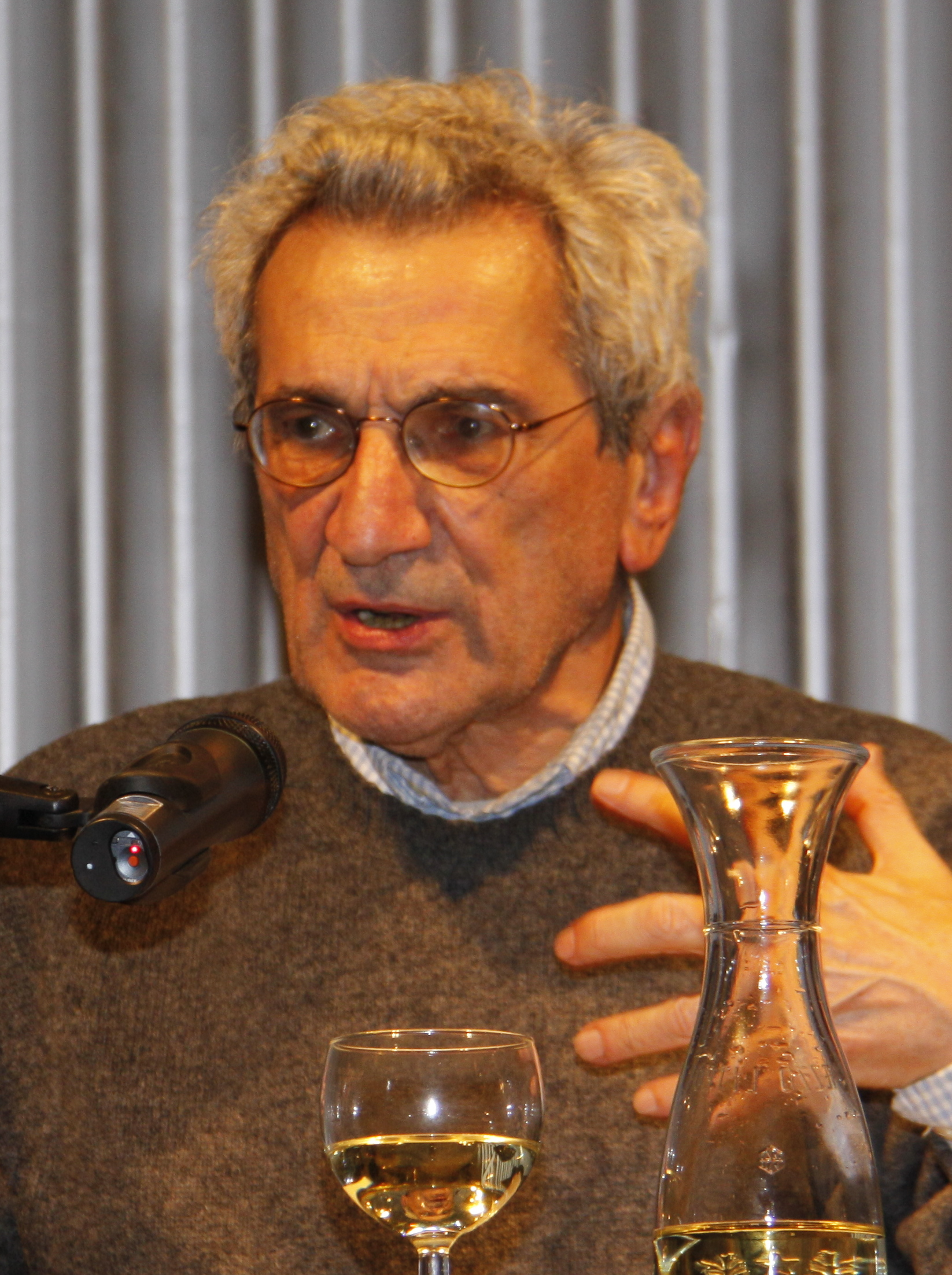
Антонио Негри

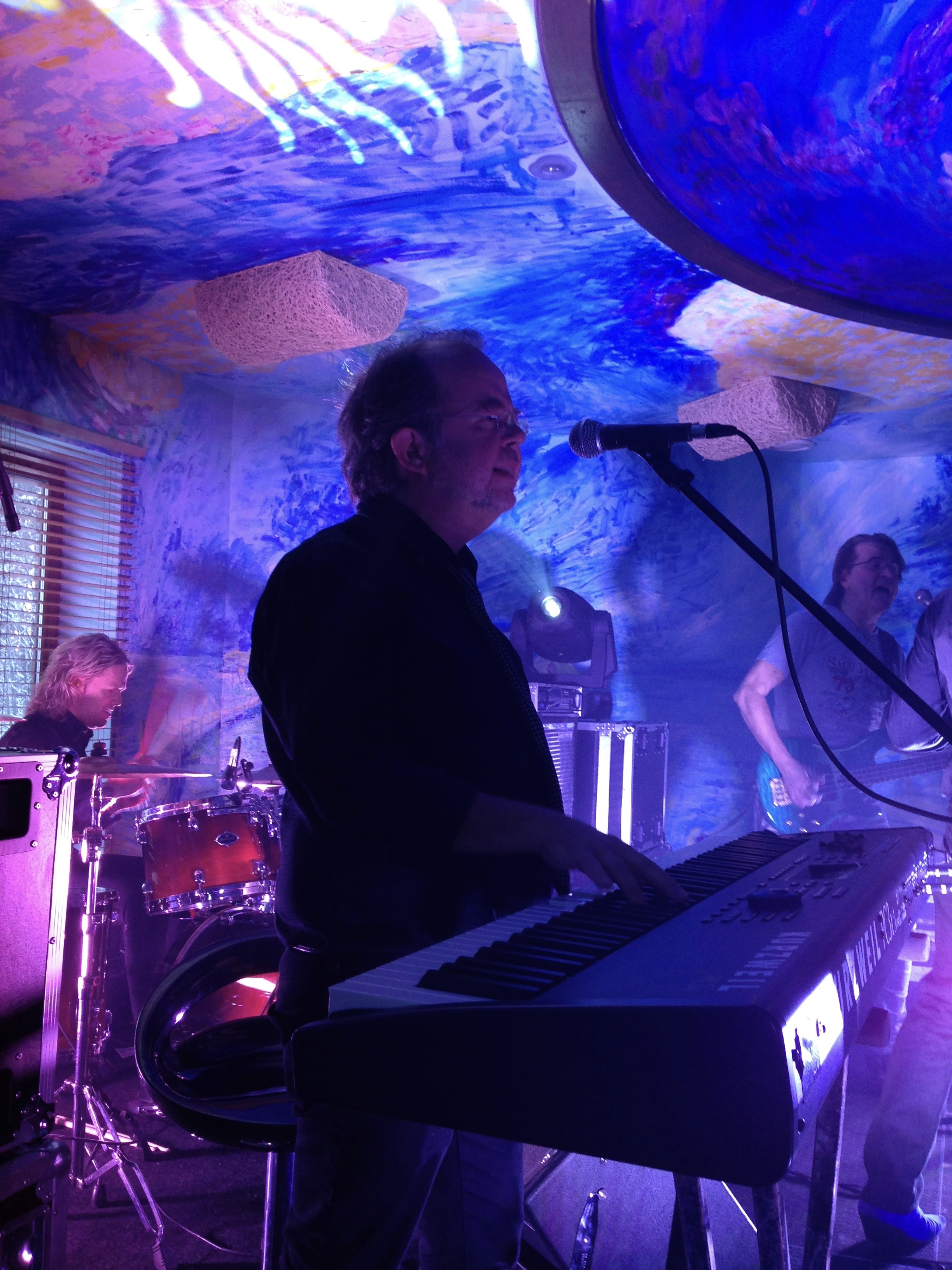
Тим Норелл

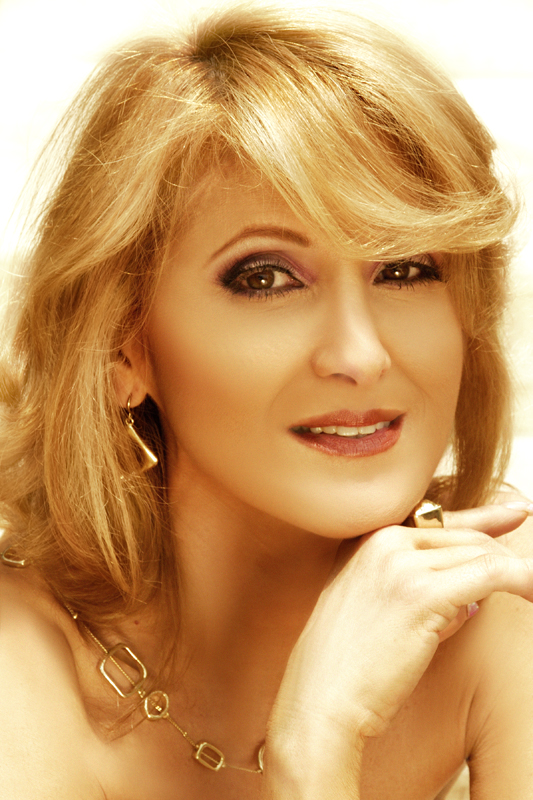
Росита Пелайо

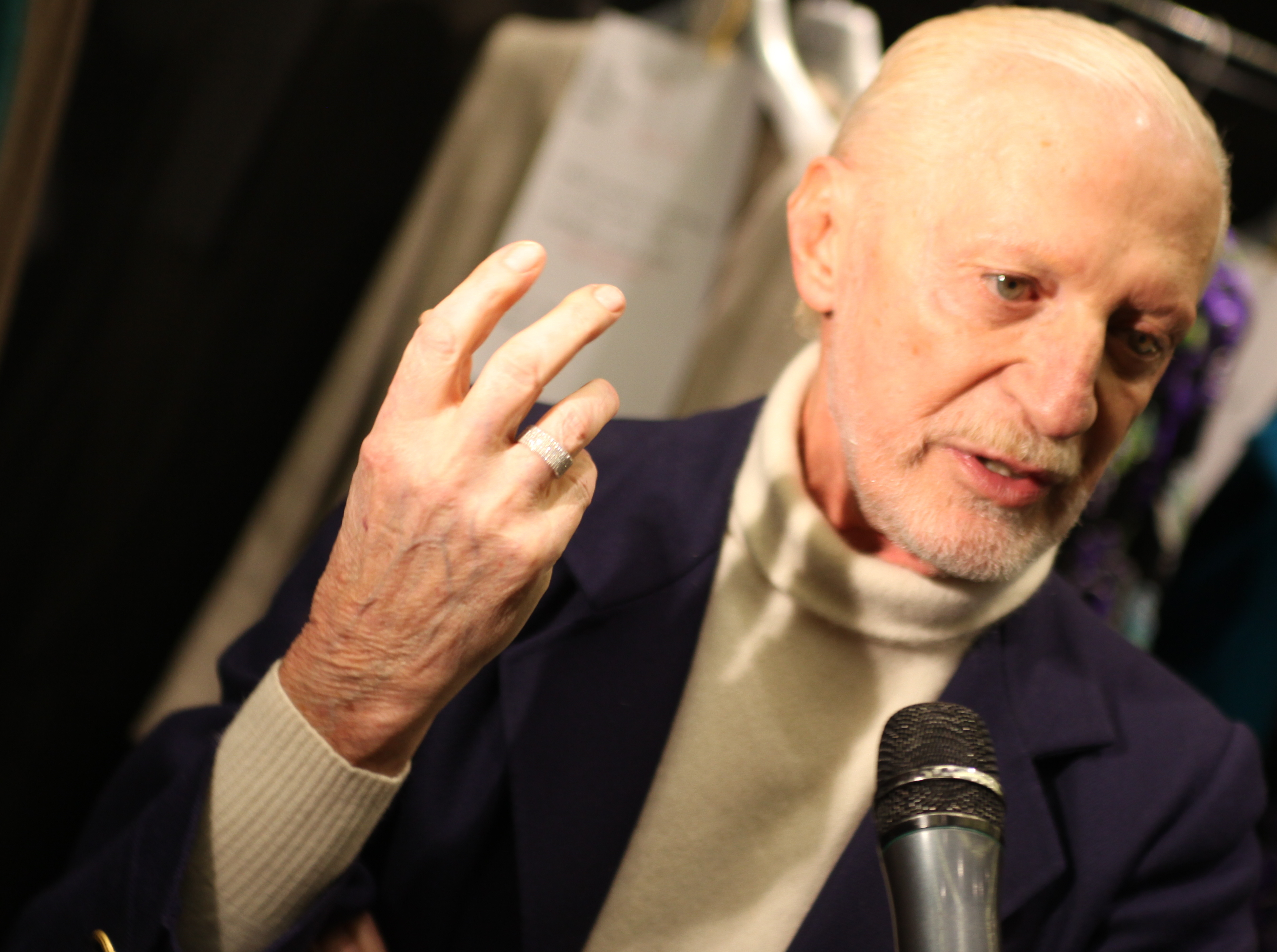
Лоренцо Рива

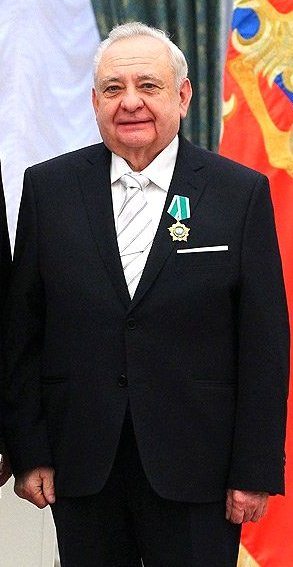
Тадей Эдер

- Авотиньш, Виктор (76) — латвийский поэт и журналист[205].
- Гарбей, Роландо (76) — кубинский боксёр, призёр Олимпийских игр (1968, 1976), чемпион мира (1974)[206].
- Дас, Джаянта[англ.] (54) — индийский актёр[207].
- Зербино, Дмитрий Деонисович (97) — советский и украинский патолог, член-корреспондент НАНУ (1991), академик НАМНУ (2002)[208].
- Калякин, Сергей Георгиевич (60) — советский и российский физик, специалист по ядерной безопасности[209].
- Макаров, Алексей Сергеевич (82) — советский хоккеист, трёхкратный чемпион СССР (1962, 1967, 1969)[210].
- Михалакопулос, Гиоргос[греч.] (85) — греческий актёр и режиссёр[211].
- Наваф аль-Ахмед аль-Джабер ас-Сабах (86) — эмир Кувейта (с 2020)[212].
- Нариманоглу, Кямаль Вели[азерб.] (77) — азербайджанский филолог и политический деятель, вице-премьер (1993)[213].
- Негри, Антонио (90) — итальянский философ и политический деятель[214].
- Норелл, Тим (68) — шведский композитор и музыкант[215].
- Пелайо, Росита (64) — мексиканская актриса[216].
- Рива, Лоренцо (85) — итальянский модельер[217].
- Ряховский, Олег Анатольевич (90) — советский легкоатлет (тройной прыжок), советский и российский учёный[218].
- Сацума, Кэмпатиро[яп.] (76) — японский актёр и каскадёр[219].
- Эдер, Тадей Евстахович (80) — украинский театральный режиссёр, генеральный директор — художественный руководитель Львовского оперного театра (1998—2017)[220].

## 15 декабря

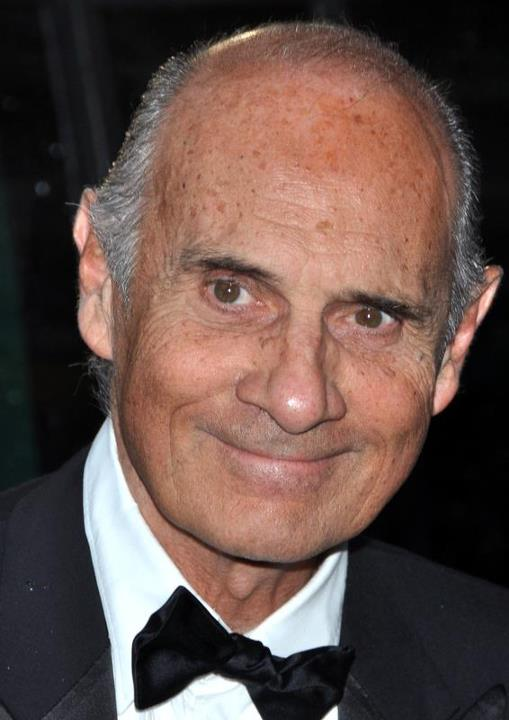
Ги Маршан

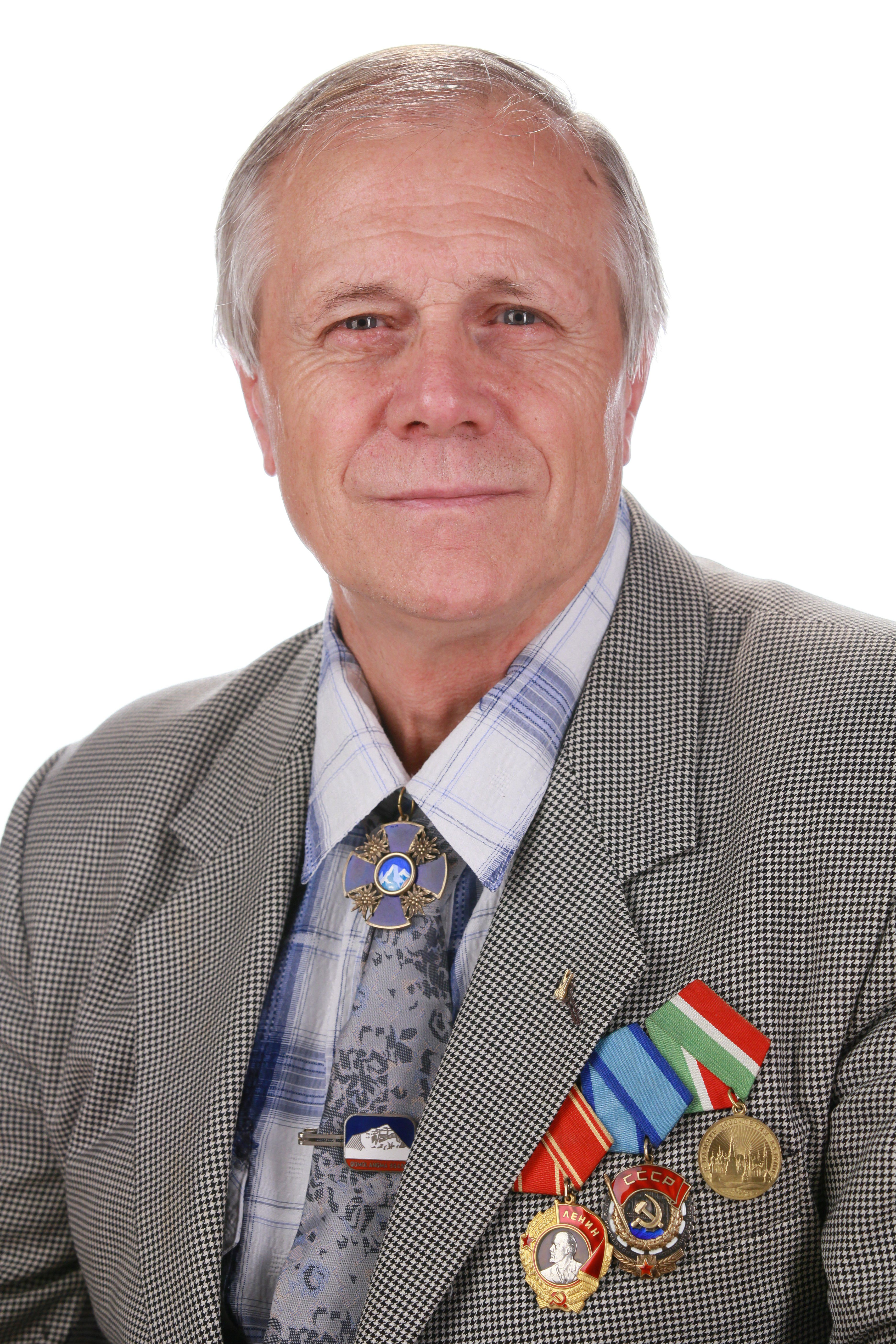
Эдуард Мысловский

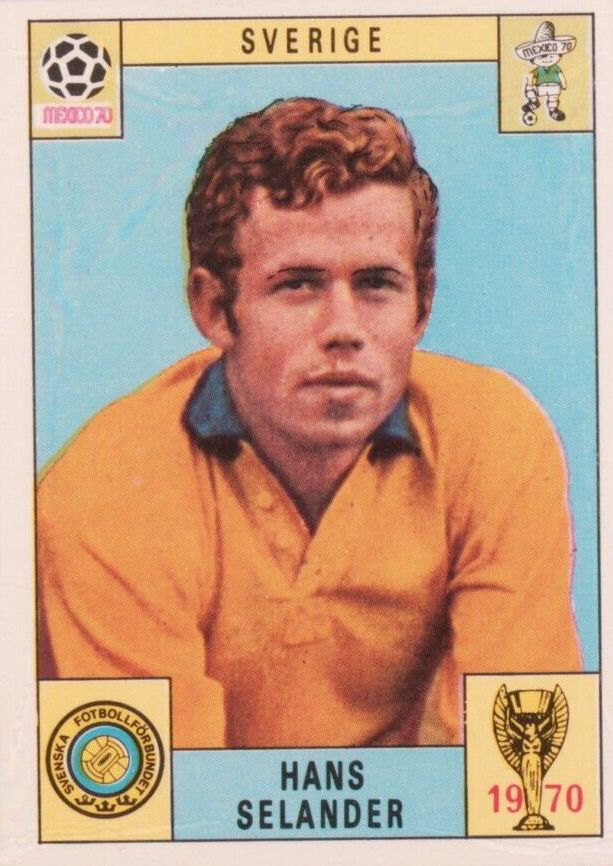
Ханс Селандер

- Гхошал, Ануп (78) — индийский певец и кинокомпозитор[221].
- Джонсон, Боб[англ.] (79) — британский гитарист, певец и автор песен[222].
- Курейчик, Виктор Михайлович (78) — советский и российский учёный в области эволюционного моделирования[223].
- Маршан, Ги (86) — французский актёр и певец[224].
- Мысловский, Эдуард Викентьевич (86) — советский и российский альпинист, заслуженный мастер спорта СССР (1982), заслуженный тренер СССР (1989)[225].
- Сантон, Бруно[итал.] (81) — итальянский футболист[226].
- Халлиуэлл, Стив[англ.] (77) — британский актёр[227].
- Селандер, Ханс (78) — шведский футболист, игравший в национальной сборной (1966—1977)[228].

## 14 декабря

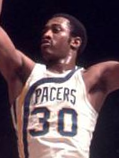
Джордж Макгиннис

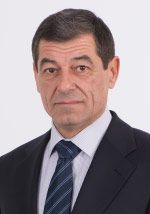
Иван Неделков

- Арчерд, Сельма[англ.] (98) — американская актриса[229].
- Битмез, Хасан (53) — турецкий политик, депутат Великого национального собрания (c 2023)[230].
- Бошан, Кэри[англ.] (74) — американская писательница, журналистка и режиссёр документального кино[231].
- Гусев, Владимир Поликарпович (83) — советский и российский дирижёр, художественный руководитель и главный дирижёр Русского академического оркестра (c 1976), народный артист Российской Федерации (1997)[232].
- Лю Хо-Чиен[кит.] (97) — тайваньский военный деятель, адмирал, командующий ВМС (1983—1988), начальник Генерального штаба (1991—1995)[233].
- Макгиннис, Джордж (73) — американский баскетболист, член Зала славы баскетбола (с 2017)[234].
- Меликов, Рамиз Агарза оглы (80) — азербайджанский актёр, народный артист Азербайджана (1998)[235].
- Неделков, Иван Васильевич (59) — приднестровский политический деятель, депутат Верховного Совета (с 2017)[236].
- Первенцев, Евгений Иванович (97) — советский деятель органов госбезопасности, председатель КГБ при СМ Таджикской ССР/КГБ Таджикской ССР (1975—1985), генерал-майор[237].
- Редмонд, Ли (82) — американка, обладавшая самыми длинными ногтями в мире[238].
- Санкаран, Рамаратнам[англ.] (92) — индийский кинорежиссёр и актёр[239].
- Тоде, Америго[нидерл.] (73) — политик Кюрасао, председатель Парламента Кюрасао (2012, 2017)[240].
- Устенко, Александр Андреевич[укр.] (93) — украинский экономист и политик, депутат Верховной рады (2002—2005)[241].
- Эзейфе, Чуквуэмека[англ.] (86) — нигерийский политик, губернатор штата Анамбра (1992—1993)[242].

## 13 декабря

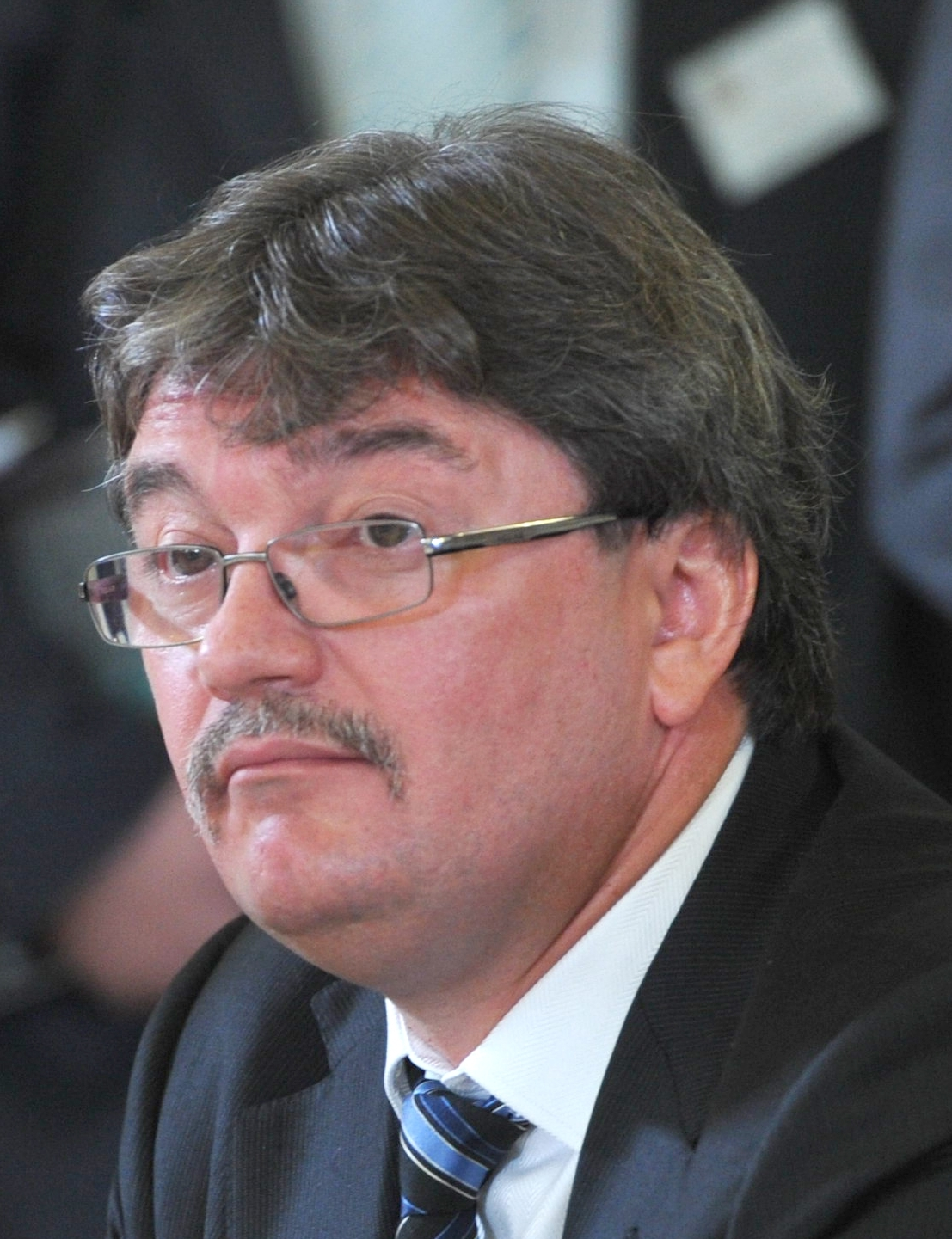
Андрей Константинов

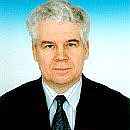
Владимир Волков

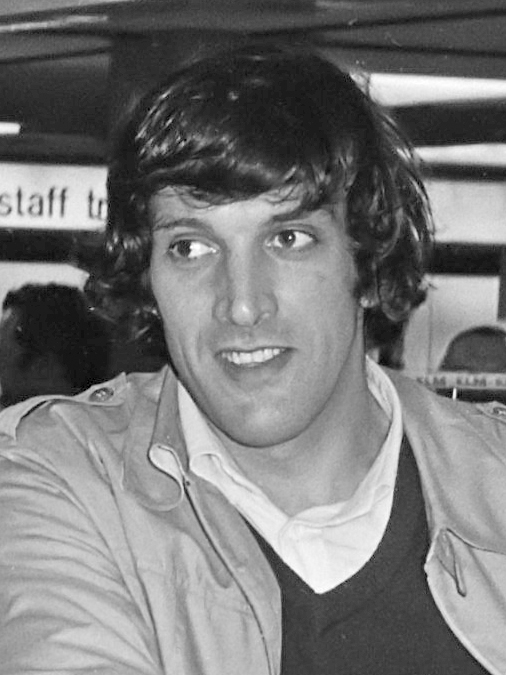
Паул Литьенс

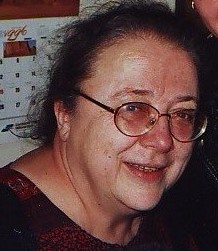
Мария Розанова

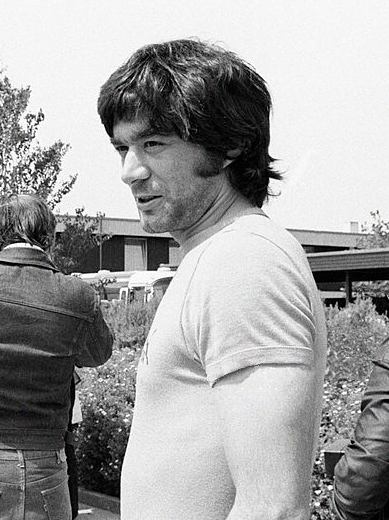
Антонио Юлиано

- Араркцян, Бабкен Гургенович (79) — армянский политик, председатель Верховного совета и Национального собрания (1991—1998)[243].
- Атадениз, Йылмаз[тур.] (91) — турецкий кинорежиссёр, продюсер и сценарист[244].
- Берде, Равиндра[маратхи] (78) — индийский актёр[245].
- Волков, Владимир Николаевич (75) — российский политический деятель, депутат Государственной думы (1994—2003)[246].
- Гргич, Майк[англ.] (100) — хорватско-американский винодел[247].
- Гронский, Владимир Геннадьевич (70) — российский журналист, медиаменеджер, деятель культуры, генеральный директор Российской национальной библиотеки (с 2021)[248].
- Конопиньский, Лех (92) — польский поэт, прозаик и сатирик[249].
- Константинов, Андрей Дмитриевич (60) — российский писатель и журналист, сценарист, основатель Агентства журналистских расследований, издания Фонтанка.ру[250].
- Лазарек, Войцех[пол.] (86) — польский футболист[251].
- Литьенс, Паул (76) — нидерландский игрок в хоккей на траве, нападающий, чемпион мира (1973)[252].
- Лоакира, Мохамед[фр.] (78) — марокканский поэт и писатель[253].
- Мерле, Зофья (85) — польская актриса[254].
- Морган, Тед (91) — французско-американский историк, журналист[255].
- Неделькович, Вера (94) — югославская шахматистка; гроссмейстер (1978)[256].
- Пракаш, Рам[англ.] (84) — индийский политик, лидер партии Индийский национальный конгресс[257].
- Процевят, Мария Ивановна[укр.] (87) — украинская певица и дирижёр, народная артистка Украины (2020)[258].
- Розанова, Мария Васильевна (93) — советский и французский литератор, публицист, вдова Андрея Синявского, мать Егора Грана[259].
- Стирлинг, Дерек[англ.] (62) — новозеландский крикетер[260].
- Строчков, Владимир Яковлевич (77) — советский и российский поэт[261]
- Торрес, Рамон Энрике[англ.] (71) — пуэрто-риканский репортёр, журналист и ведущий новостей[262].
- Юлиано, Антонио (80) — итальянский футболист, игрок национальной сборной, чемпион Европы (1968)[263].

## 12 декабря

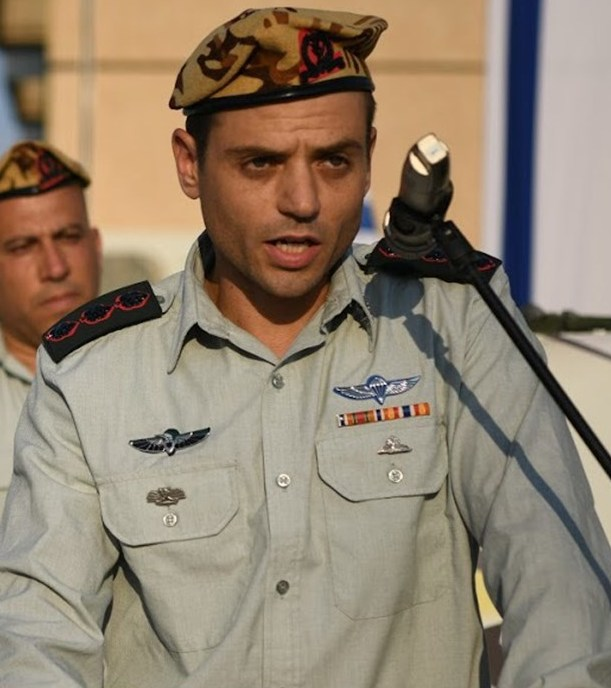
Ицхак Бен-Башат

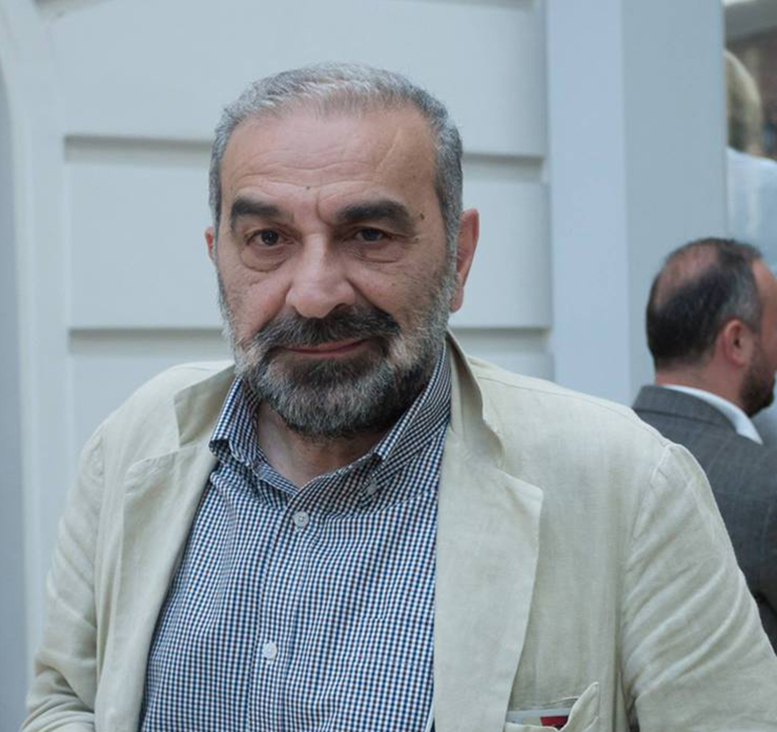
Зураб Карумидзе

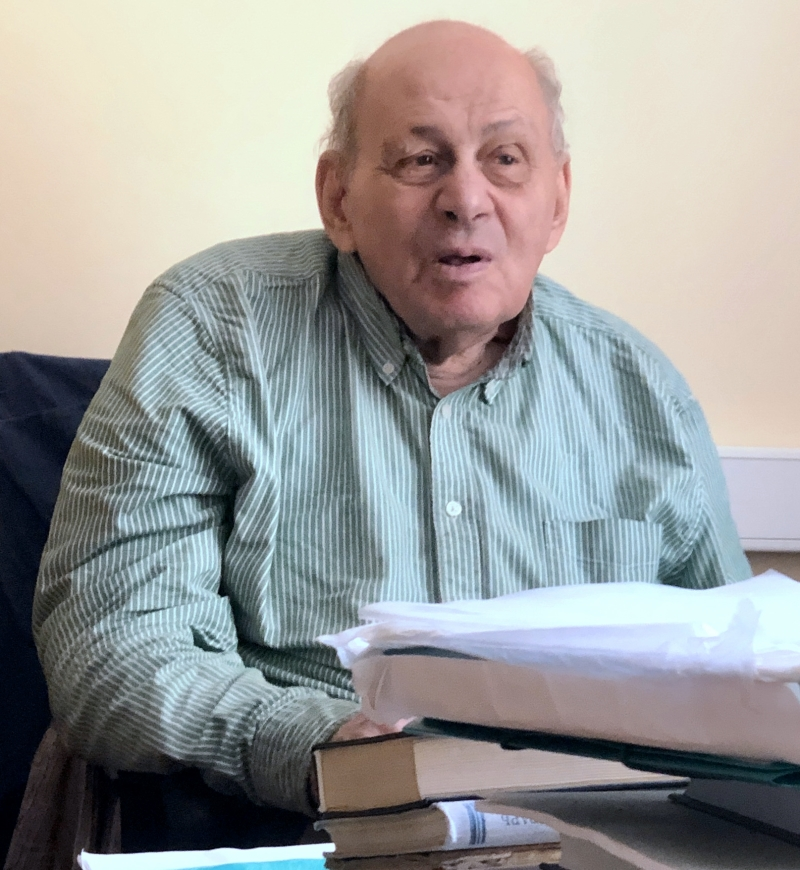
Михаил Копп

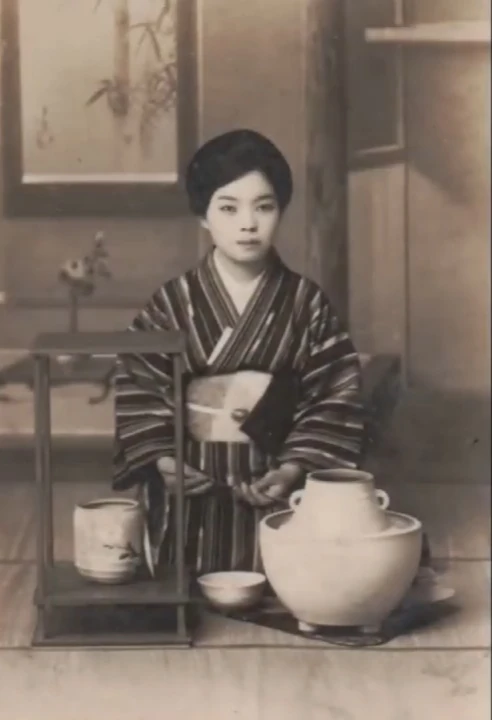
Фуса Тацуми

- Барбер, Ширли[англ.] (88) — британско-австралийская писательница и иллюстратор[264].
- Белоусов, Евгений Владимирович (61) — советский саночник, серебряный призёр Олимпийских игр (1984), чемпион Европы (1986)[265].
- Бен-Башат, Ицхак (44) — израильский офицер, полковник, командир бригады «Ифтах» (2021—2023); убит в бою[266].
- Вальдемарин, Марио[итал.] (97) — итальянский актёр[267].
- Грушко, Елена Арсеньевна (71) — российская писательница[268].
- Карумидзе, Зураб (66) — грузинский писатель[269].
- Кемарская, Евгения Анатольевна (94) — советский и российский театральный режиссёр и актриса, заслуженная артистка РСФСР (1981)[270].
- Копп, Михаил Львович (83) — советский и российский геолог, лауреат премии имени Н. С. Шатского (2009)[271].
- Несторидис, Костас (93) — греческий футболист, игрок национальной сборной[272].
- Паус, Оле[норв.] (76) — норвежский певец и автор песен[273].
- Покок, Джон (99) — новозеландский историк[274].
- Тацуми, Фуса (116) — японская супердолгожительница[275].

## 11 декабря

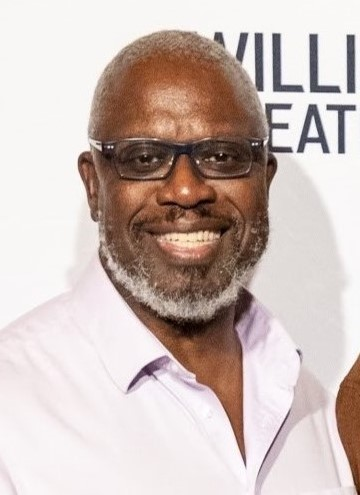
Андре Брауэр

- Брауэр, Андре (61) — американский актёр, двукратный лауреат премии «Эмми» (1998, 2006)[276].
- Захара (певица)[англ.] (36) — южноафриканская певица[277].
- Келлер, Фердинанд (77) — немецкий футболист[278].
- Митыпов, Владимир Гомбожапович (83) — советский, российский бурятский писатель-фантаст[279].
- Обам-Нгема, Полин (88) — габонский политический деятель, премьер-министр (1994—1999)[280].
- Рене[англ.] (94) — новозеландская феминистка и писательница[281].
- Риус, Эдуард[кат.] (70) — испанский врач, министр здравоохранения и социальной помощи Каталонии (1996—2002), депутат Парламента Каталонии (1996—2003)[282].
- Сагындыкулы, Берикбай (84) — казахстанский тюрколог и филолог[283].
- Салим, Ахмад[англ.] (78) — пакистанский поэт и писатель[284].
- Той, Камден[англ.] (68) — американский актёр[285].
- Фоскетт, Джеффри[англ.] (67) — американский музыкант[286].
- Челикович, Иван[англ.] (34) — хорватский футболист[287].
- Шартран, Ален[фр.] (77) — канадский кинорежиссёр и сценарист[288].

## 10 декабря

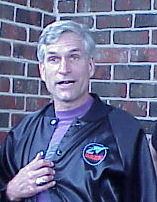
Дэвид Дрейк

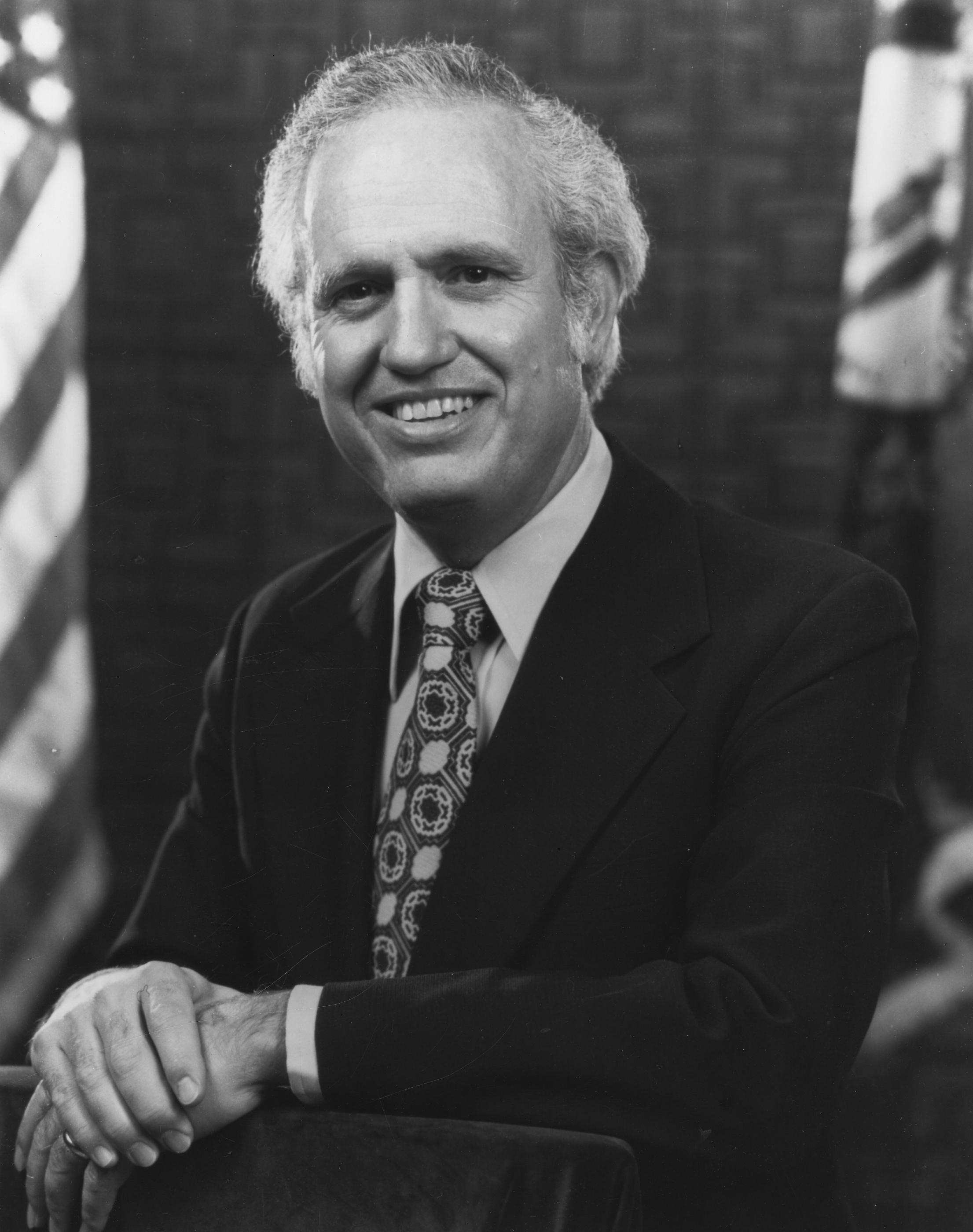
Джулиан Кэрролл

- Атласов, Виктор Григорьевич (86) — советский и российский государственный и хозяйственный деятель, народный депутат РСФСР/России (1990—1993)[289].
- Давлетмирзаев, Муталип Ахмадович (84) — советский и российский театральный деятель, народный артист РСФСР (1989)[290].
- Дрейк, Дэвид (78) — американский писатель-фантаст[291].
- Кобрин, Игорь Дмитриевич (72) — украинский кинорежиссёр и сценарист[292].
- Кэрролл, Джулиан (92) — американский политик, губернатор штата Кентукки (1974—1979)[293].
- Магерини, Грациелла[итал.] (96) — итальянский психиатр[294].
- Мазия, Эдна[ивр.] (74) — израильский драматург[295].
- Писарева, Мария Герасимовна (90) — советская легкоатлетка, серебряный призёр Олимпийских игр по прыжкам в высоту (1956)[296].
- Похмурский, Василий Иванович (90) — советский и украинский материаловед, член-корреспондент АН УССР / АНУ / НАНУ (1990)[297].
- Тошев, Усмон Кудратович (58) — советский и узбекский футболист и тренер[298].
- Шестопалов, Вячеслав Михайлович (87) — советский и украинский гидрогеолог и эколог, академик НАНУ (1995)[299].
- Широканов, Дмитрий Иванович[бел.] (94) — советский и белорусский философ, академик АН БССР / НАН Беларуси (1989)[300].

## 9 декабря

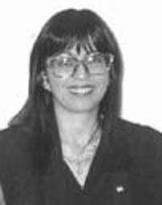
Лариса Герштейн

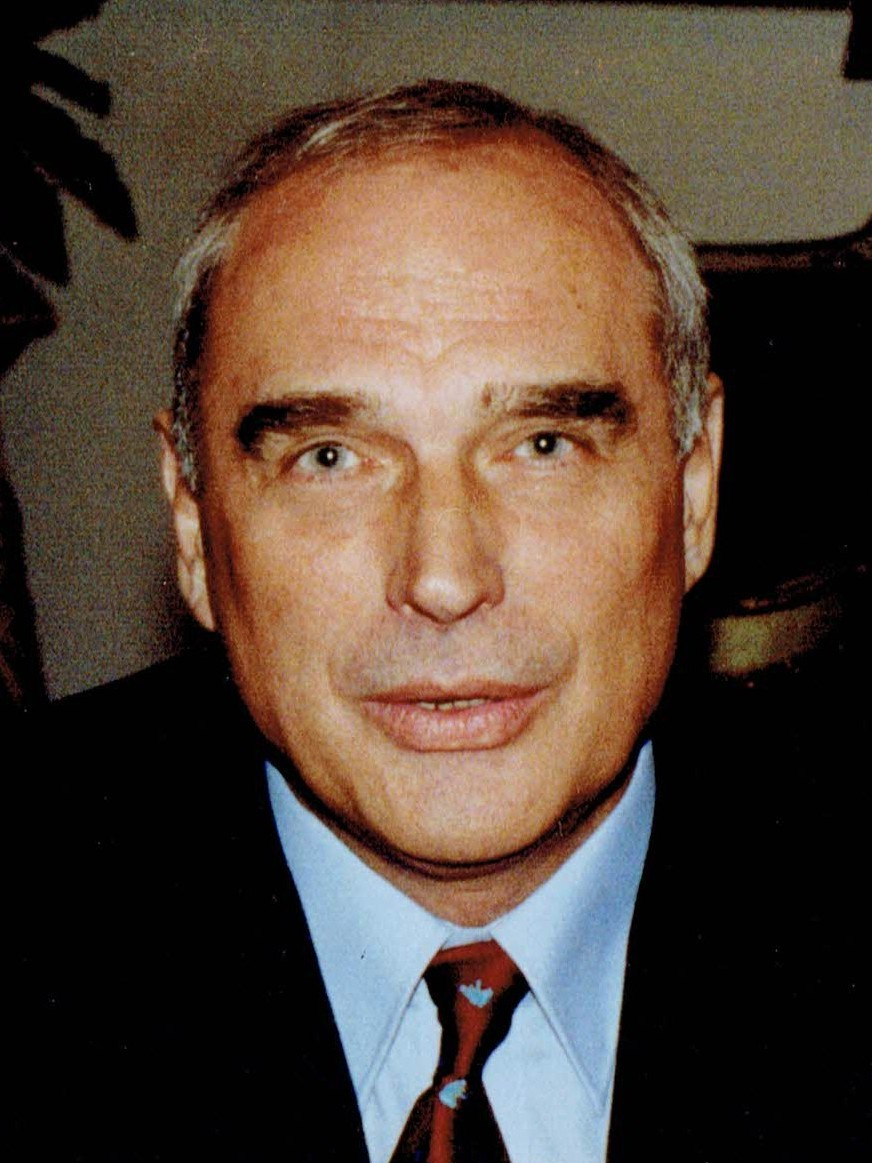
Ладислав Жупанич

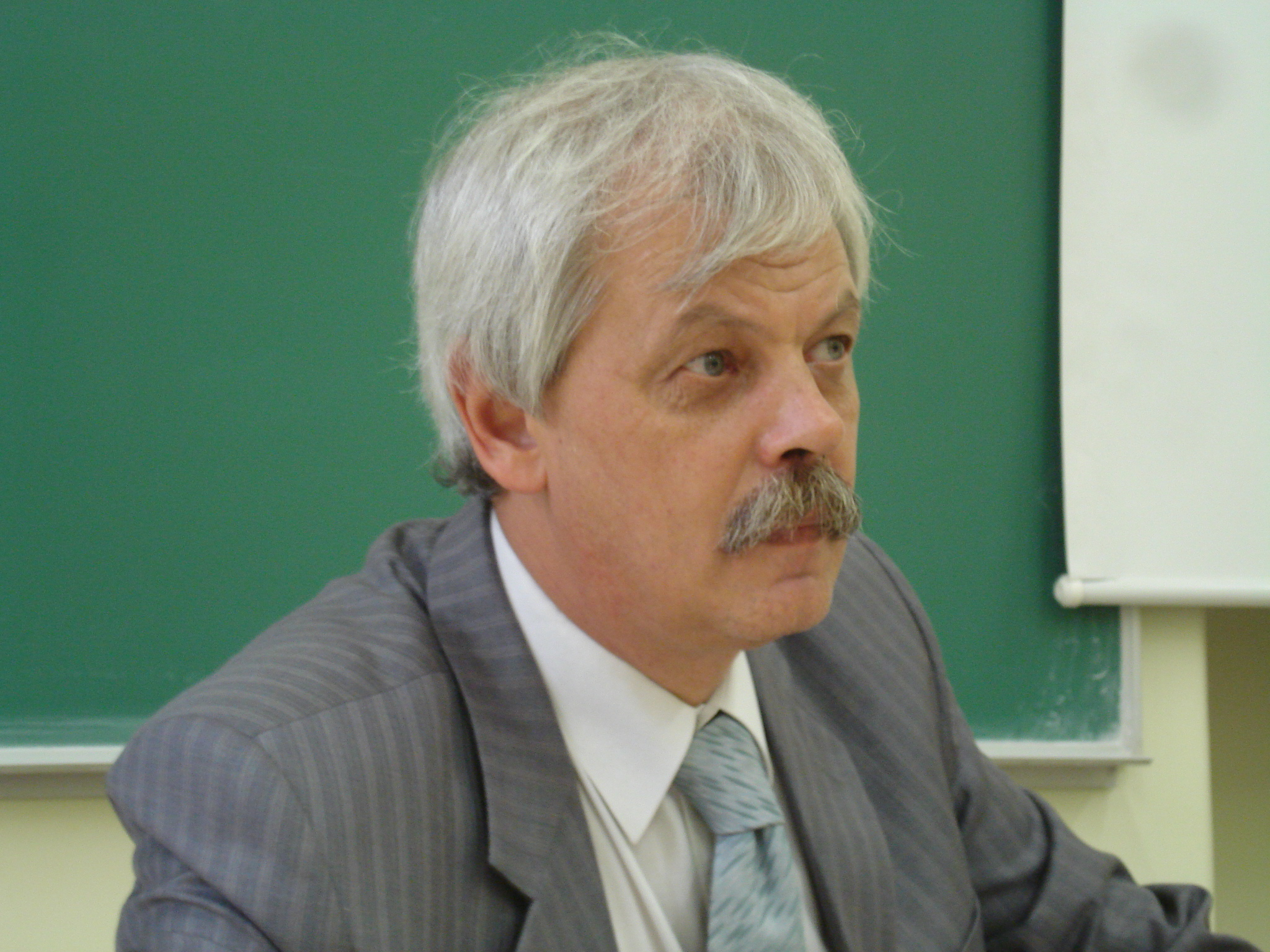
Андрей Немзер

- Герштейн, Лариса Иосифовна (72) — израильская певица и политический деятель[301].
- Густик, Максим Вячеславович (35) — белорусский фристайлист и тренер, бронзовый призёр чемпионата мира (2015); ДТП[302].
- Жупанич, Ладислав (80) — чешский актёр и театральный менеджер[303].
- Иванов, Сергей Иванович (93) — советский и российский деятель культуры, актёр и драматург, заслуженный деятель искусств РСФСР (1969)[304].
- Кужель, Владимир Иванович (63) — казахстанский театральный художник, заслуженный деятель Казахстана (2002)[305].
- Москвитин, Станислав Геннадьевич (51) — российский живописец, член-корреспондент РАХ (2013), заслуженный художник Российской Федерации (2019)[306].
- Немзер, Андрей Семёнович (66) — советский и российский историк литературы и литературный критик, литературовед[307].
- Солер Пердиго, Карлос[исп.] (91) — испанский католический прелат, епископ Жироны[англ.] (2001—2008)[308].
- Таякина, Татьяна Алексеевна (72) — советская и украинская артистка балета, народная артистка СССР (1980)[309].
- Хосейн, Майнул[бенг.] (83) — бангладешский юрист и политик, депутат Национальной ассамблеи (1973—1975)[310].
- Шампань, Патрик (78) — французский социолог[311].
- Шорин, Владимир Павлович (84) — советский и российский учёный в области динамики, академик РАН (1991)[312].

## 8 декабря

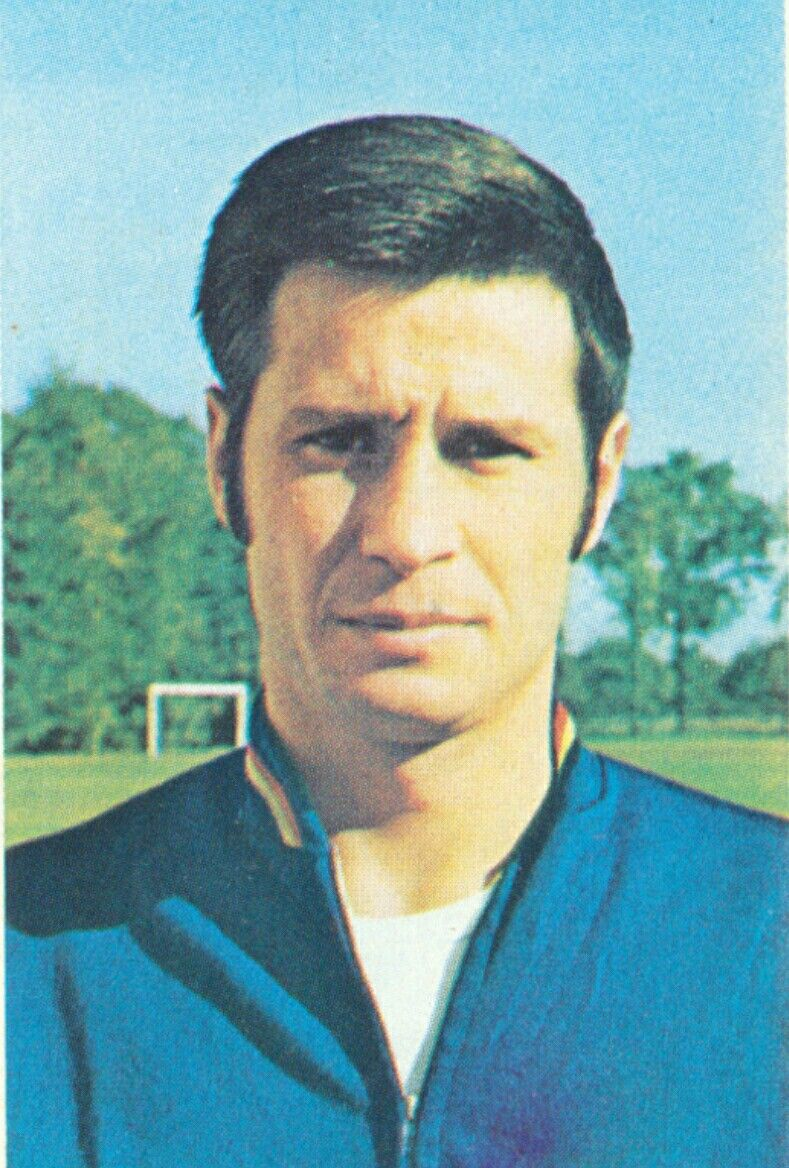
Жак Дюкен

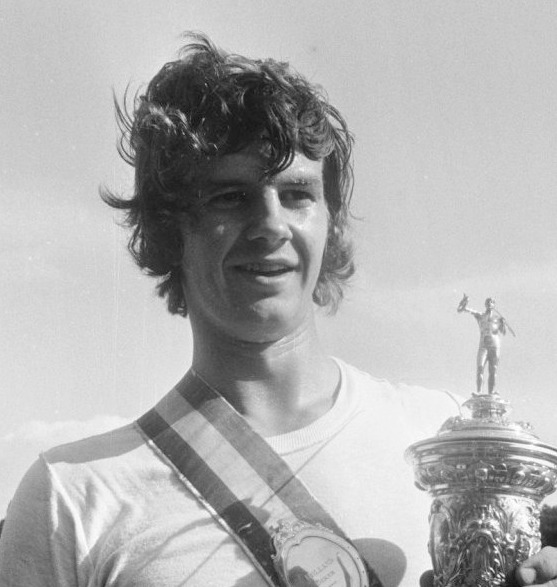
Петер-Михаэль Кольбе

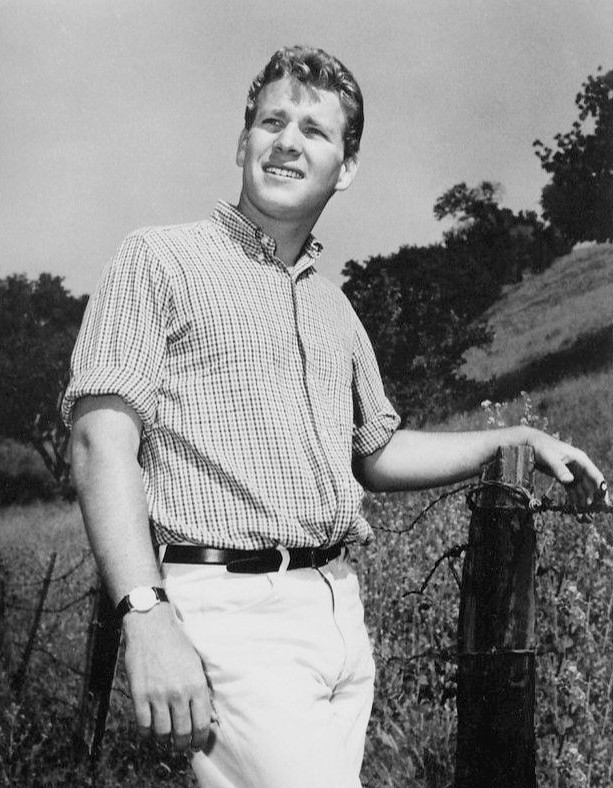
Райан О’Нил

- Алиев, Яшар Тофик оглы (75) — азербайджанский политик и дипломат, депутат Милли Меджлиса (1991—2002), посол в ряде стран (2002—2011)[313].
- Дронов, Александр Суренович (77) — советский и российский шахматист, чемпион мира по шахматам по переписке (2010, 2014, 2018)[314].
- Дюкен, Жак (83) — бельгийский футболист[315].
- Кастро, Ициар[исп.] (46) — испанская актриса[316].
- Кольбе, Петер-Михаэль (70) — западногерманский спортсмен (академическая гребля), серебряный призёр Олимпийских игр (1976, 1984, 1988), пятикратный чемпион мира[317].
- Лилавати (86) — индийская актриса[318].
- Мехмуд, Джуниор[англ.] (67) — индийский актёр и певец[319].
- О’Нил, Райан (82) — американский актёр[320].
- Тарантино, Тони (83) — американский актёр[321].
- Твардовская, Валентина Александровна (92) — советский и российский историк, литературовед, сотрудник ИРИ РАН (с 1959), дочь А. Т. Твардовского[322].
- Унру, Яю[индон.] (61) — индонезийский актёр[323].
- Чулла, Джироламо[итал.] (71) — итальянский скульптор[324].

## 7 декабря

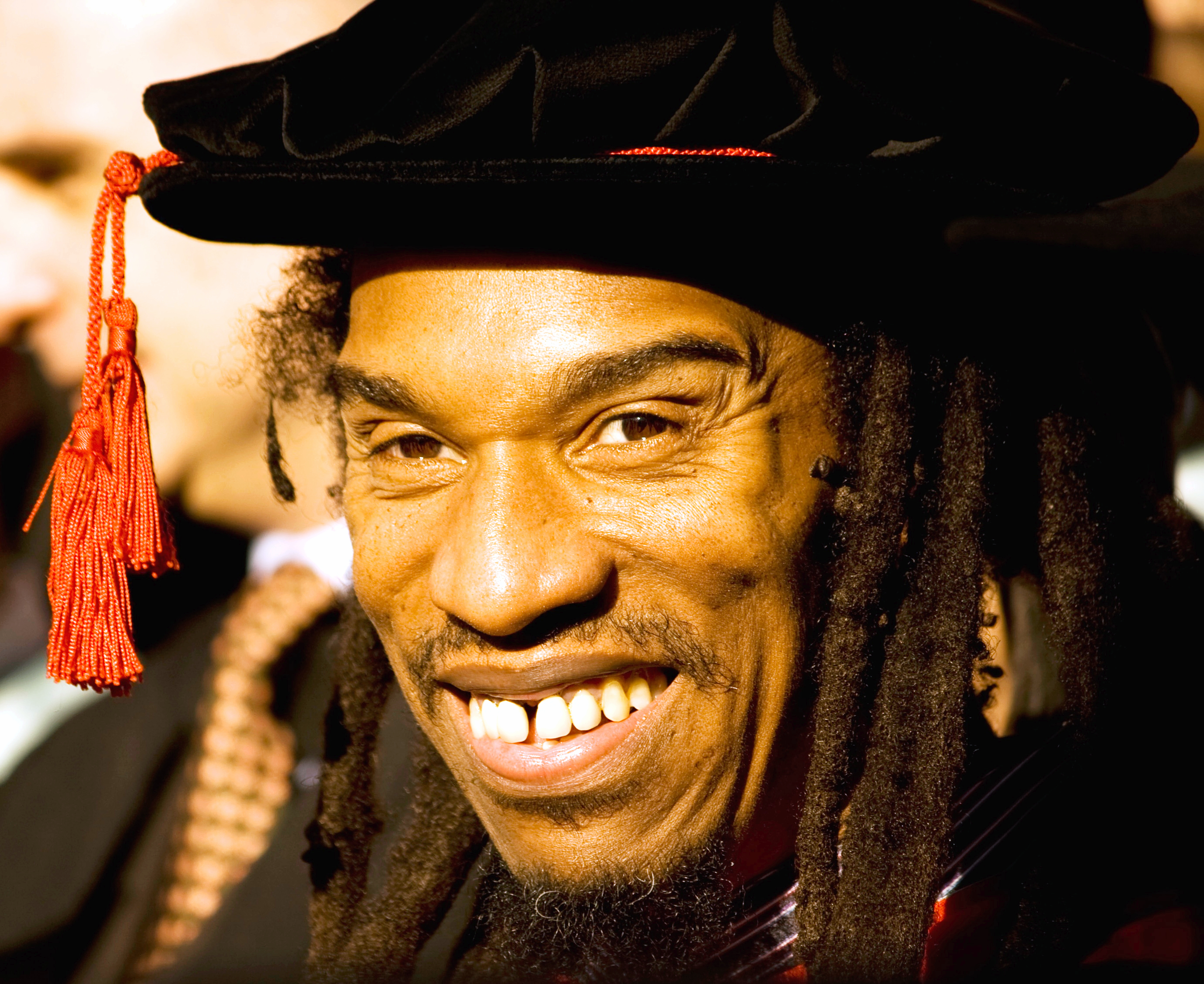
Бенджамин Зефанайя

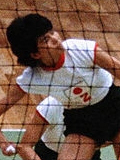
Эмико Миямото

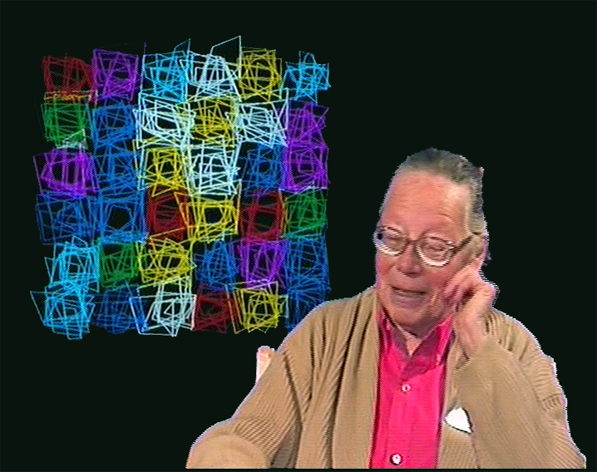
Вера Мольнар

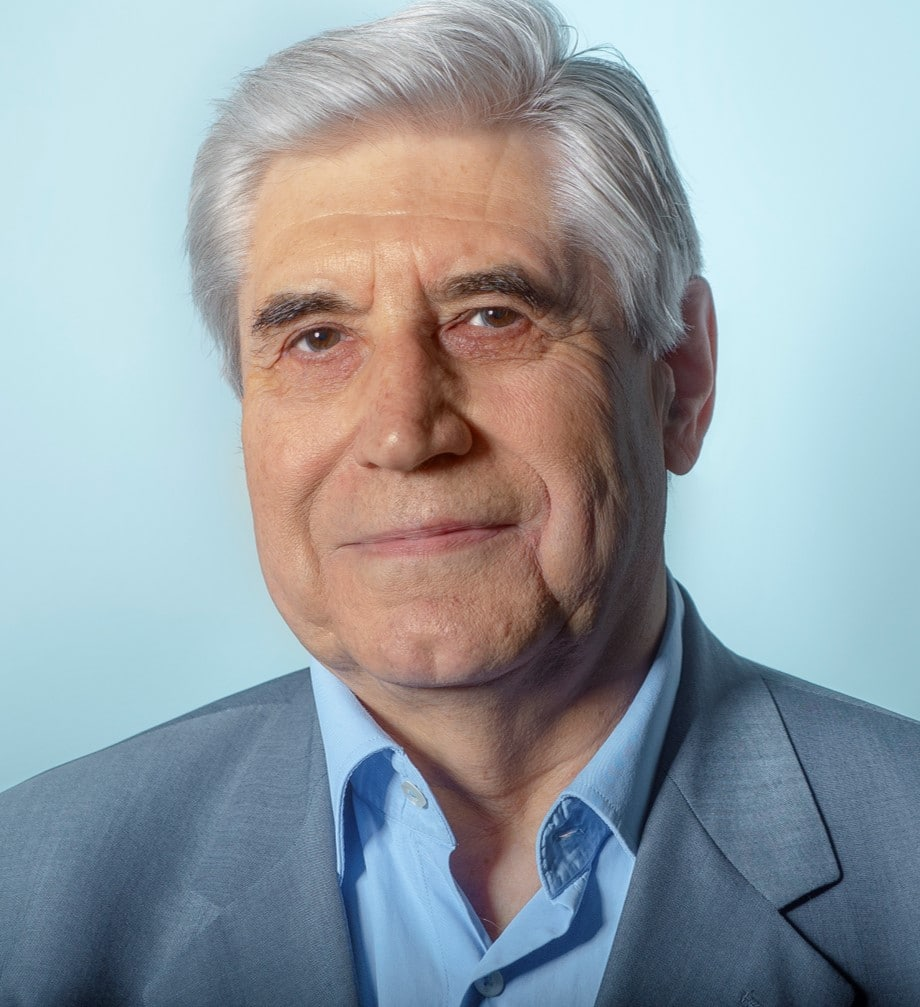
Владимир Рубанов

- Айала, Рамон[исп.] (96) — аргентинский писатель, композитор и певец[325].
- Бертло, Пьер[фр.] (80) — французский математик[326].
- Зефанайя, Бенджамин (65) — английский писатель, даб-поэт и актёр[327].
- Кухарский, Василий Анатольевич (42) — украинский актёр, военнослужащий ВСУ, участник российско-украинской войны; погиб в бою[328].
- Лонгхерст, Алан[англ.] (98) — канадский океанограф[329].
- Миямото, Эмико (86) — японская волейболистка, олимпийская чемпионка (1964)[330].
- Мольнар, Вера (99) — французский медиа-художник[331].
- Рубанов, Владимир Арсентьевич (79) — российский государственный деятель, заместитель секретаря Совета Безопасности (1993—1996)[332].
- Сан Говэй[кит.] (82) — китайский фармаколог и политик, председатель Рабоче-крестьянской демократической партии (2007—2012), заместитель председателя ПК ВСНП (2008—2013), академик Китайской инженерной академии[333].
- Элленсон, Давид[ивр.] (76) — американский раввин и учёный, лидер Реформистского иудаизма[334].
- Юрюр, Шюкрю[тур.] (79) — турецкий политик и экономист, министр промышленности и технологий (1987—1991)[335].

## 6 декабря

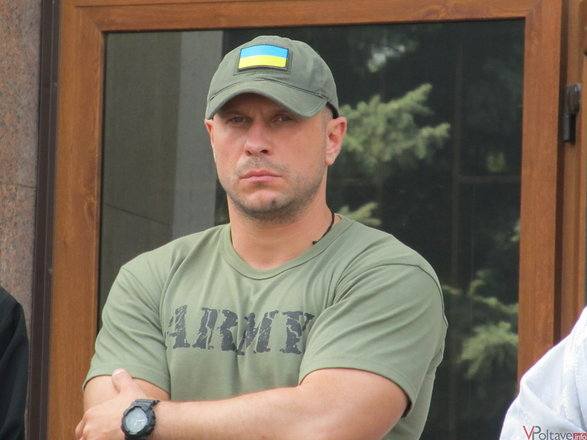
Илья Кива

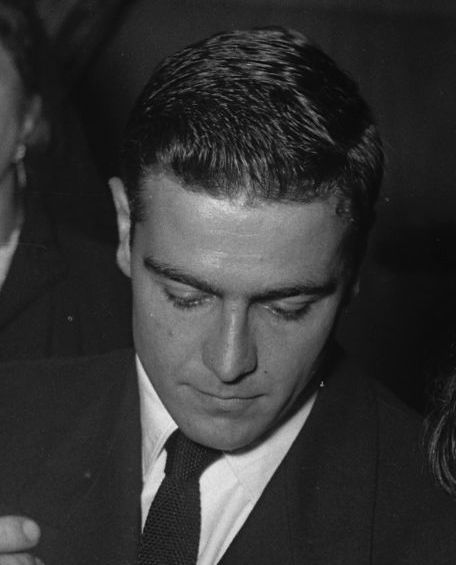
Жозеф Бернардо

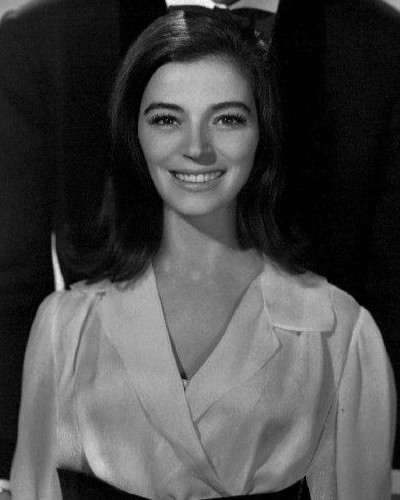
Мариза Паван

- Александерсен, Туре[норв.] (55) — норвежский волейбольный тренер, тренер женской национальной сборной и женской сборной Финляндии по волейболу[336].
- Баранов, Александр (63) — советский конькобежец, бронзовый призёр чемпионата мира (1983)[337].
- Бернардо, Жозеф (94) — французский пловец, бронзовый призёр Олимпийских игр (1948, 1952)[338].
- Богомолова, Наталия Эдуардовна (83) — советский и российский художник-мультипликатор, заслуженный художник Российской Федерации (2012)[339].
- Бонанно, Альфредо Мария (86) — итальянский теоретик анархизма[340].
- Бржозовская, Людмила Генриховна (77) — советская и белорусская балерина, педагог, народная артистка Белорусской ССР (1975)[341].
- Виллотти, Джимми[итал.] (78) — итальянский музыкант[342].
- Вялов, Виктор (51) — эстонский футболист[343].
- Дебевер, Эммануэль (60) — французская актриса; самоубийство[344].
- Десноэс, Эдмундо[исп.] (93) — кубинский писатель[345].
- Кива, Илья Владимирович (46) — украинский политический деятель, лидер Социалистической партии (2017—2019), народный депутат (2019—2022); убит[346].
- Кинселла, Ноэль (84) — канадский политик, член (1990—2014) и спикер (2006—2014) Сената[347].
- Краевская, Мирослава (83) — польская актриса[348].
- Кроуфорд, Дин (65) — канадский гребец академического стиля, олимпийский чемпион (1984)[349].
- Паван, Мариза (91) — итальянская актриса, лауреат премии «Золотой глобус» (1956)[350].
- Сардаби, Мишель[фр.] (88) — французский джазовый пианист и композитор[351].
- Спиваков, Василий Васильевич (81) — советский тренер по боксу, заслуженный тренер РСФСР (1989)[352].
- Сяо Сючан[кит.] (93) — китайский структурный геолог, член Китайской академии наук (1991)[353].
- Эттингер, Амос[ивр.] (86) — израильский поэт, автор песен и радиоведущий[354].
- Ян Циншун[кит.] (45) — тайваньский игрок в пул, чемпион мира (2001)[355].

## 5 декабря

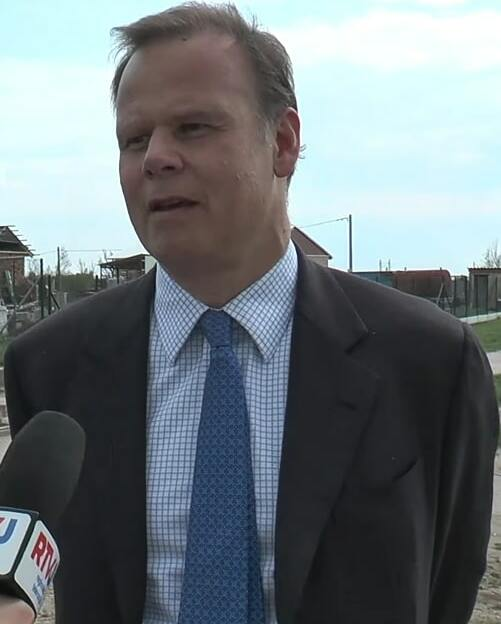
Константин Лихтенштейнский

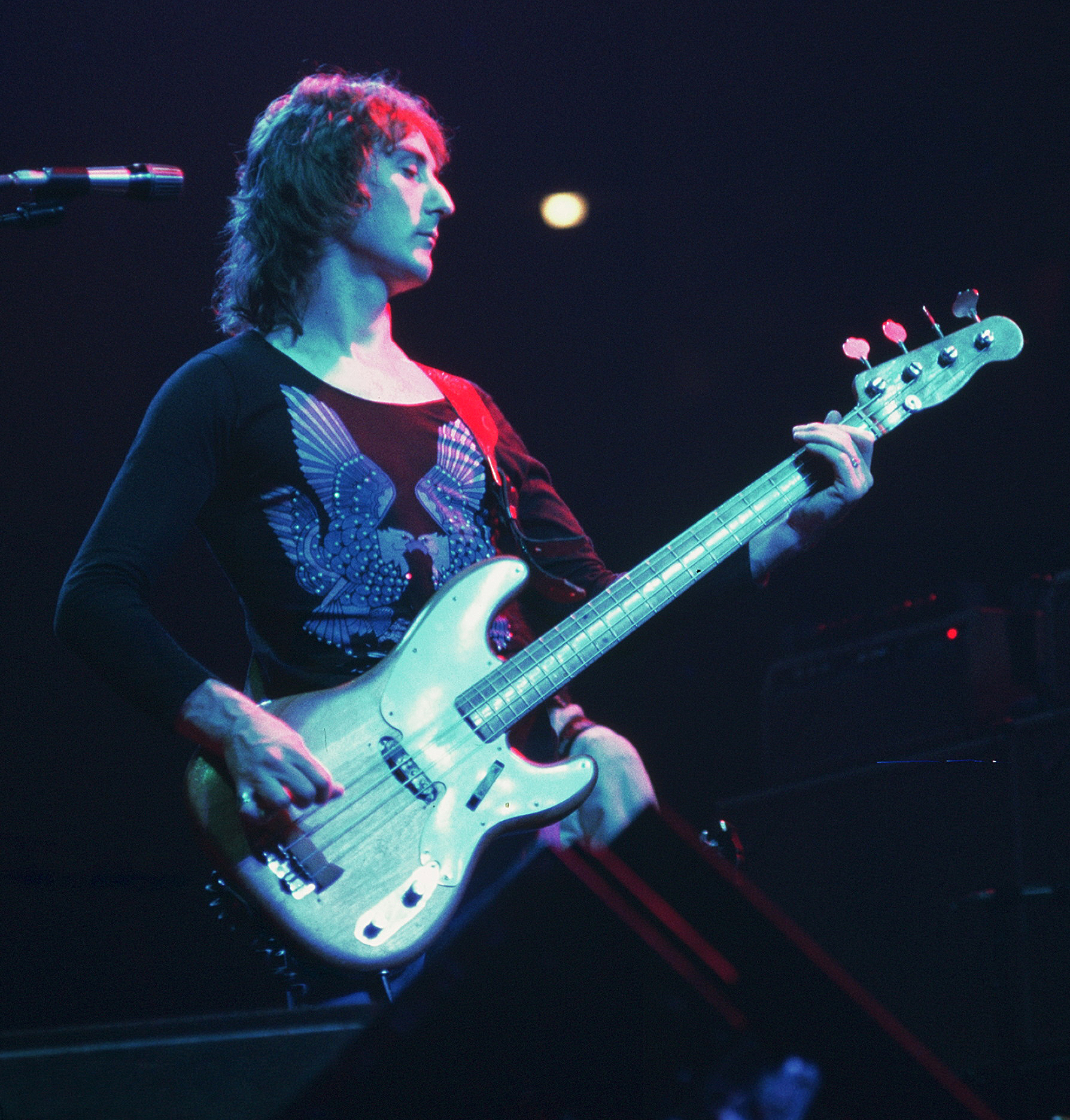
Денни Лэйн

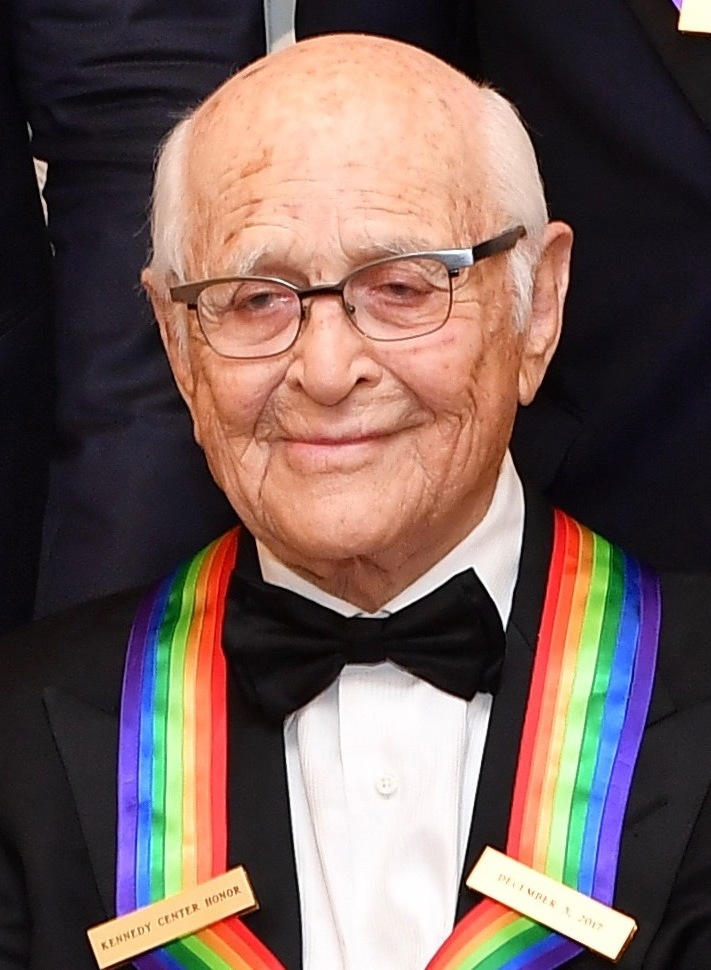
Норман Лир

- Адаме Алеман, Хуан Пабло[исп.] (38) — мексиканский политик, член Конгресса (2012—2015)[356].
- Владимирова, Татьяна Юрьевна (73) — советская и российская актриса, народная артистка Российской Федерации (2008)[357].
- Дамер, Лионель[англ.] (87) — американский химик[358].
- Денни Лэйн (79) — британский музыкант, автор песен и мультиинструменталист (The Moody Blues, Wings)[359].
- Диббл, Пол[англ.] (80) — новозеландский скульптор[360].
- Искалиев, Нажамеден Ихсанович (82) — советский и казахстанский государственный деятель, дипломат, первый секретарь Уральского обкома Компартии Казахстана (1986—1991), глава Западно-Казахстанской (1992—1993) и Кокчетавской (1993) областных администраций[361].
- Кабаши, Мируш[англ.] (75) — албанский актёр, народный артист Албании[362].
- Константин Лихтенштейнский (51) — предприниматель, младший сын князя Лихтенштейна Ханса-Адама II[363].
- Лир, Норман (101) — американский сценарист и продюсер, шестикратный обладатель премии «Эмми»[364].
- Малик, Абдул[англ.] (94) — бангладешский кардиохирург, лауреат Премии Независимости[англ.] (2004), министр здравоохранения и благополучия семьи (2001)[365].
- Надеждин, Михаил Владимирович (88) — советский и украинский живописец, народный художник Украины (1997)[366].
- Правдич, Владо[босн.] (73) — боснийский органист[367].
- Рамбл, Джон[англ.] (90) — канадский спортсмен-конник, бронзовый призёр Олимпийских игр (1956)[368].

## 4 декабря
- Абанг Абу Бакар бин Абанг Мустафа[малайск.] (82) — малайзийский политический деятель, депутат Парламента (1982—1999), министр обороны (1999—2003)[369].
- Антольский, Здзислав[пол.] (70) — польский поэт[370].
- Бабаян, Сурен Гургенович[арм.] (73) — советский и армянский актёр и режиссёр[371].
- Вайсман, Володя (85) — румынский и французский шахматист[372].
- Ваценовский, Йозеф (86) — чехословацкий футболист, бронзовый призёр чемпионата Европы (1960)[373].
- Имаханов, Бекен (87) — советский и казахстанский актёр, народный артист Казахской ССР (1981)[374].
- Кастро, Хуанита (90) — кубинская политическая диссидентка, сестра Фиделя и Рауля Кастро[375].
- Кнууттила, Сакари[фин.] (93) — финский политик, депутат Парламента (1966—1991)[376].
- Лават, Кета (94) — мексиканская актриса[377].
- Мерфи, Пета[англ.] (50) — австралийский политик, депутат Парламента (с 2019)[378].
- Несс, Норман Фредерик[англ.] (90) — американский геофизик, член Национальной академии наук США (1983)[379].
- Нурманов, Есболат Шарапович (53) — советский и казахстанский боксёр, серебряный призёр чемпионата СССР (1989)[380].
- Сирисена, Суминда[англ.] (75) — ланкийский актёр[381].

## 3 декабря

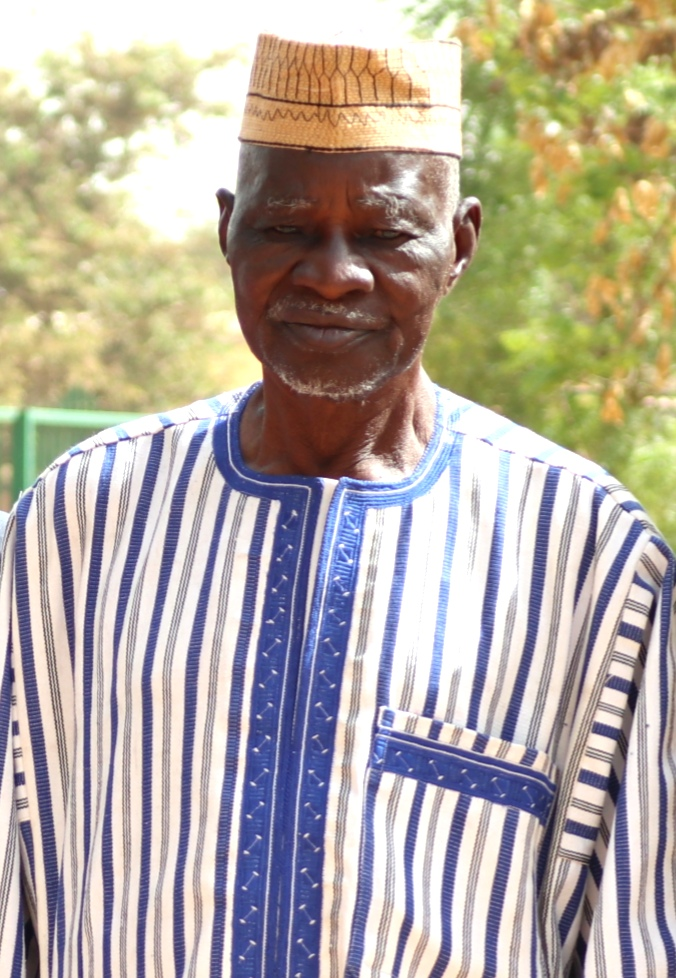
Якуба Савадого

- Ави-Хаи, Авраам[англ.] (92) — израильский учёный, журналист и общественный деятель[382].
- Абдель Гафур, Ашраф[араб.] (81) — египетский актёр, ДТП[383].
- Барыкина, Людмила Тадьевна (70) — советская и российская эстрадная певица («Орион», «Добры молодцы», «Надежда», «Весёлые ребята»)[384].
- Вишниченко, Валерий Георгиевич (74) — советский и казахстанский партийный и политический деятель, депутат Мажилиса (2007—2011)[385].
- Гудвин, Майлз[англ.] (75) — канадский музыкант, ведущий вокалист, гитарист и автор песен рок-группы April Wine[386].
- Дарлонг, Танга[англ.] (103) — индийский музыкант[387].
- Зализняк, Виталий Александрович (50) — украинский футболист, военнослужащий ВСУ, участник российско-украинской войны; погиб в бою[388].
- Ким Су Ён[кор.] — южнокорейский кинорежиссёр[389].
- Киннок, Гленис[англ.] (79) — британский политик, депутат Европейского парламента (1994—2009), член Палаты лордов (2009—2021)[390].
- Лясецкий, Вячеслав Ипполитович (83) — советский и российский актёр, заслуженный артист Российской Федерации (1993)[391].
- Риста, Жан[фр.] (80) — французский писатель и поэт[392].
- Савадого, Якуба (77) — фермер из Буркина-Фасо, новатор сельского хозяйства[393].
- Сандуляк, Леонтий Иванович (86) — советский и украинский политический и общественный деятель, учёный и дипломат, народный депутат СССР (1989—1991)[394].
- Сифуна, Лоуренс[англ.] (77) — кенийский политик, депутат Парламента (1979—1988, 1992—1997)[395].
- Тешабаев, Джура (90) — узбекский киновед и сценарист[396].
- Хетемяки-Оландер, Эльзи-Мария[фин.] (96) — финская политическая деятельница, депутат Парламента (1970—1991)[397].
- Цай Жуймин[англ.] (80) — малайзийский политический деятель, министр здравоохранения (1995—2004), депутат парламента (1986—2008)[398].

## 2 декабря

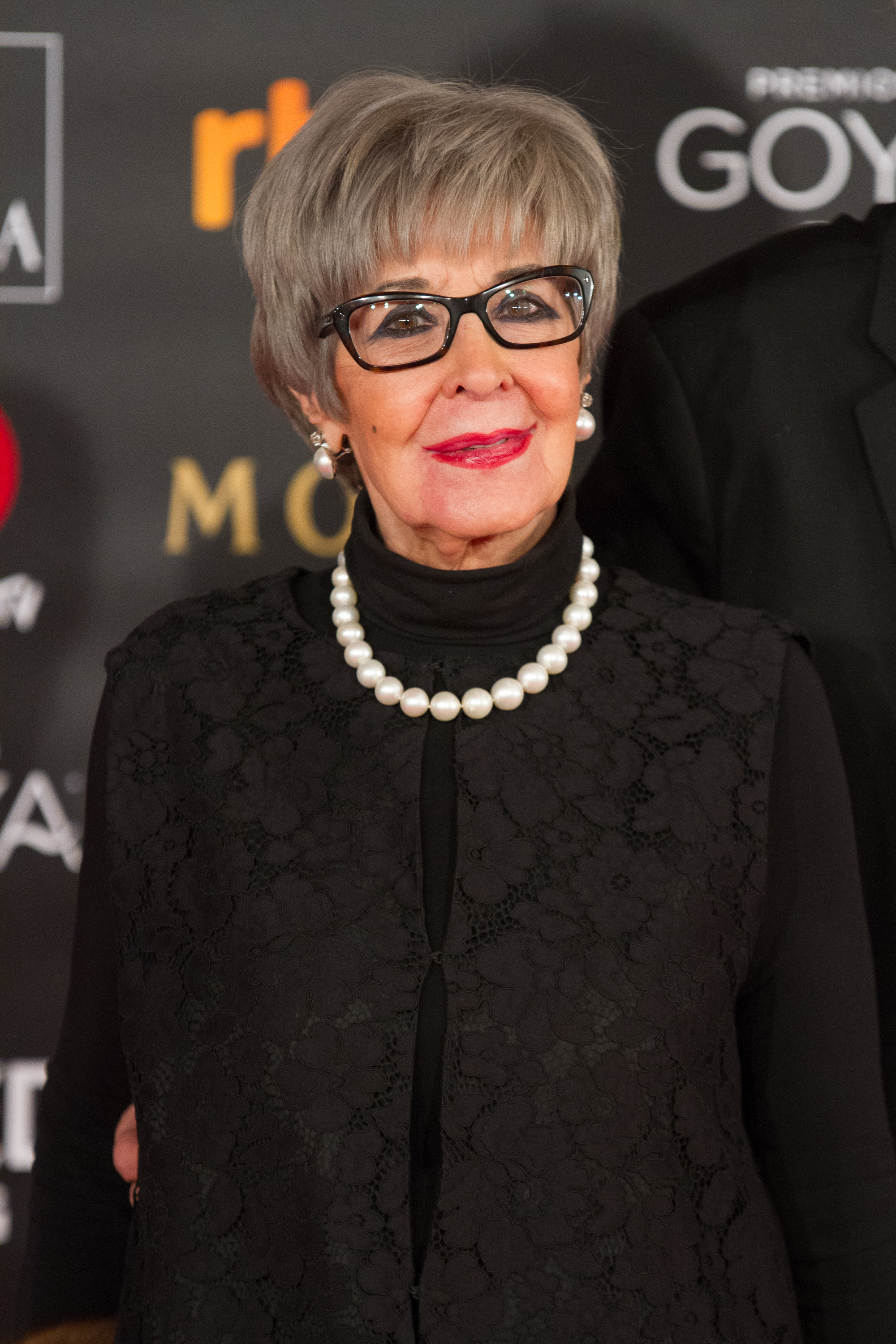
Конча Веласко

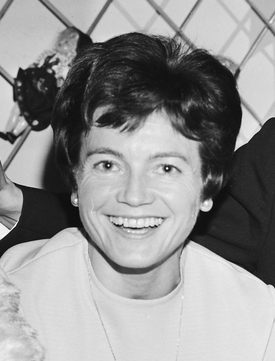
Ингрид Вигернес

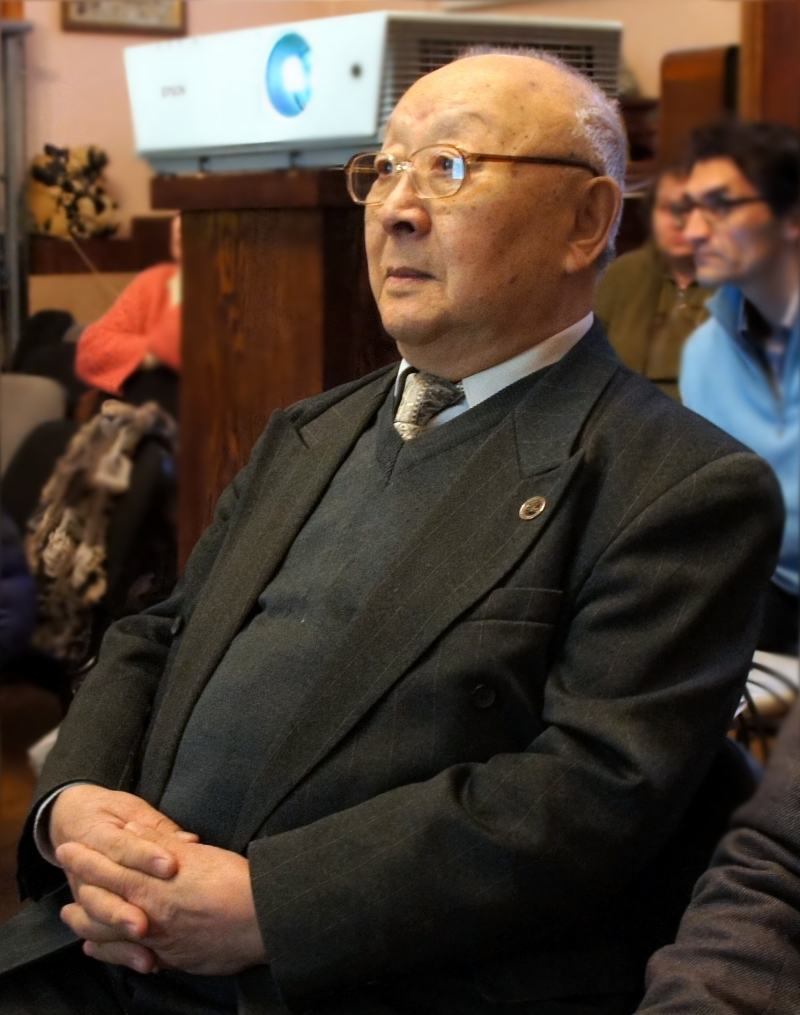
Ингрид Кигай

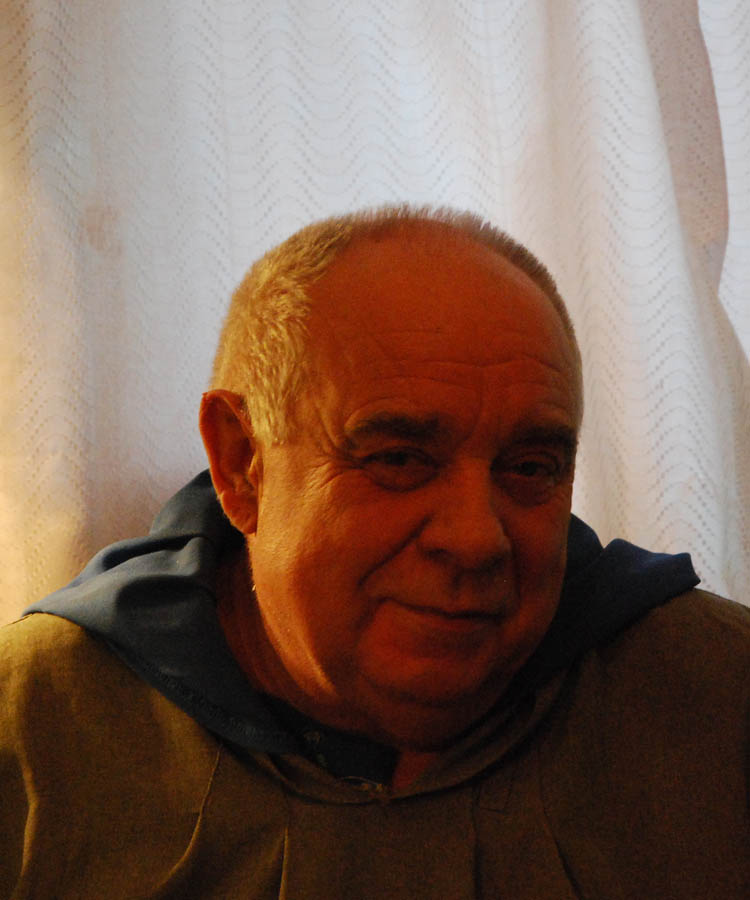
Сергей Кустов

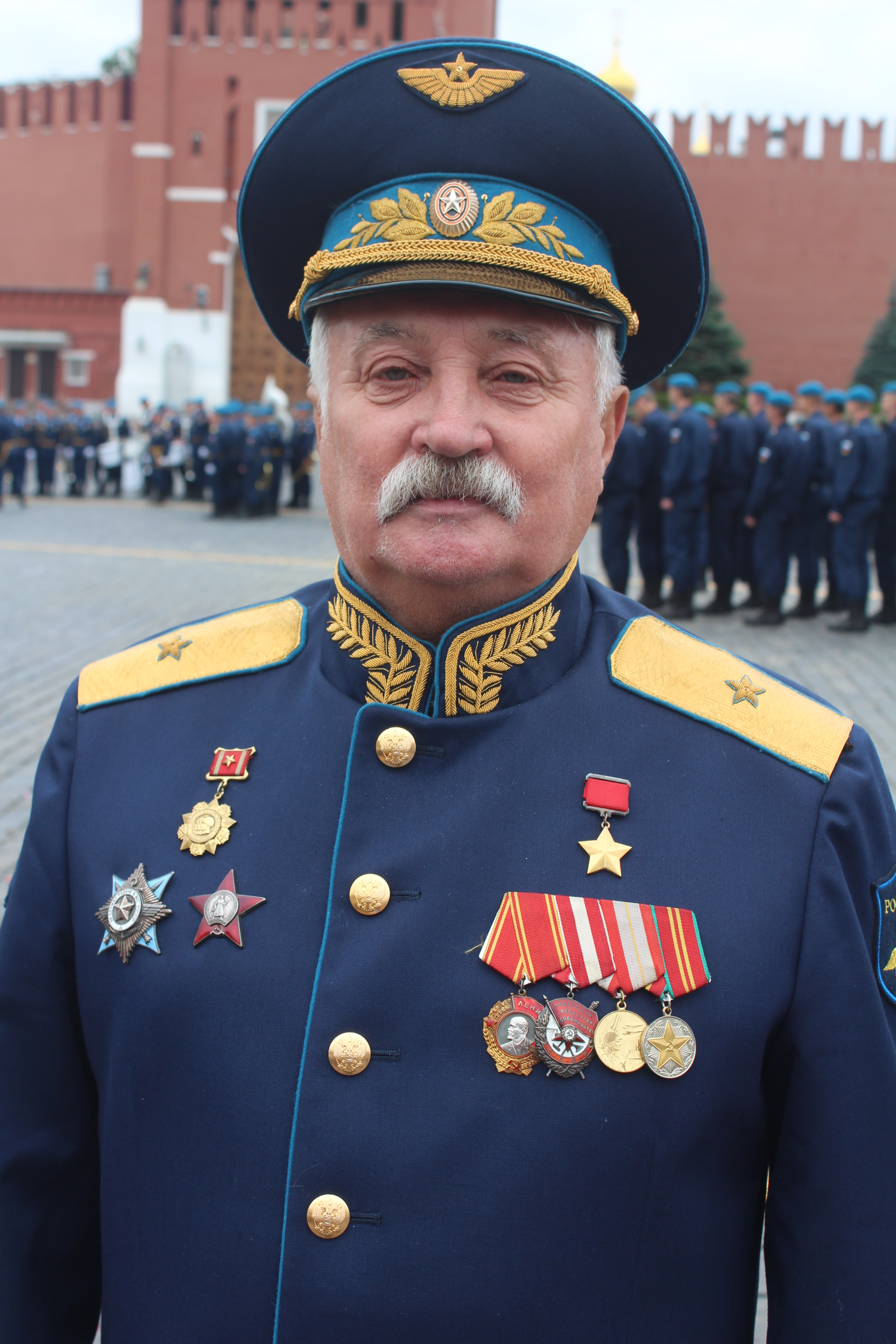
Александр Солуянов

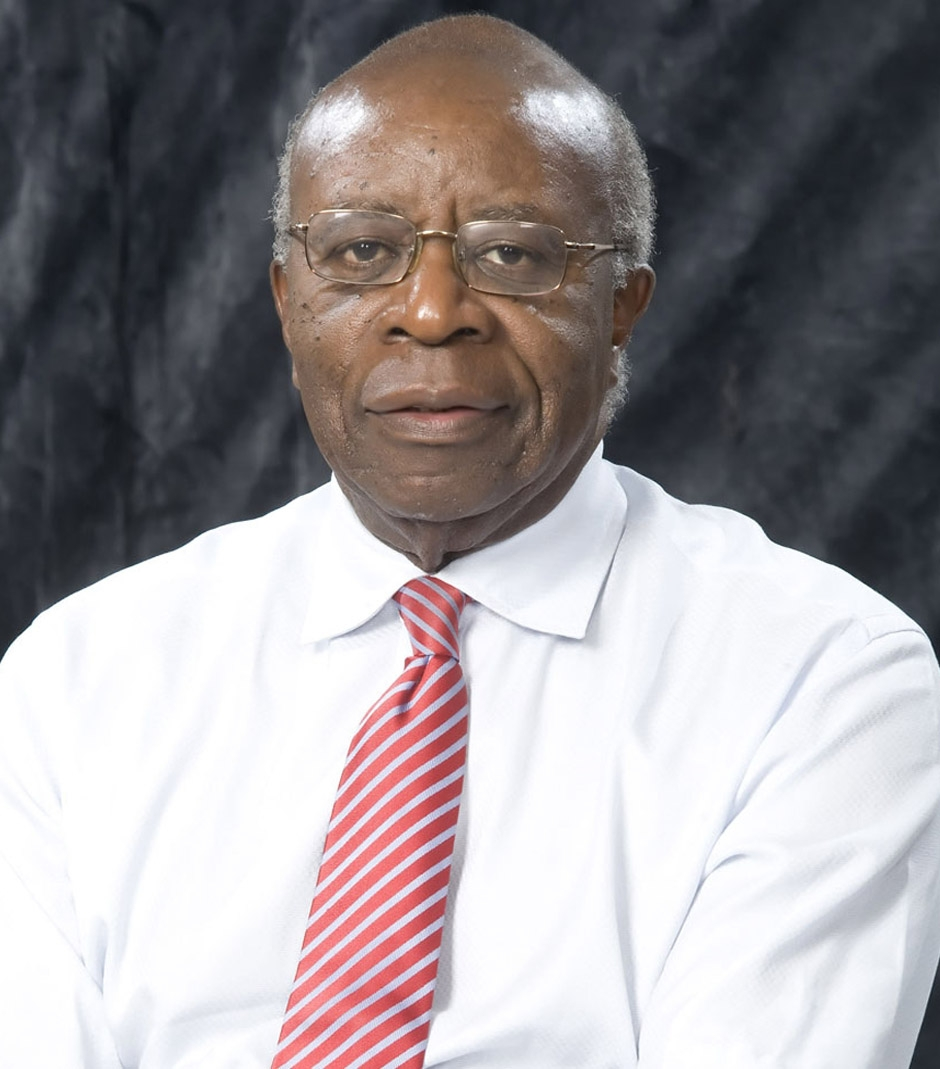
Фостен Твагирамунгу

- Амиранашвили, Медея Петровна (93) — советская и грузинская оперная певица (лирическое сопрано), народная артистка СССР (1976), дочь П. В. Амиранашвили[399].
- Араужу, Луиш (74) — португальский военный деятель, начальник Генерального штаба вооружённых сил[порт.] (2011—2014)[400].
- Веласко, Конча (84) — испанская актриса, певица, танцовщица и телеведущая[401].
- Вигернес, Ингрид (95) — норвежская лыжница, серебряный призёр чемпионата мира (1966)[402].
- Грэм, Стэнли[англ.] (97) — американский психолог, президент Американской психологической ассоциации (1990)[403].
- Келли, Кларенс[англ.] (82) — американский прелат-седевакантист, главный настоятель Общества Святого Пия V (с 1983 года)[404].
- Кигай, Ингрид Николаевич (92) — советский и российский геолог, минералог и петрограф, сотрудник ИГЕМ РАН[405].
- Кустов, Сергей Павлович (77) — советский и украинский актёр театра и кино, народный артист Украины (1991)[406].
- Наймантаев, Аскар Абдигалимович[каз.] (58) — казахстанский актёр и режиссёр, заслуженный деятель Казахстана[407].
- Пацци, Роберто[итал.] (77) — итальянский писатель и поэт[408].
- Печелюнас, Саулюс (67) — литовский политик, один из подписавших Акт восстановления государственности Литвы[409].
- Солуянов, Александр Петрович (69) — советский и узбекистанский военачальник, генерал-майор (1993), Герой Советского Союза (1984)[410].
- Твагирамунгу, Фостен (78) — руандийский политик, премьер-министр (1994—1995)[411].
- Фело Гарсия[исп.] (95) — костариканский футболист, художник и архитектор[412].
- Хармс, Вальтер[англ.] (61) — парагвайский политик, член Палаты депутатов (с 2013); авиакатастрофа[413].
- Холлега, Вольфганг[нем.] (94) — австрийский художник[414].
- Чинчари-Родано, Мария Лиза[итал.] (102) — итальянский политик, депутат Парламента Италии (1948—1972) и Европейского парламента (1979—1989)[415].
- Эванс, Джеймс Аллан (92) — канадский историк (о смерти объявлено в этот день)[416].

## 1 декабря

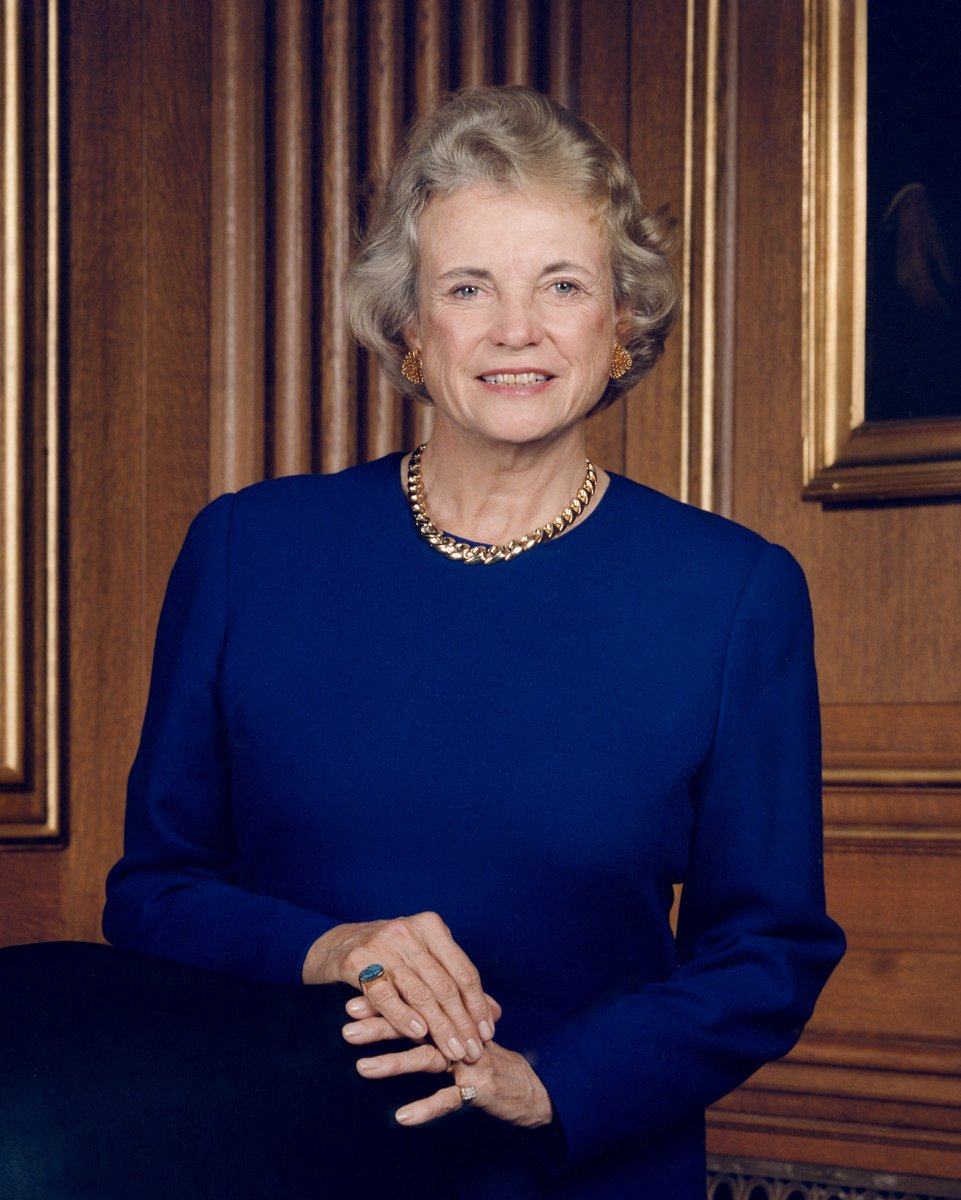
Сандра О’Коннор

- Авинери, Шломо (90) — израильский политолог, член Израильской академии естественных и гуманитарных наук (2012)[417].
- Акеле, Эзан[англ.] (85) — ивуарийский политик, министр оборудования, транспорта и телекоммуникаций (1990—1995)[418].
- Вассдаль, Виви-Анне[англ.] (91) — шведская горнолыжница, участница зимних Олимпийских игр (1956)[419].
- Гштрайн, Хайнц[нем.] (81) — австрийско-швейцарский богослов, корреспондент, писатель, преподаватель Венского университета[420].
- Гюрзап, Джан[тур.] (79) — турецкий актёр и сценарист[421].
- Калашников, Виктор Кириллович (83) — российский государственный деятель, глава администрации Воронежской области (1991—1992)[422].
- Мадер, Йорн[дат.] (76) — датский журналист[423].
- О’Коннор, Сандра Дэй (93) — американский юрист, член Верховного суда (1981—2006)[424].
- Ри, Уинстон Черчилль (72—73) — североирландский лоялист, лидер «Коммандос Красной Руки»[425].
- Фатмала, Кики[англ.] (56) — индонезийская актриса[426].
- Флешар, Болеслав[пол.] (89) — польский химик и политик, сенатор (1989—1991)[427].
- Форсайт, Бриджит[англ.] (83) — британская актриса[428].
- Харди, Хэмиш[англ.] (95) — британский яхтсмен, участник Олимпийских игр (1948)[429].
- Хесс, Амира[ивр.] (80) — израильская поэтесса[430].
- Хьюсон, Джоанна[англ.] (93) — канадская горнолыжница, участница зимних Олимпийских игр (1952)[431].
- Этьен, Карисса[англ.] (71) — доминиканский врач, директор Панамериканской организации здравоохранения[англ.] (2018—2023)[432].

## Без точной даты
- Бурцев, Роман Владимирович (52) — российский серийный убийца[433]..